# 小京都
小京都（しょうきょうと）とは、古い町並みや風情が京都に似ている、日本各地にある街の愛称・別称である。

## 概要

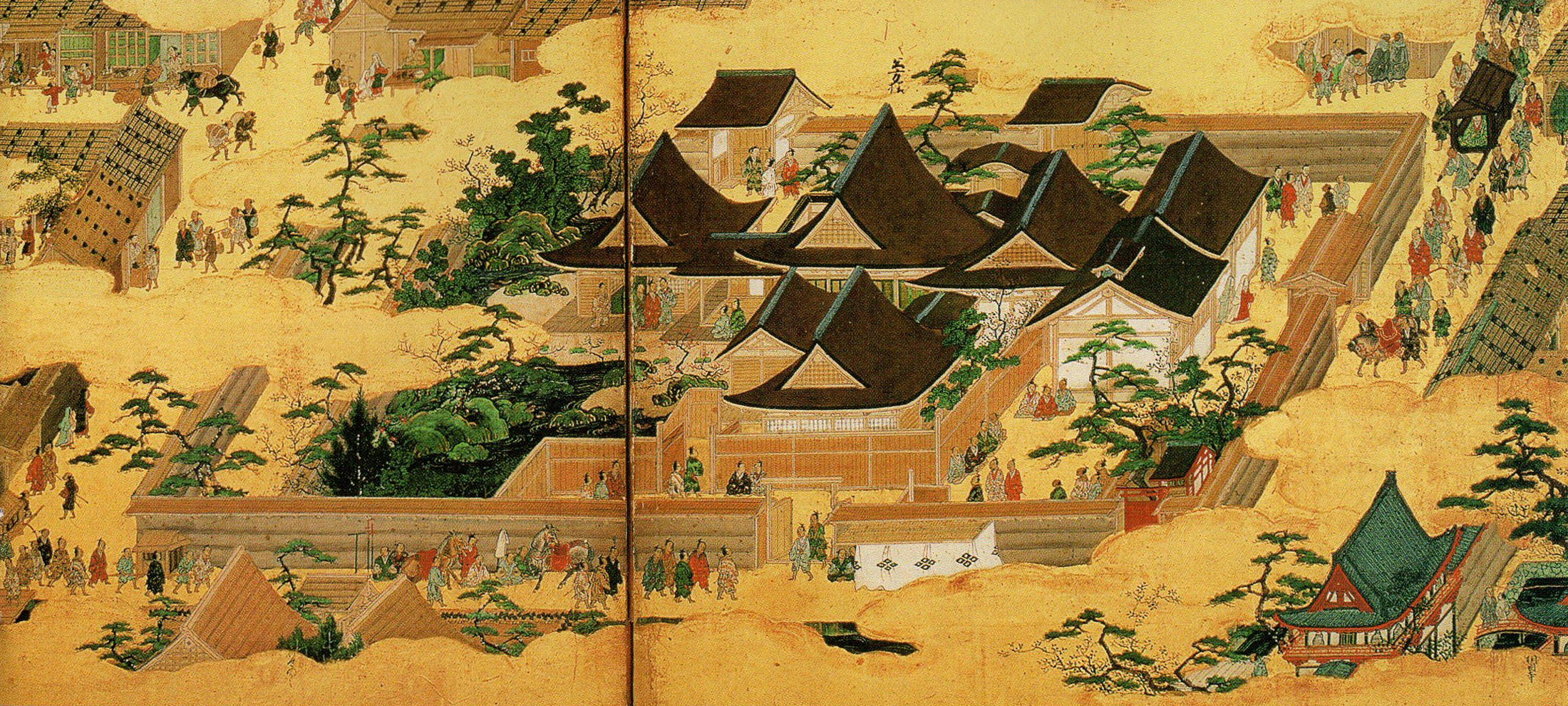
花の御所（室町時代）

明治以降の開発や災害、太平洋戦争下の空襲を免れて、江戸時代以前のたたずまいが残る街が日本各地にある。このうち、景観などが京都に似ている地区が小京都と呼ばれる。起源のひとつとして、各地の守護大名が室町幕府のある京都を模倣したまちづくり（都うつし）をしたことに遡ることができる。

## 全国京都会議

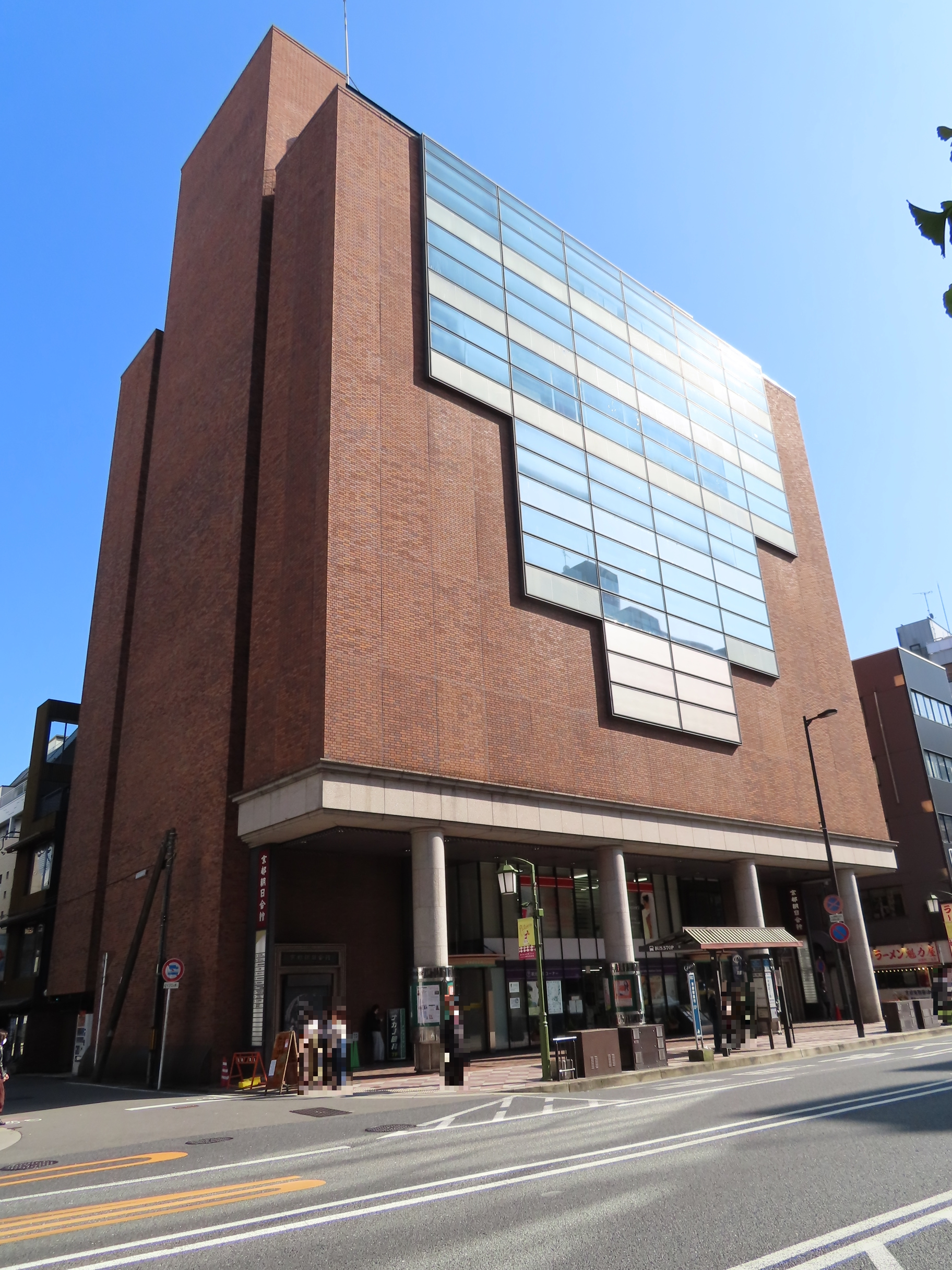
全国京都会議の事務局が入居する京都朝日会館

小京都とも呼ばれる地域のある自治体が集まる団体として全国京都会議が存在する。
ただし、古い街並みでなく、京都との歴史的つながりで加入している自治体もある。一方で、全国京都会議に加盟していなくても、観光宣伝目的や自然発生的な自称・他称の小京都は多い。
全国京都会議は京都市を含む26市町により、1985年（昭和60年）に結成された。1988年（昭和63年）の第4回総会で加盟基準が次の3つの条件に1つ以上あてはまることと定められた。
- 京都に似た自然と景観
- 京都との歴史的なつながり
- 伝統的な産業や芸能があること

総会での承認を経て加盟となり、事務局への届けにより退会となる。
2021年4月時点で加盟する自治体は40市町であり、事務局は京都市観光協会内にある。ピーク時の1999年度には56市町が加盟していたが、2018年度までに63市町が入会し、再入会を除いて19市町が退会した。過去に全国京都会議に加盟していた自治体は後述の通りである。退会理由としては財政難や観光客誘致へのメリットが乏しいことのほか、歴史的に城下町として発展した歴史などに鑑みて「小京都」としてではない独自性をアピールすることを挙げる自治体も複数ある。

### 全国京都会議加盟自治体
全国京都会議でポスターを作製している。

#### 東北地方
秋田県
- 角館町（現・仙北市角館地区） - 「羽州の小京都」「みちのくの小京都」と称される。
- 湯沢市 - 「羽後の小京都」と称される。

宮城県
- 岩出山町（現・大崎市岩出山地区） - 「奥州の小京都」「伊達な小京都」と称される。
- 柴田郡：村田町 - 「陸前の小京都」「宮城の小京都」と称される。

福島県
- 東白川郡：棚倉町 - 「石背の小京都」「岩代の小京都」と称される。

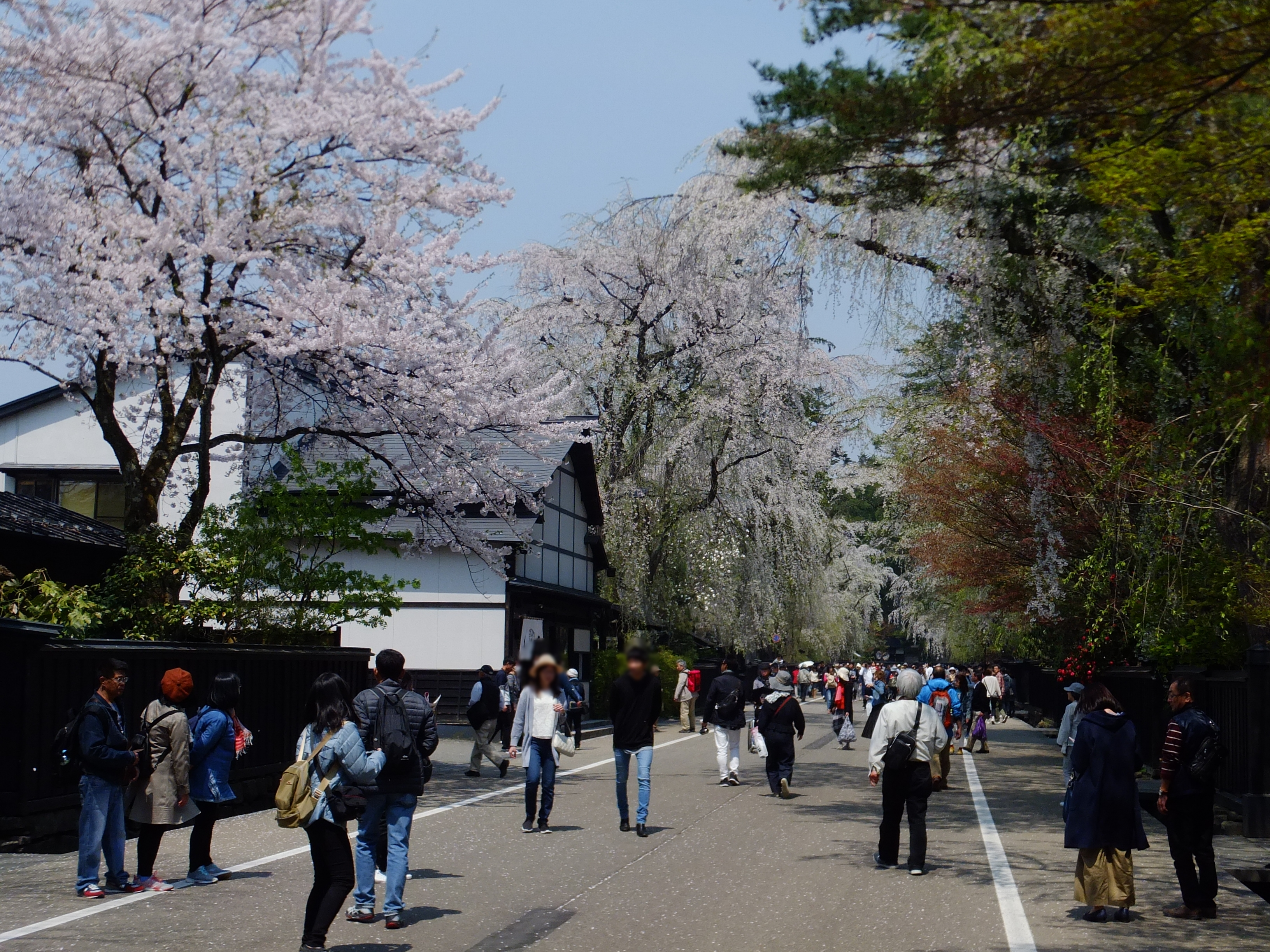
角館の武家屋敷通（秋田県仙北市）
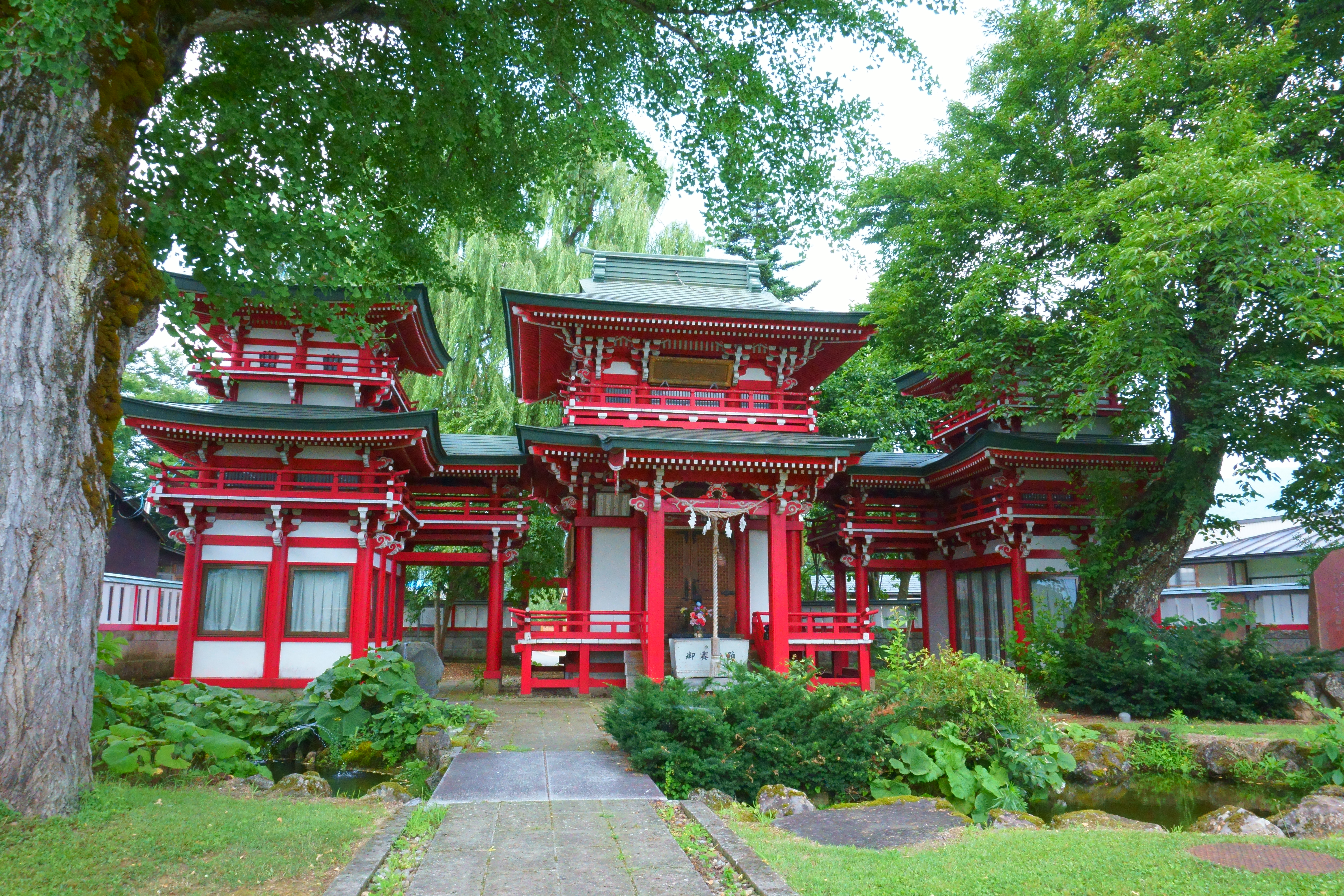
小野小町の故郷にある小町堂（秋田県湯沢市）
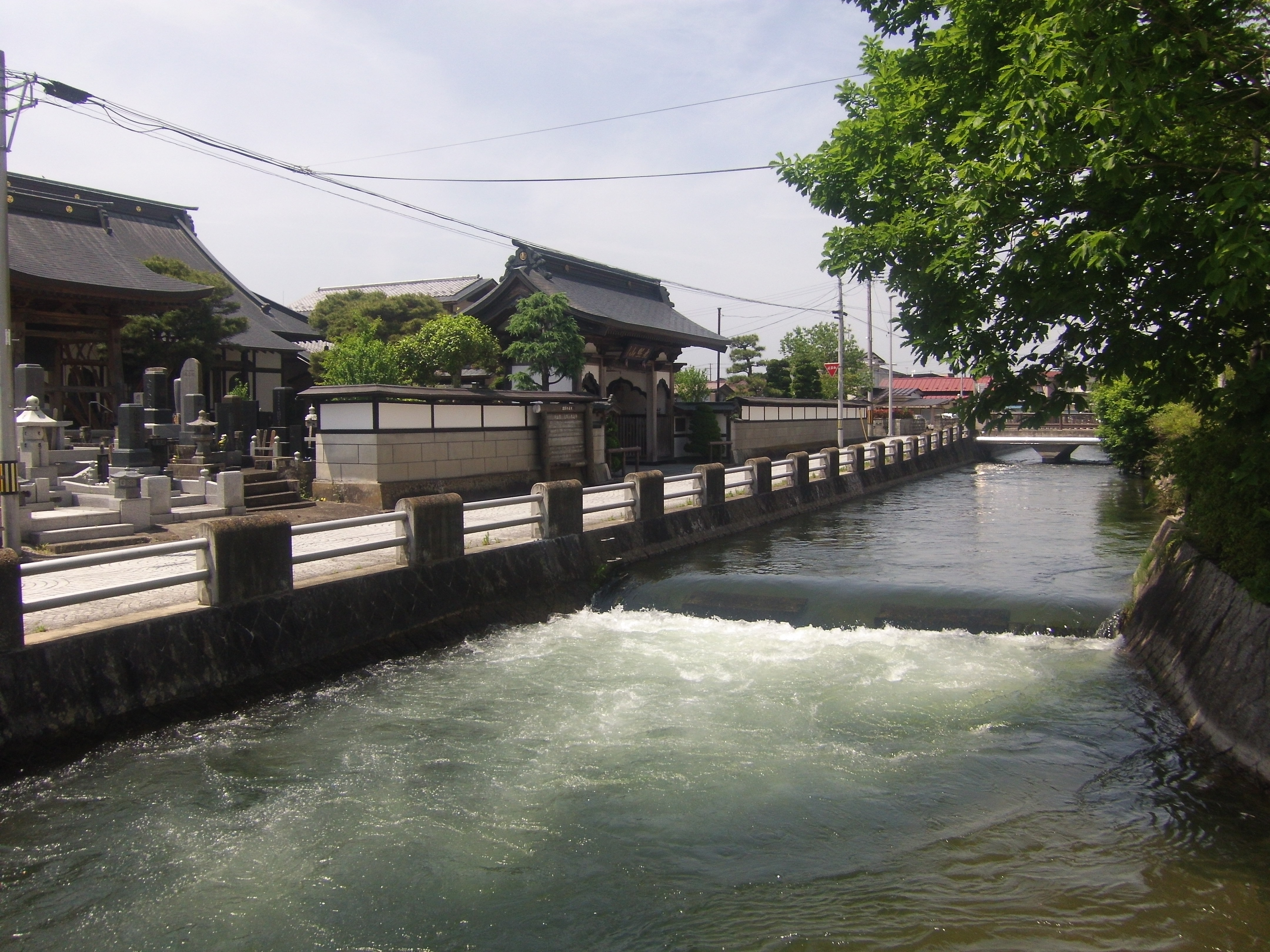
岩出山の街を流れる内川（宮城県大崎市）
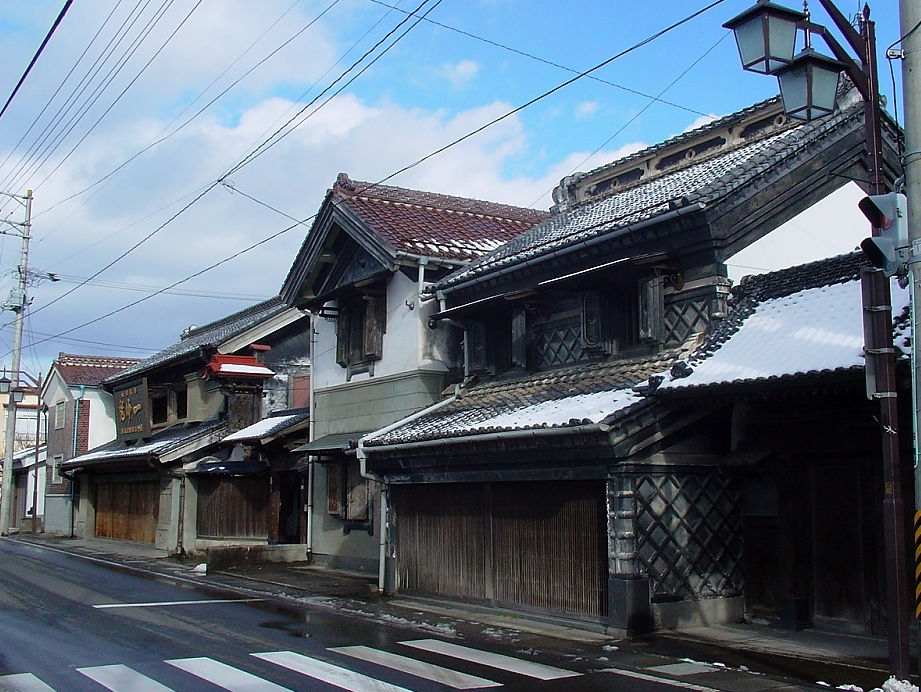
店蔵の並ぶ街並み（宮城県柴田郡村田町）
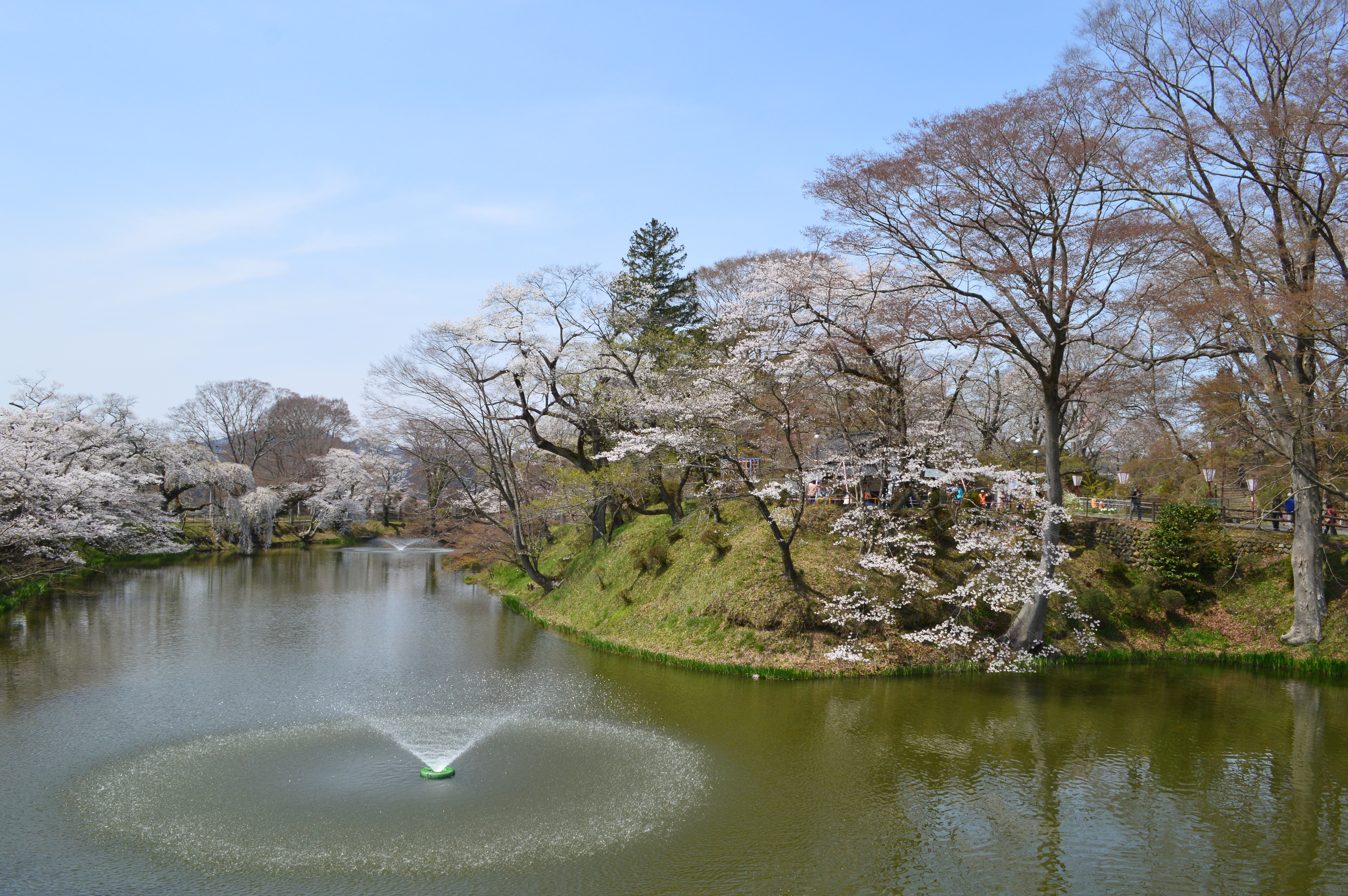
棚倉城跡と水濠（福島県東白川郡棚倉町）

#### 関東地方
茨城県
- 古河市 - 「坂東の小京都」｢関東の小京都｣と称される

栃木県
- 栃木市（「小江戸」とも）
- 足利市 - 「東の小京都」と称される。（「東の京都」「坂東の京都」とも）
- 佐野市 - 「下野の小京都」と称される。

埼玉県
- 比企郡：小川町 - 「武蔵の小京都」と称される。
- 比企郡：嵐山町 - 京都の嵐山（あらしやま）に風景が似ていることから「武蔵嵐山」と呼ばれている。

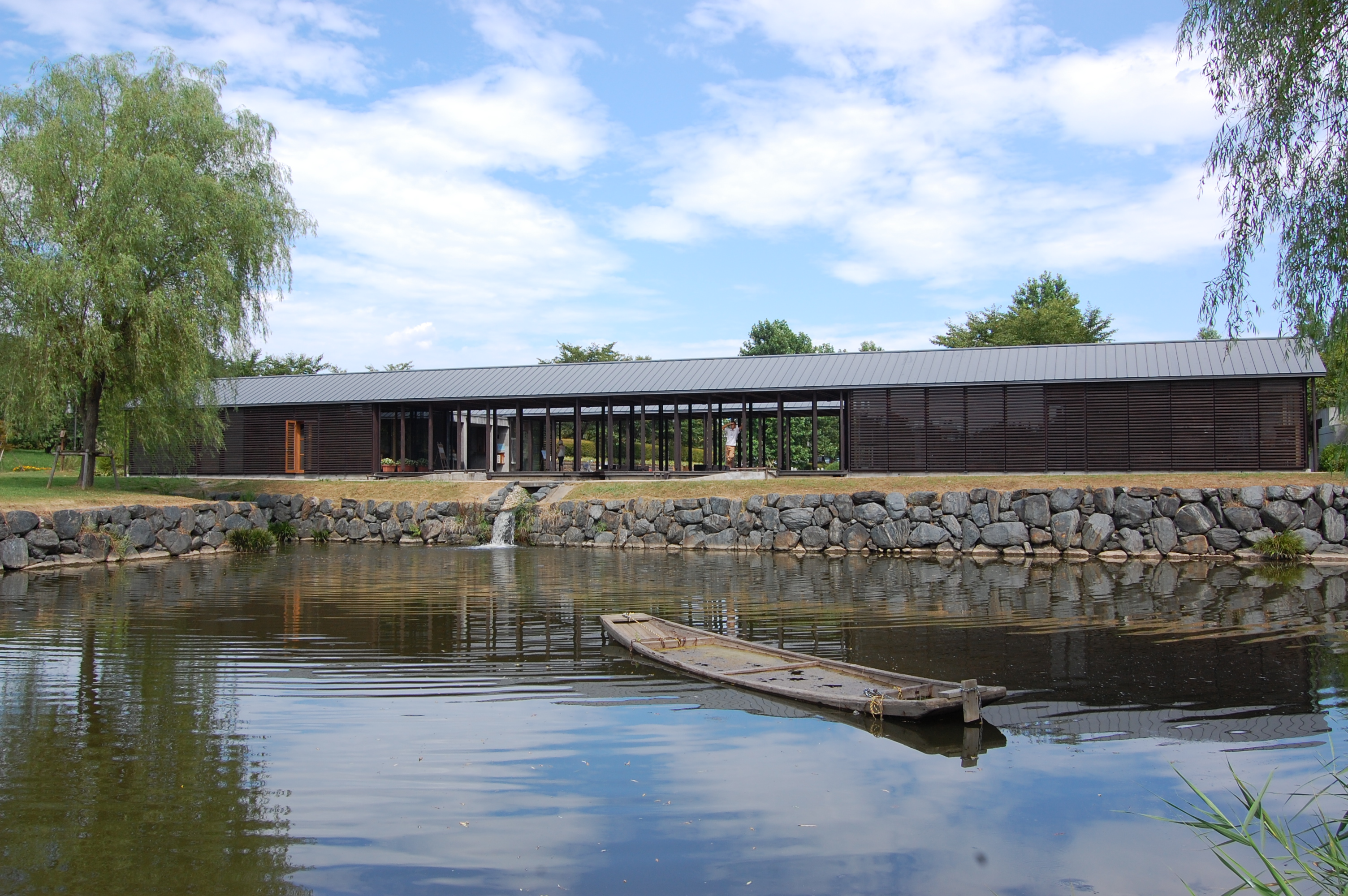
御所沼と古河公方館跡にある古河総合公園
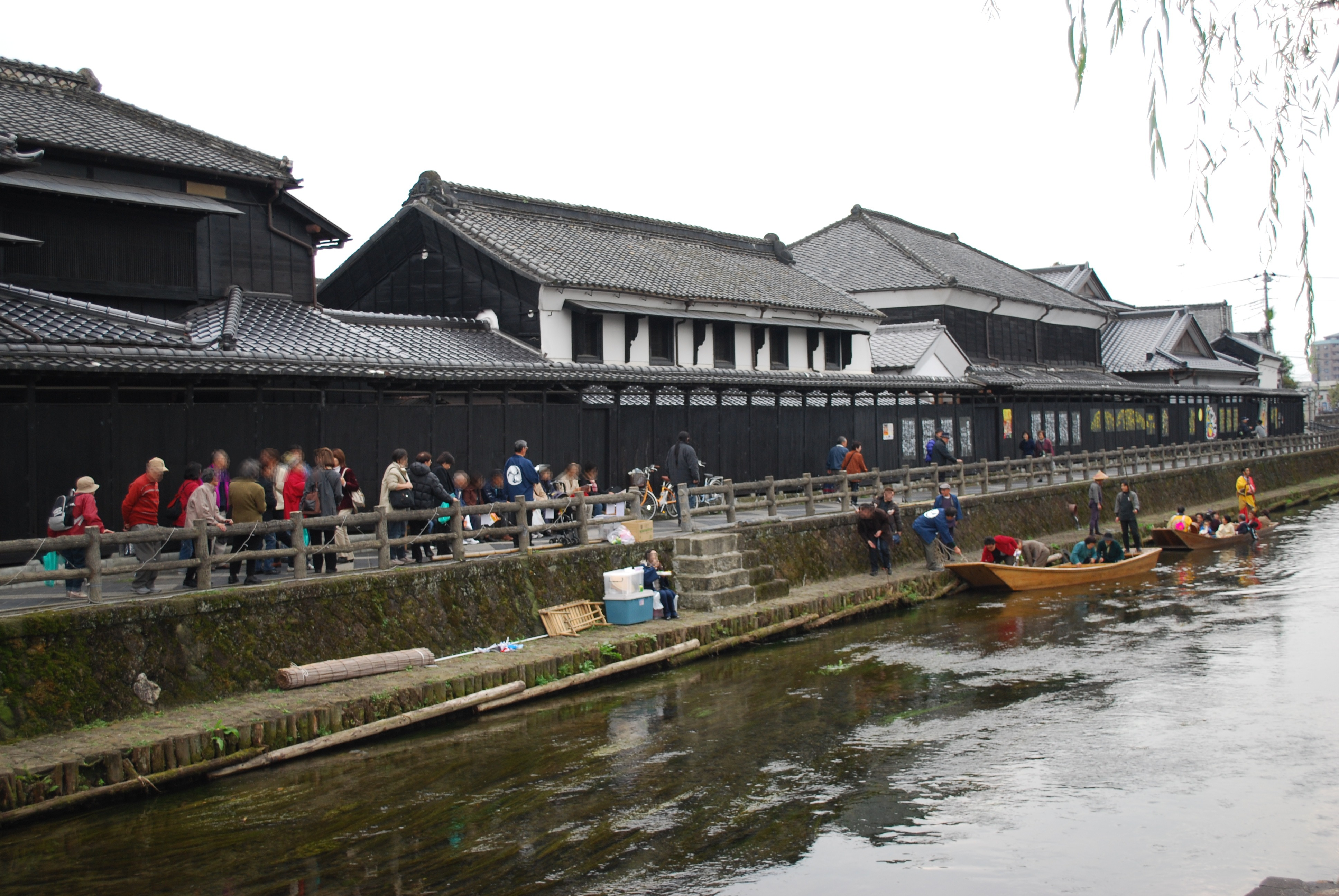
巴川沿いに続く蔵屋敷（栃木県栃木市）
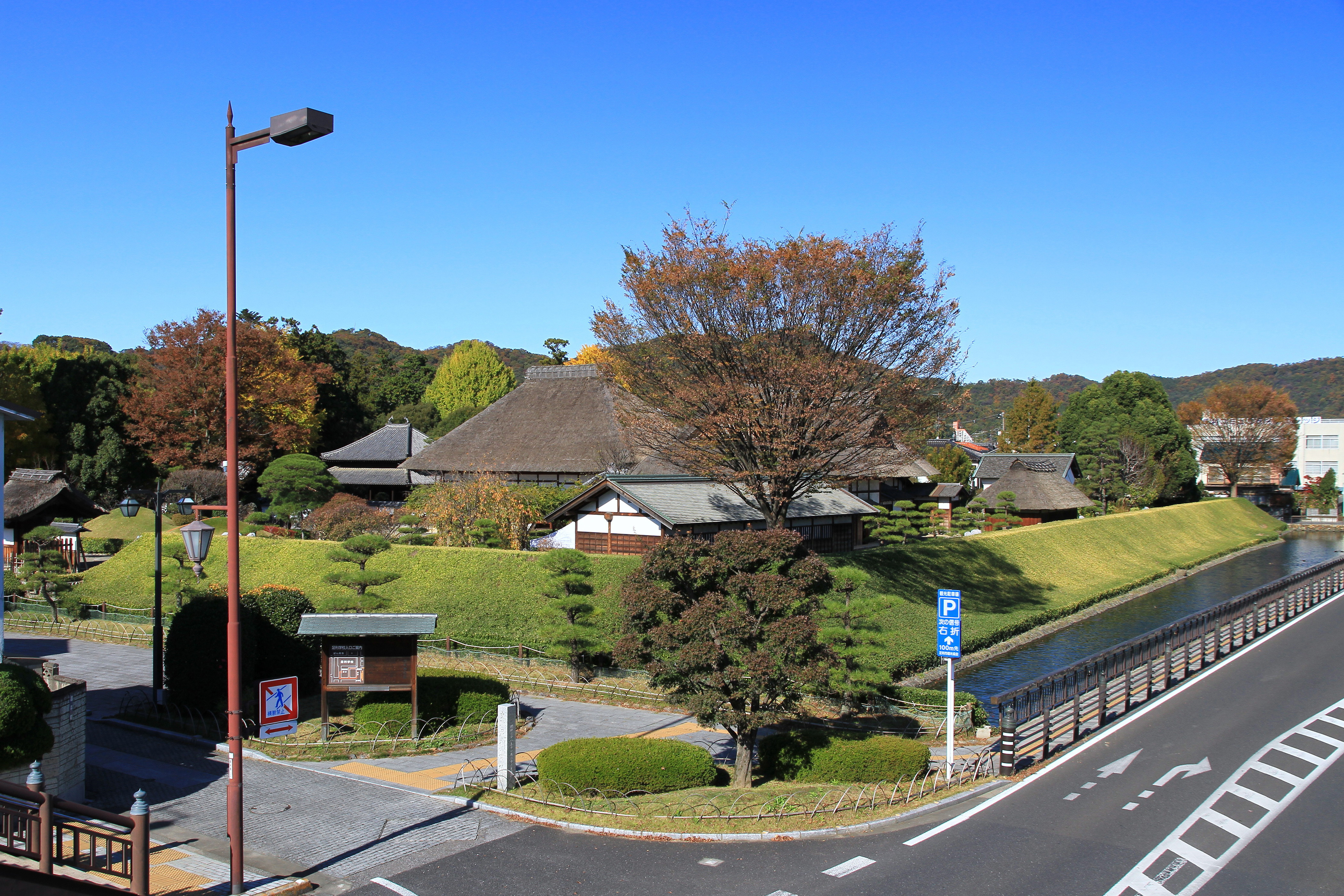
足利学校（栃木県足利市）
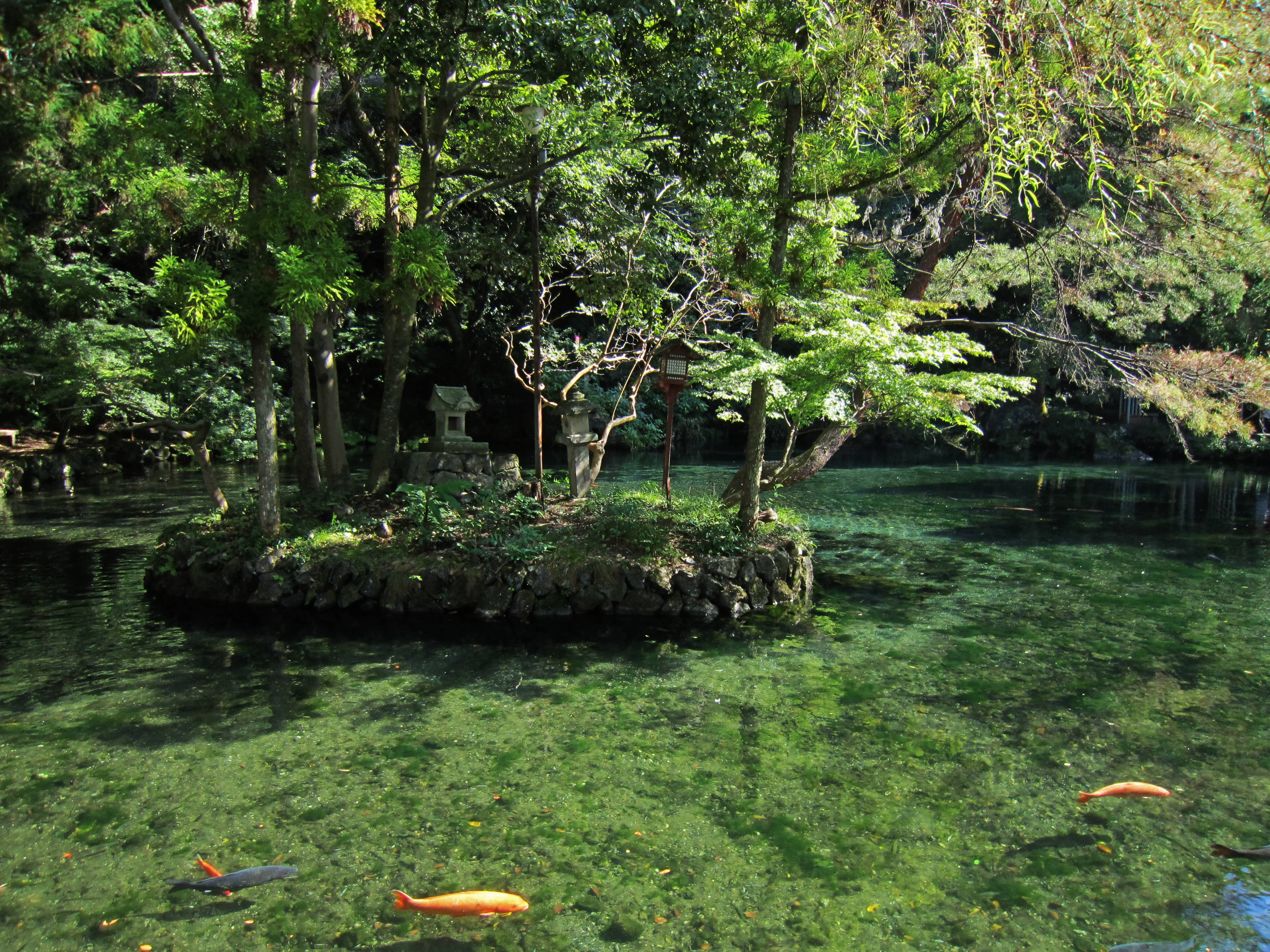
赤見温泉出流原弁天池（栃木県佐野市）
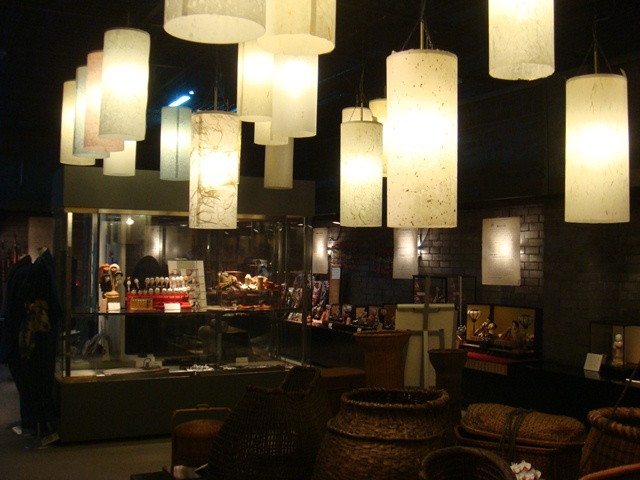
小川和紙（埼玉県比企郡小川町）
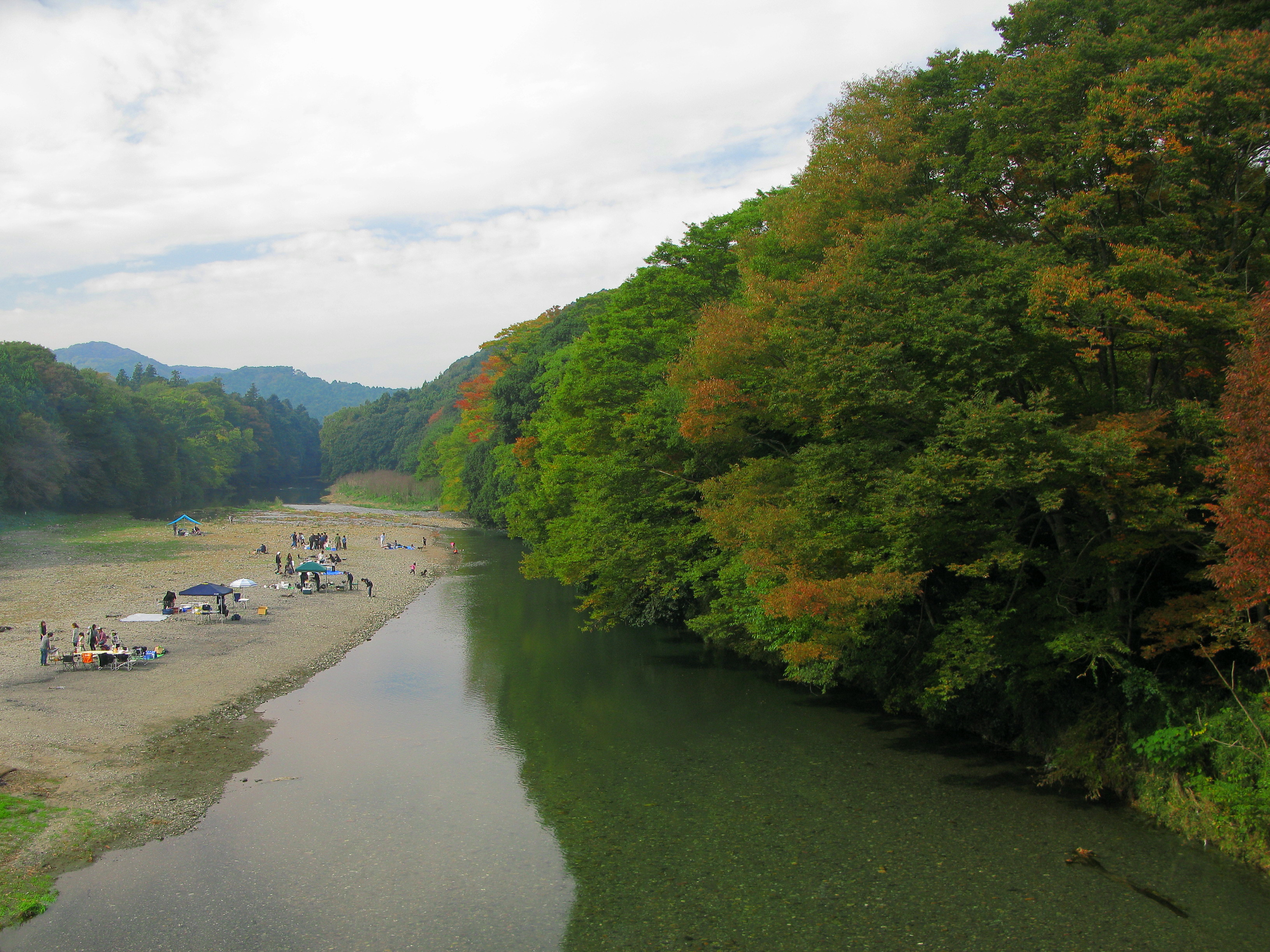
武蔵嵐山（埼玉県比企郡嵐山町）

#### 中部地方
新潟県
- 加茂市 - 「北越の小京都」「越後の小京都」と称される。

富山県
- 城端町（現・南砺市城端地区） - 「越中の小京都」と称される。

岐阜県
- 八幡町（現・郡上市八幡地区） - 「奥美濃の小京都」と称される。

静岡県
- 周智郡：森町 - 「遠州の小京都」と称される。

愛知県
- 西尾市 - 「三河の小京都」と称される。

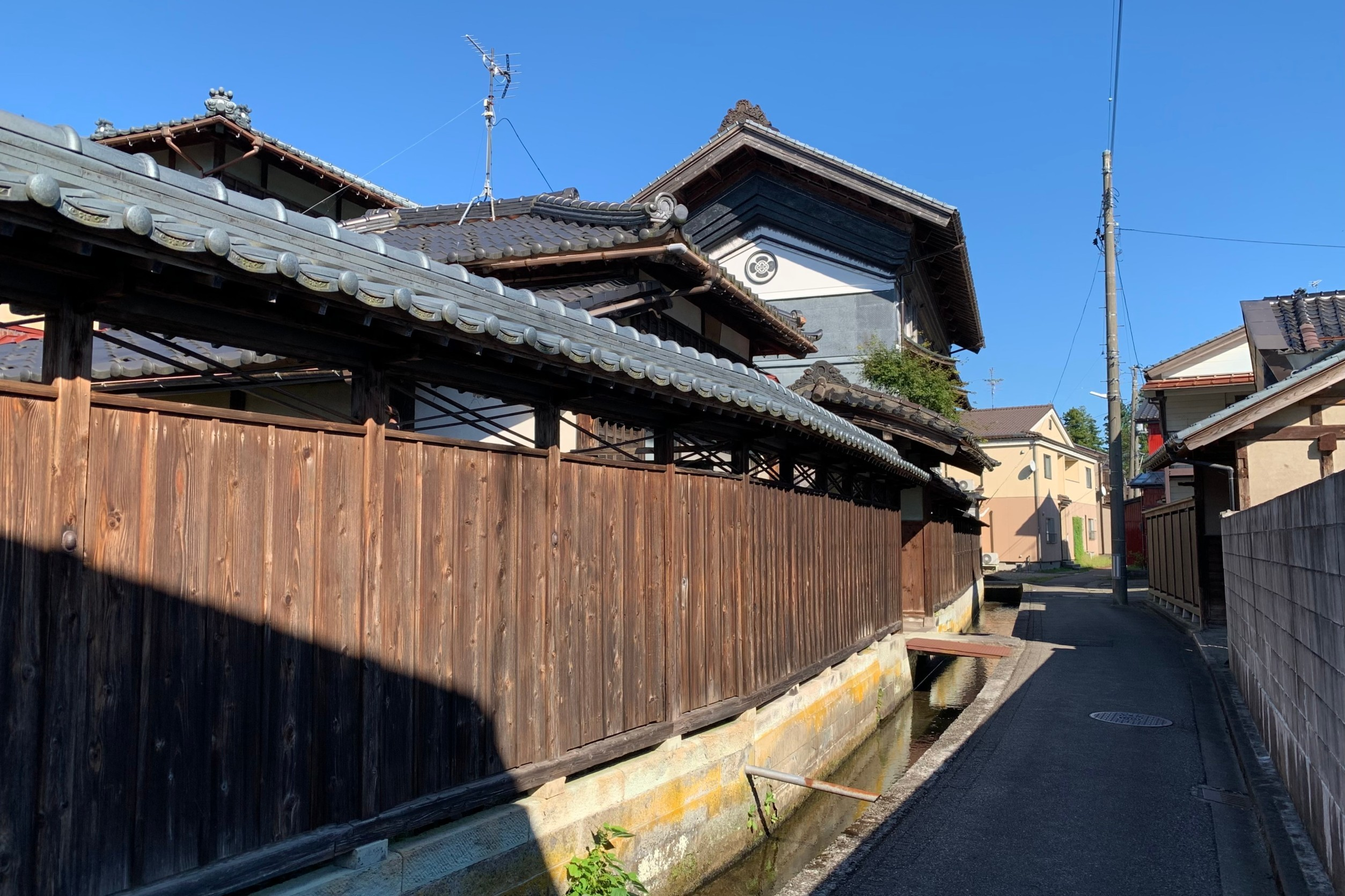
江川沿岸の古い町並み（新潟県加茂市）
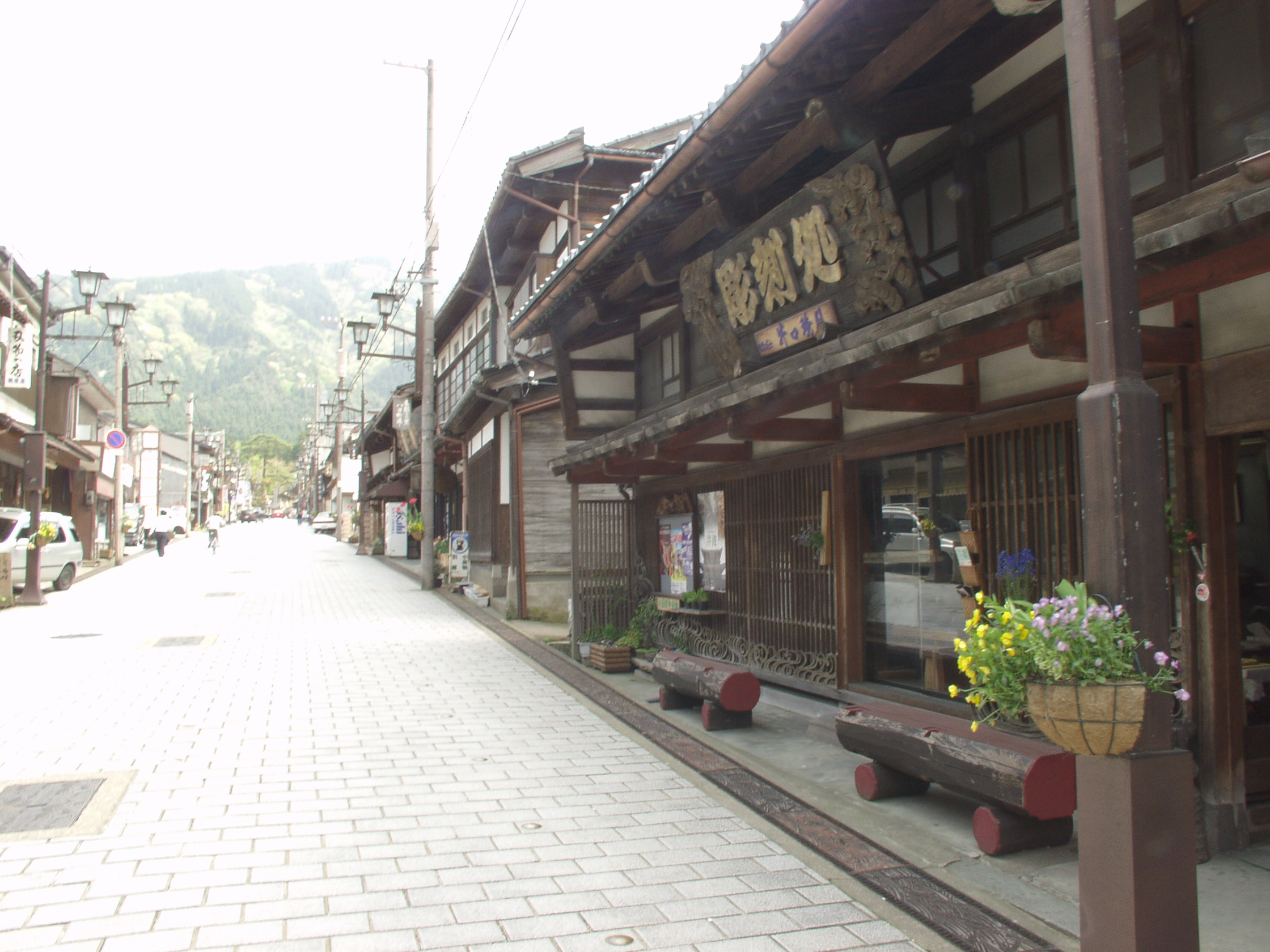
井波の街並み（富山県南砺市）
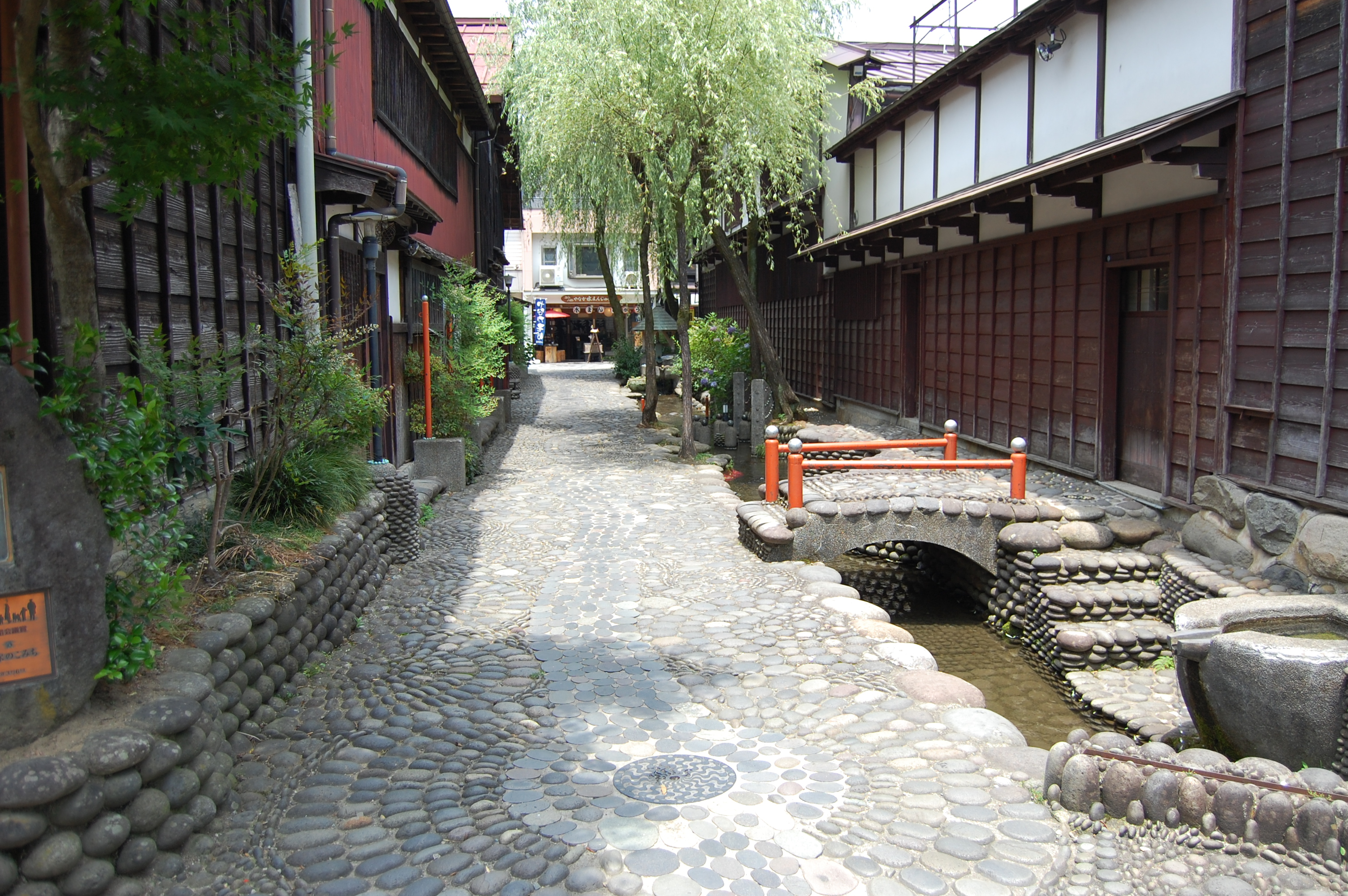
やなか水の小路（岐阜県郡上市）
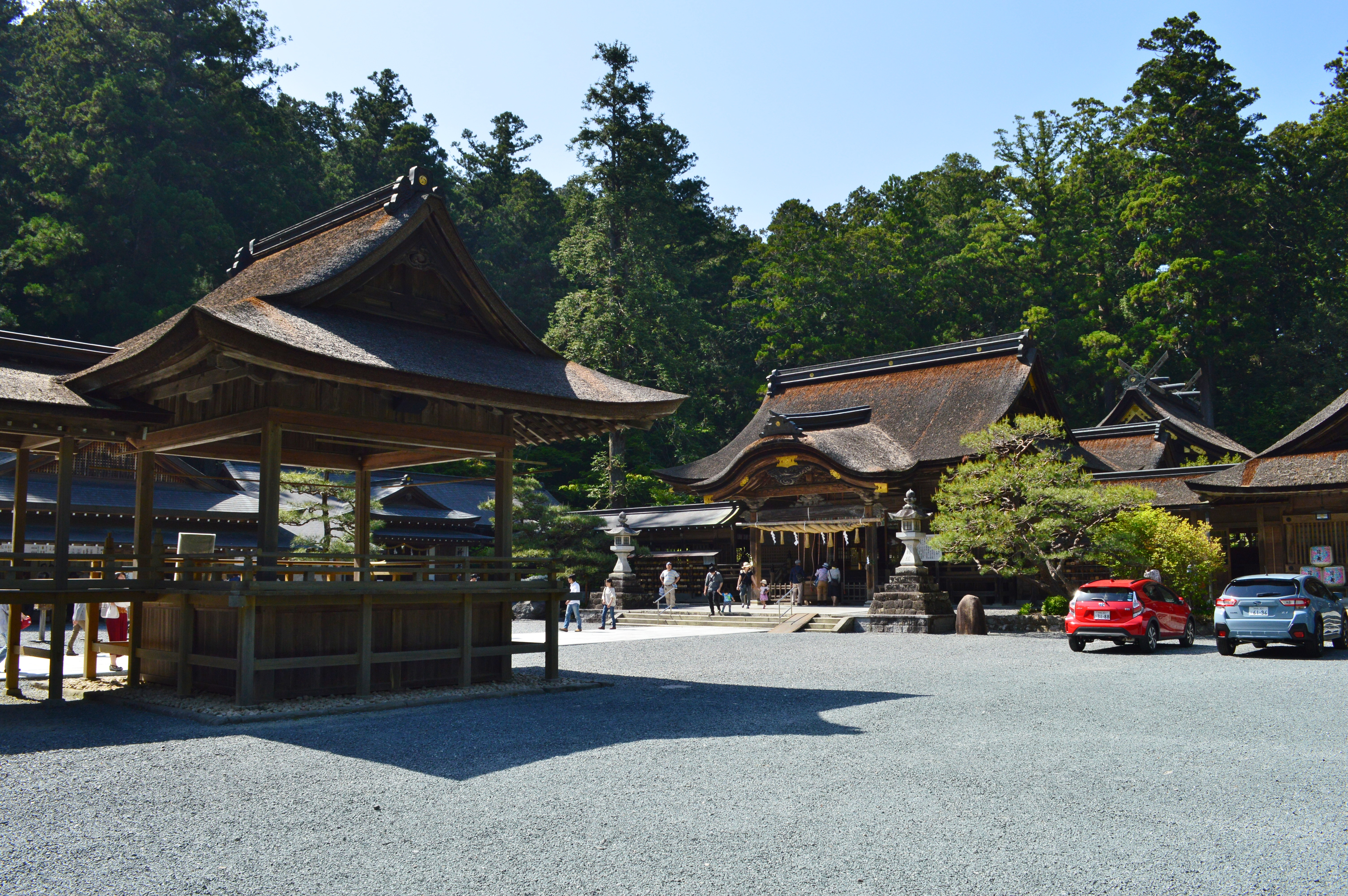
遠州一宮の小国神社（静岡県周智郡森町）
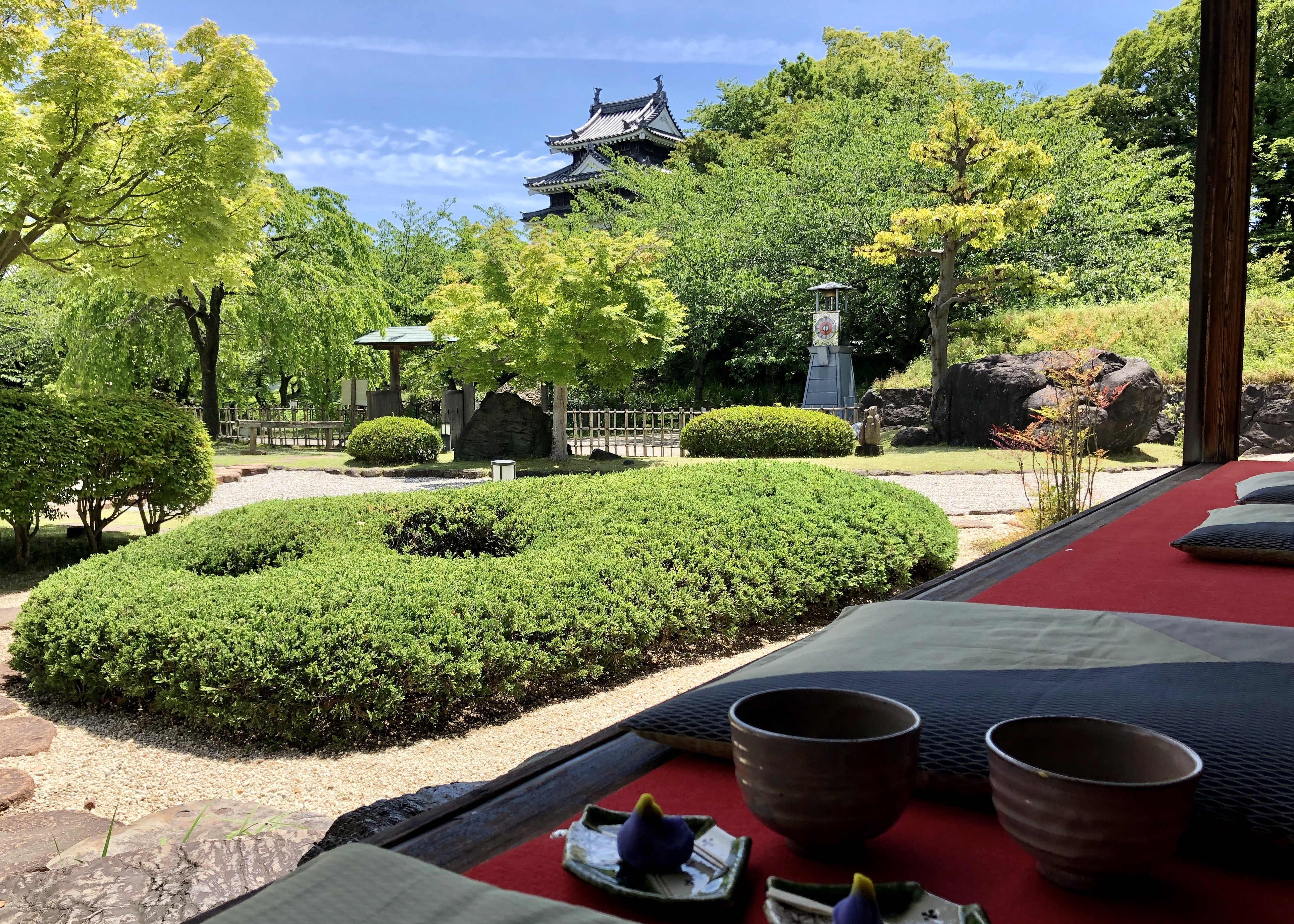
西尾市歴史公園（愛知県西尾市）

#### 近畿地方
三重県
- 上野市（現・伊賀市上野地区） - 「伊賀の小京都」と称される。

京都府
- 京都市

兵庫県
- 丹波篠山市 - 「丹波の小京都」と称される。
- 出石町（現・豊岡市出石地区） - 「但馬の小京都」と称される。
- 龍野市（現・たつの市龍野地区） - 「播磨の小京都」と称される。

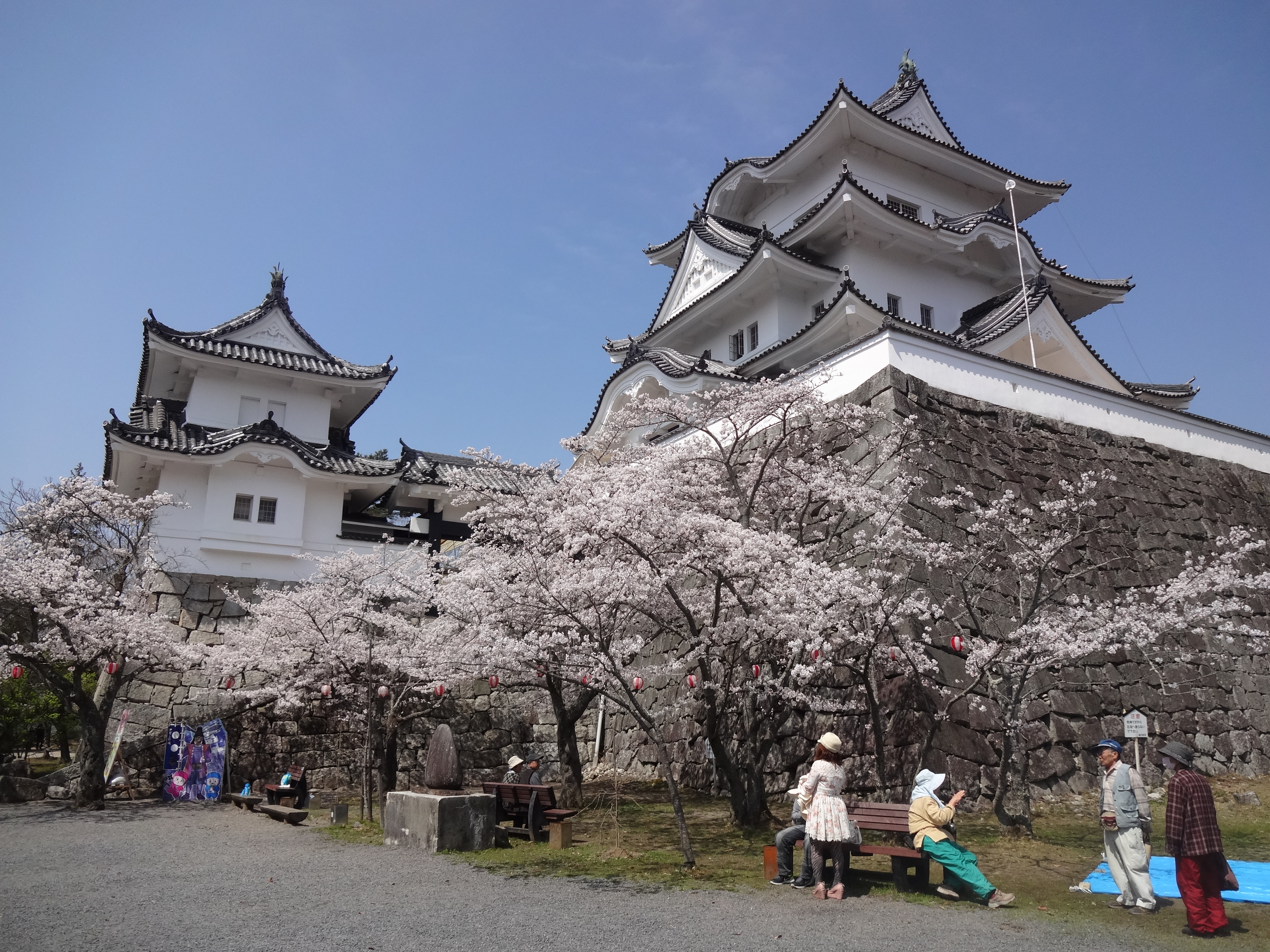
伊賀上野城（三重県伊賀市）
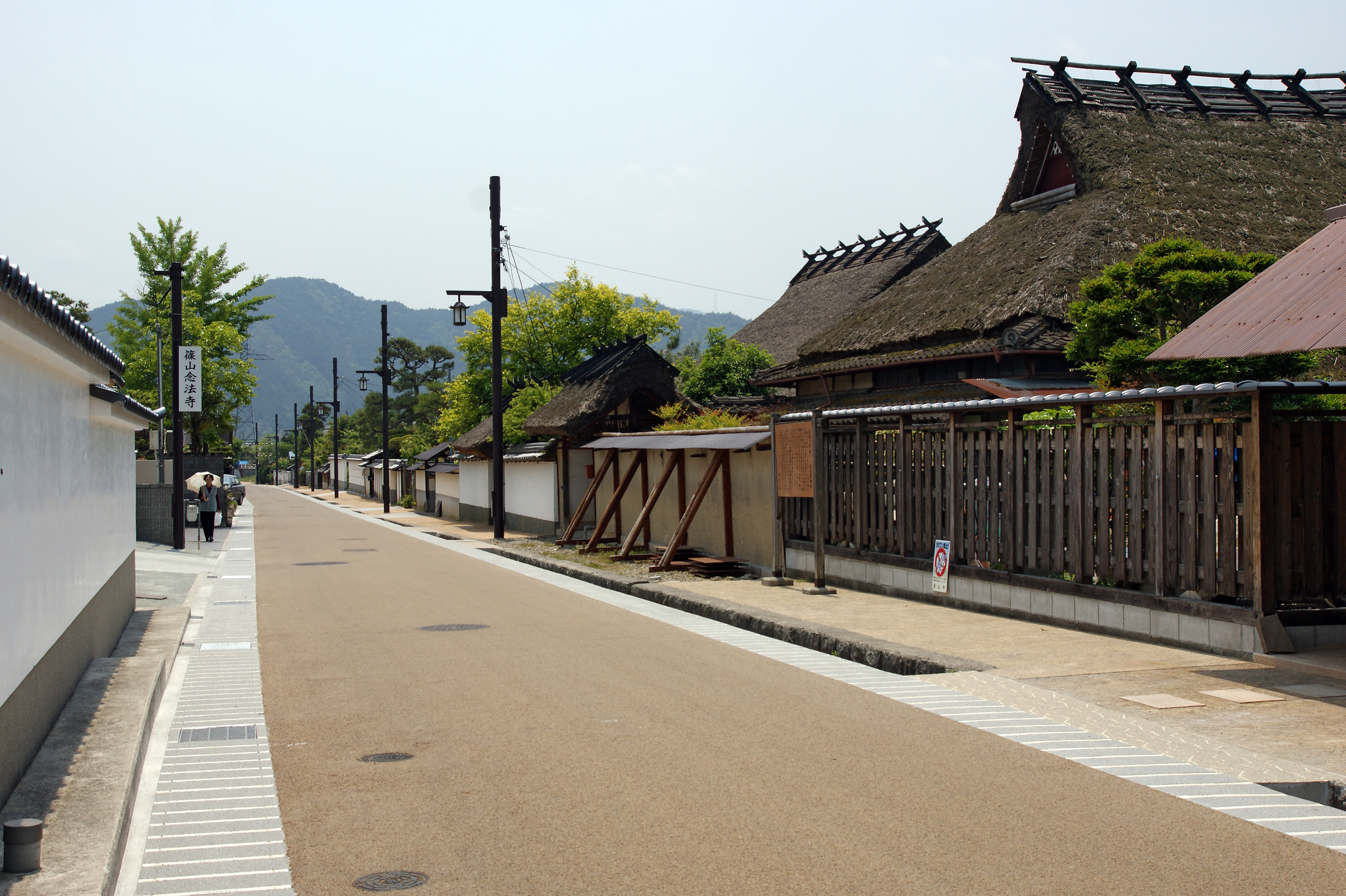
御徒士町の武家屋敷（兵庫県丹波篠山市）
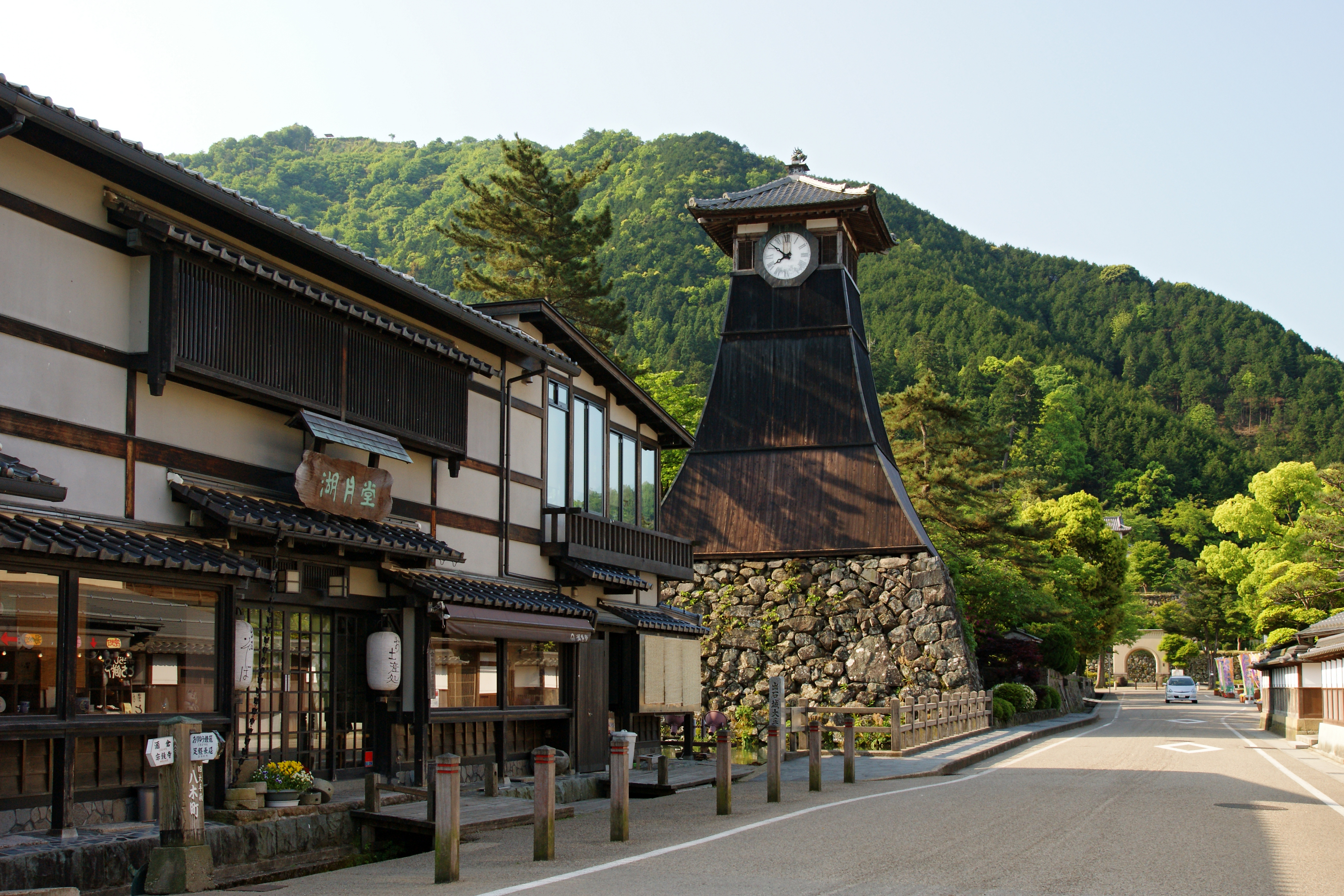
辰鼓楼と出石町の街並み（兵庫県豊岡市）
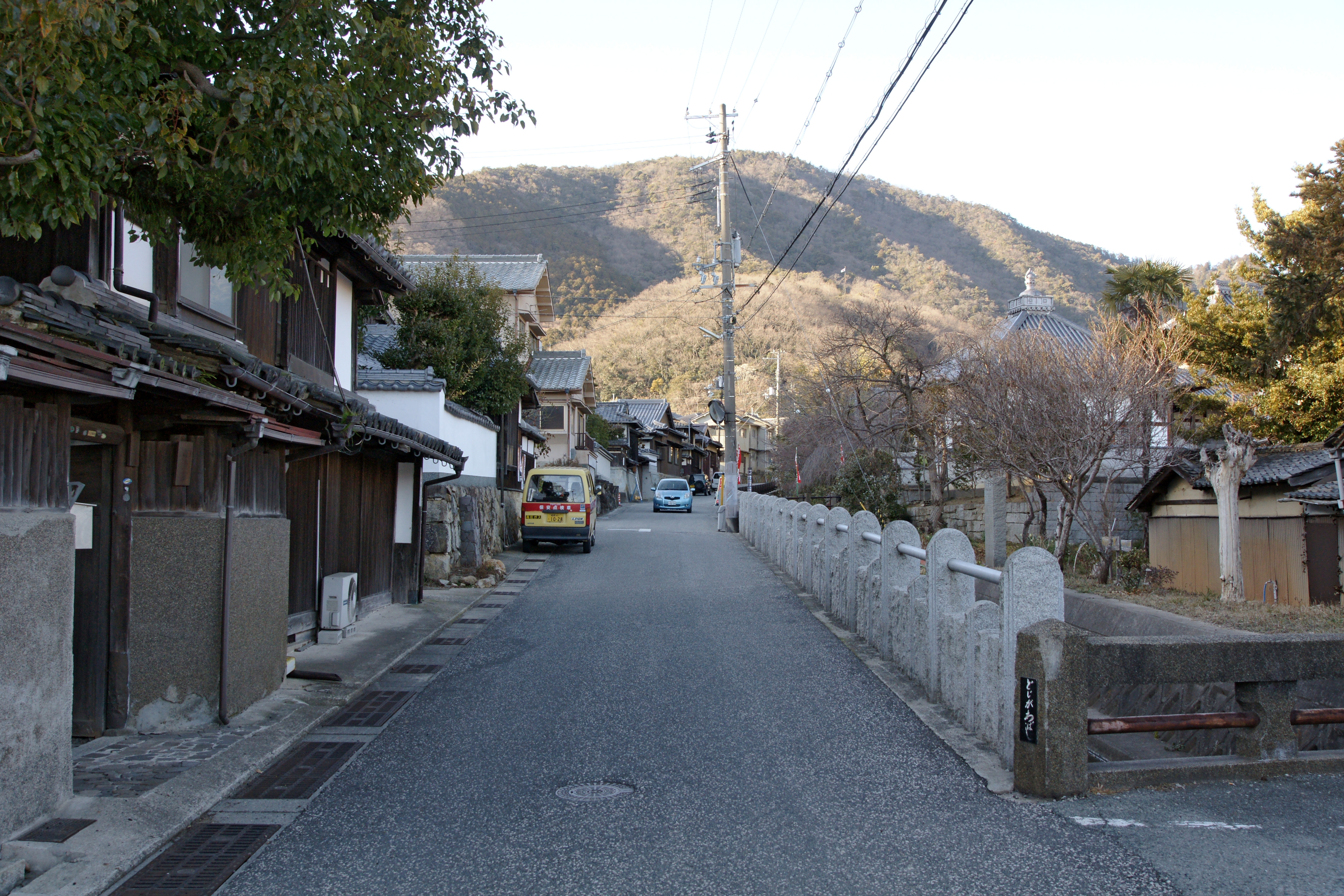
龍野城下町の風景（兵庫県たつの市）

#### 中国地方
松江、津和野、倉吉は「山陰の小京都」と称される。また松江、津和野、津山、尾道、山口、萩は「西の小京都」とも称される。
鳥取県
- 倉吉市 - 「山陰の小京都」「伯耆の小京都」と称される。白壁土蔵・赤瓦の建物群が残る。

島根県
- 松江市 - 「山陰の小京都」「出雲の小京都」と称される。
- 鹿足郡：津和野町 - 「山陰の小京都」「石見の小京都」と称される。

岡山県
- 津山市 - 「中国山中の小京都」「美作の小京都」と称される。
- 高梁市 - 「備中の小京都」と称される。

山口県
- 山口市 - 「西の小京都」「防州の小京都」と称される。（西の京とも）
- 萩市 - 「西の小京都」「長州の小京都」と称される。

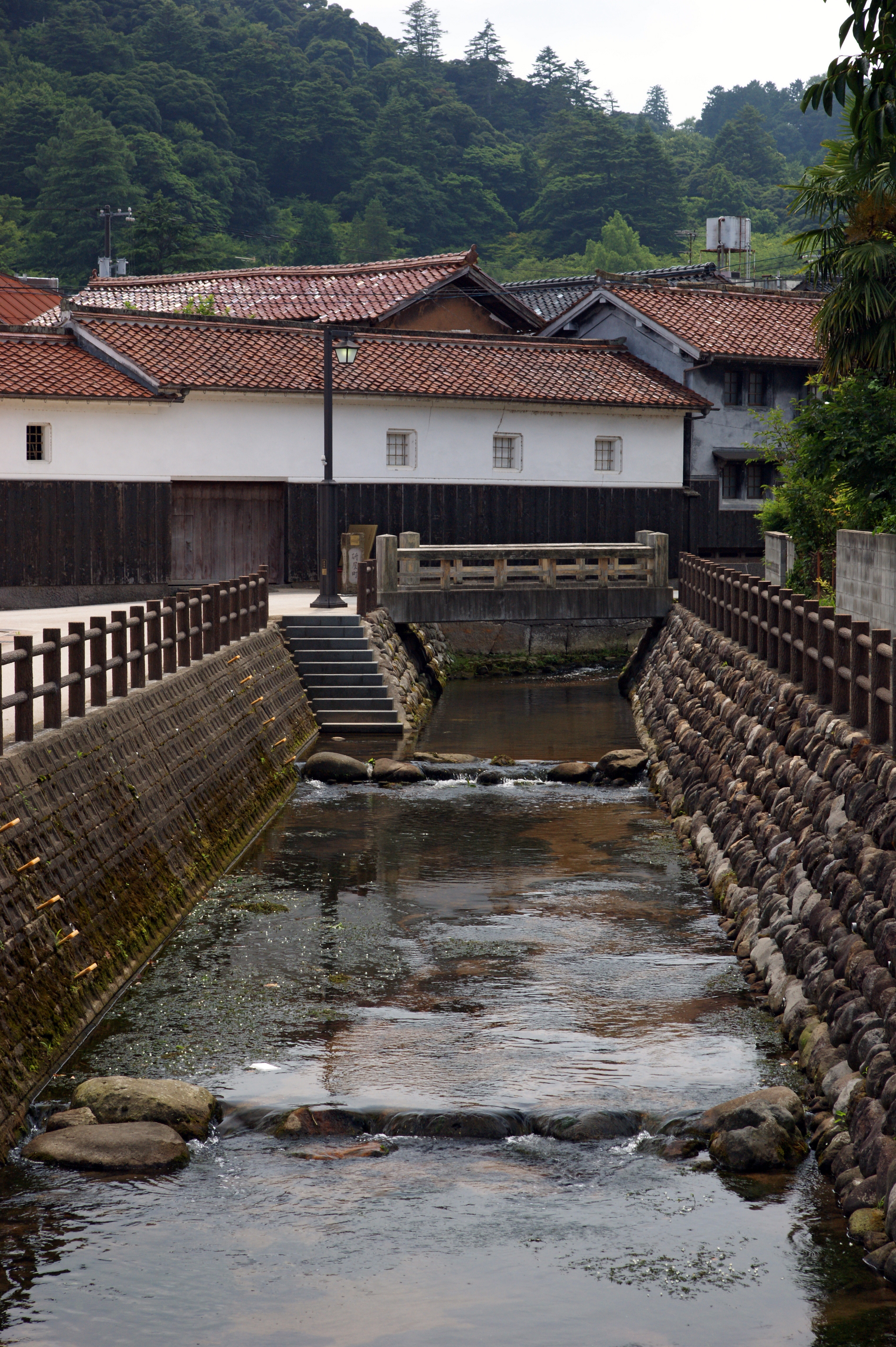
打吹玉川と研屋町の街並み（鳥取県倉吉市）
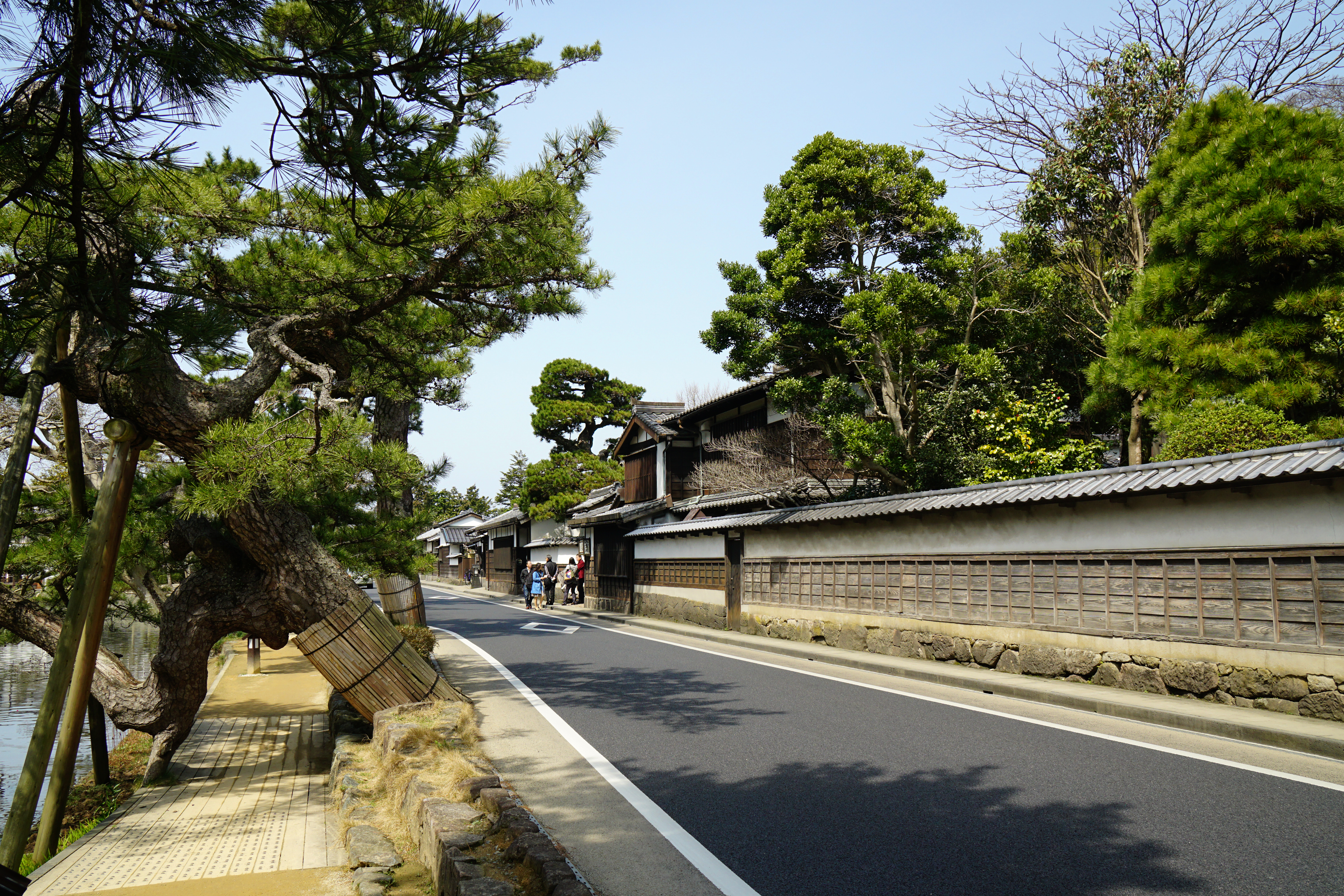
塩見縄手の街並み（島根県松江市）
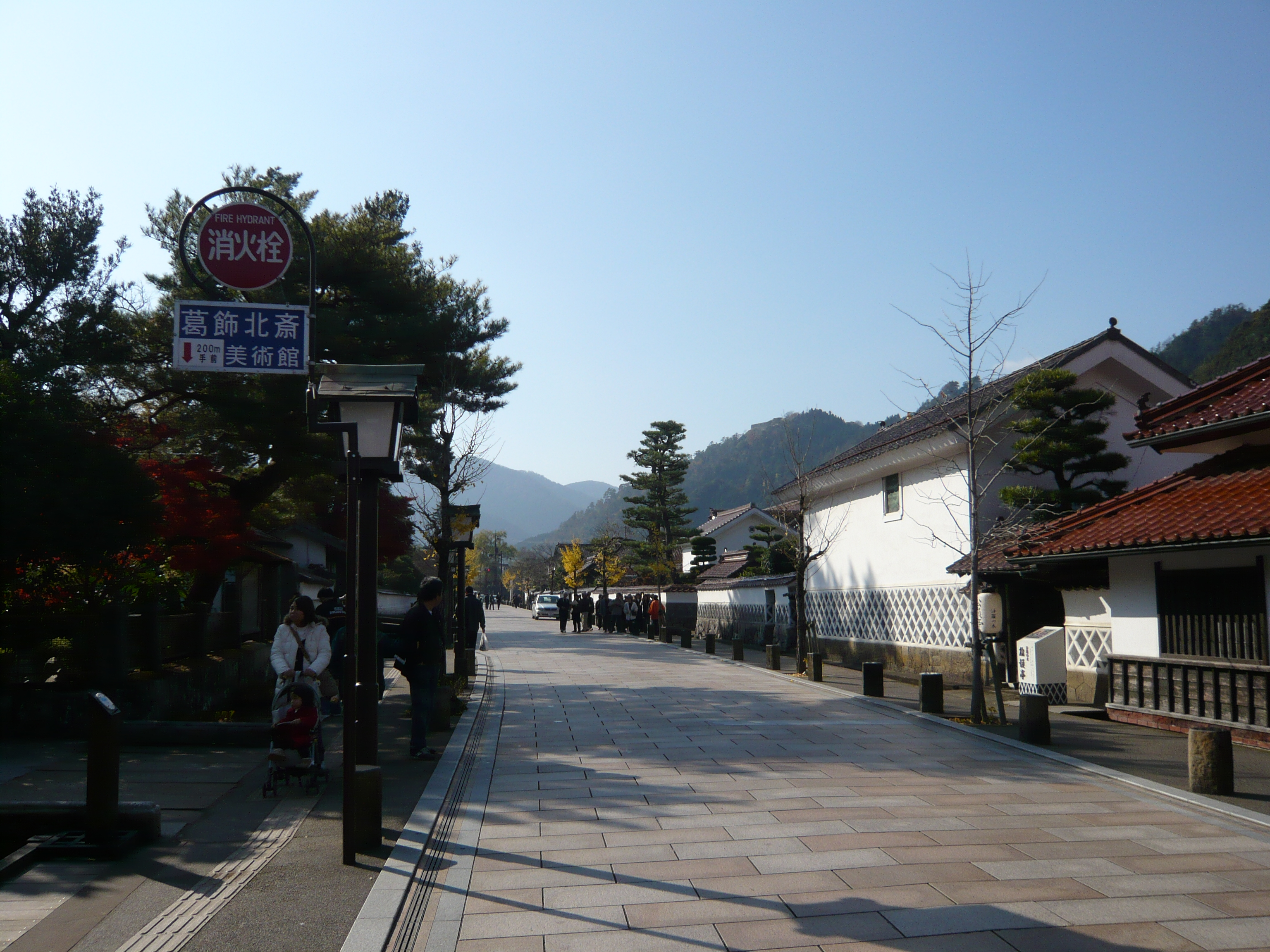
津和野の街並み（島根県鹿足郡津和野町）
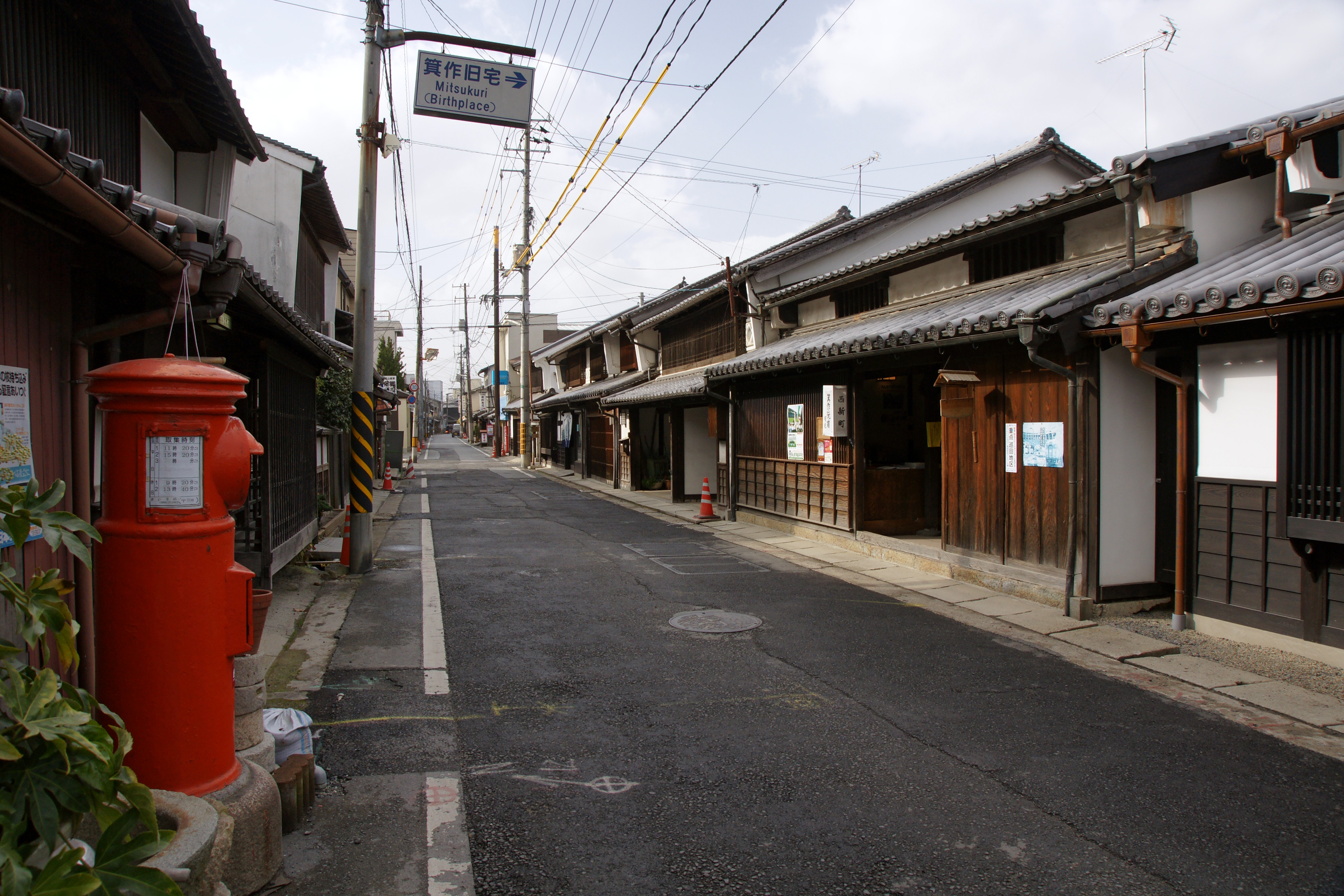
城東町並み保存地区にある箕作阮甫旧宅（岡山県津山市）
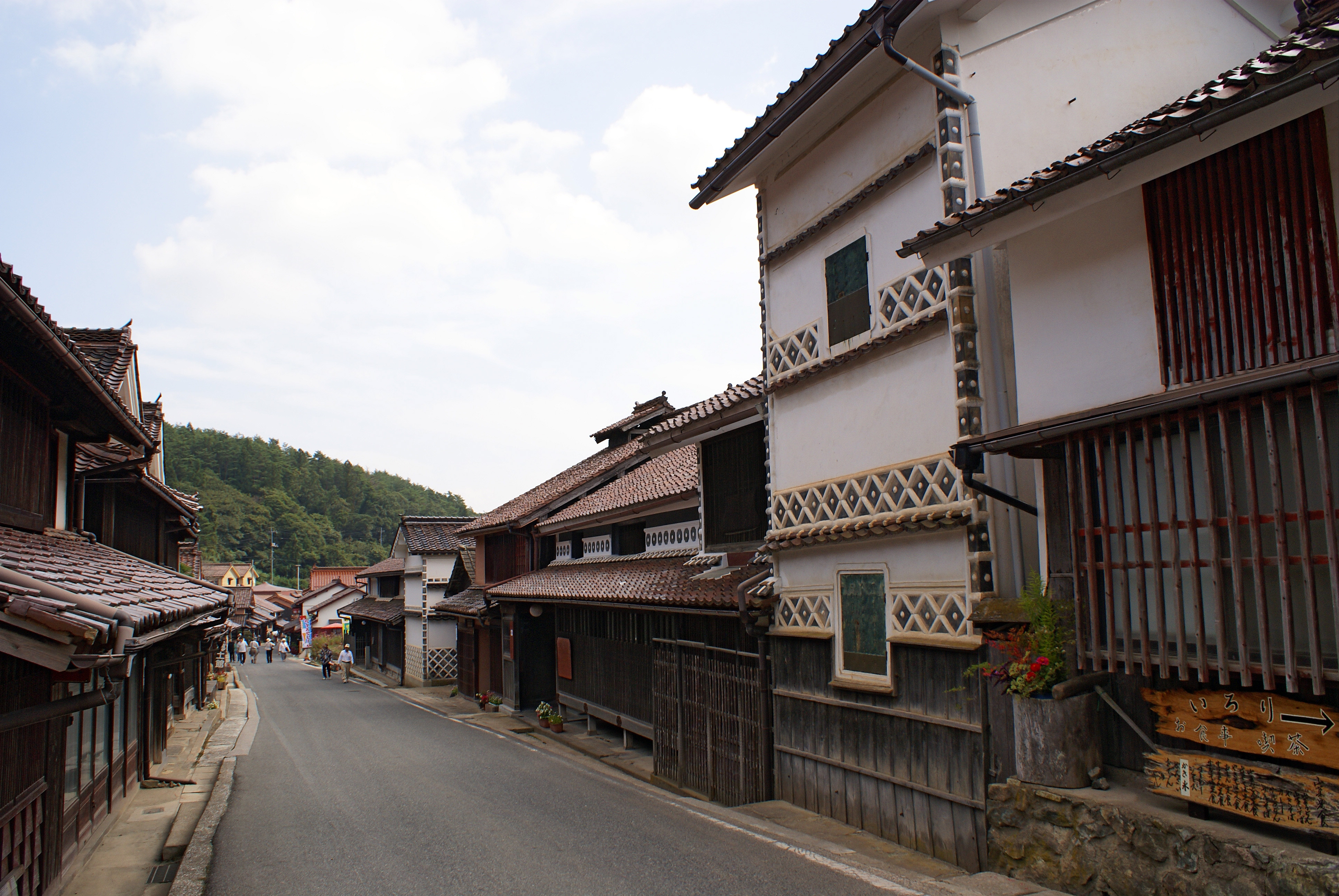
吹屋の街並み（岡山県高梁市）
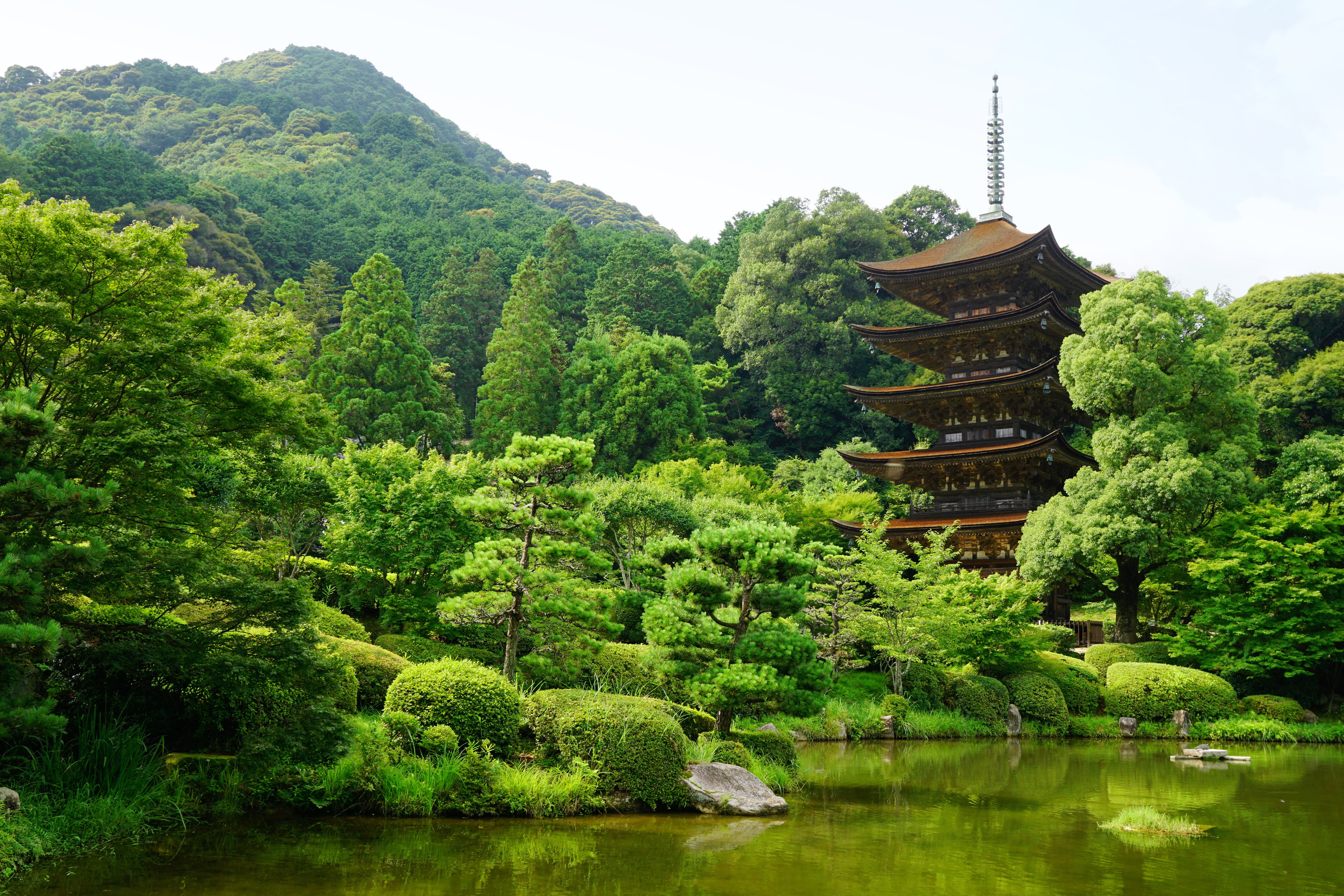
瑠璃光寺（山口県山口市）
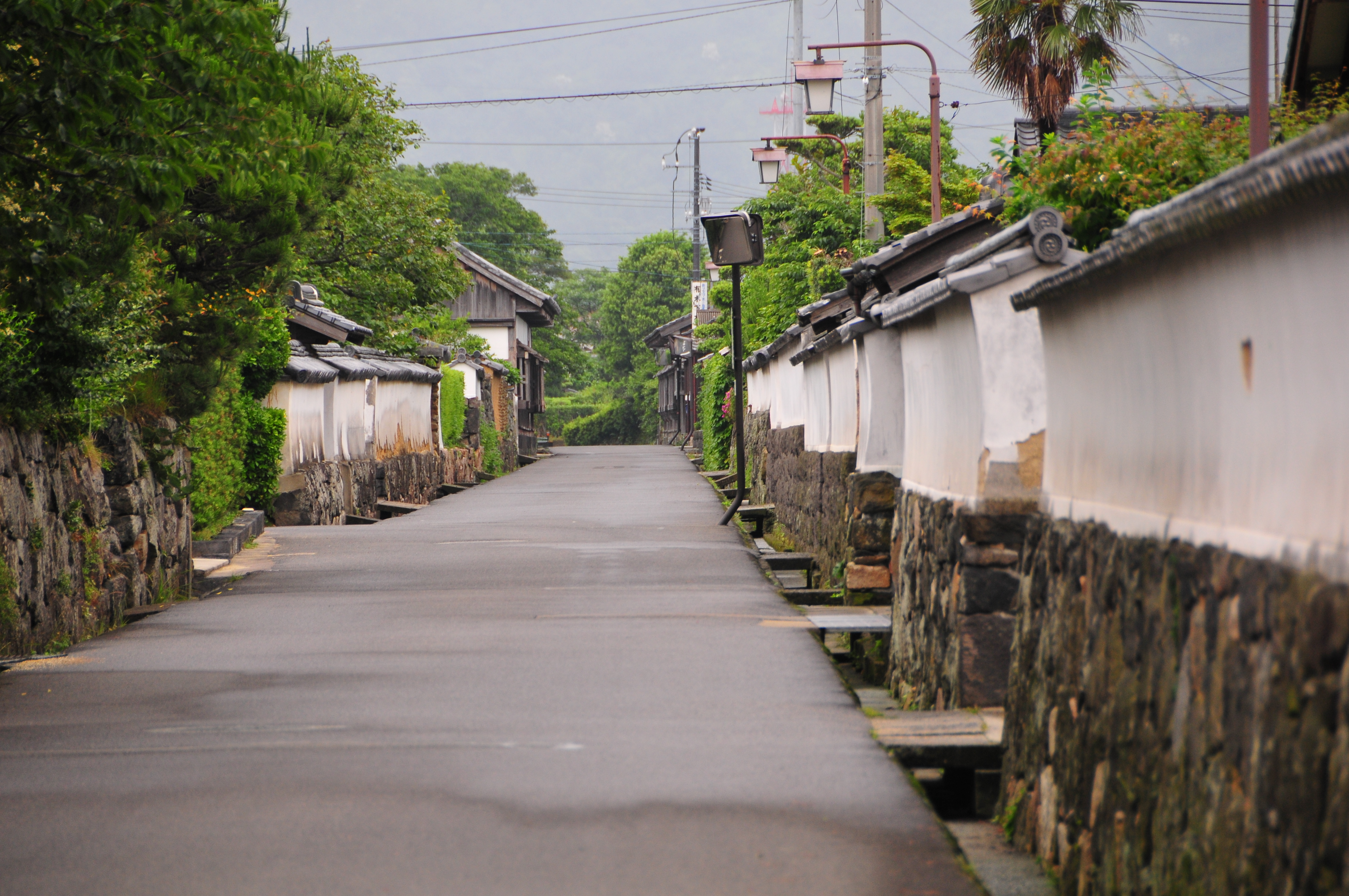
萩城下町堀内地区の街並み（山口県萩市）

#### 四国地方
高知県
- 中村市（現・四万十市中村地区） - 「土佐の小京都」と称される。
- 安芸市 - 「高知の小京都」と称される。

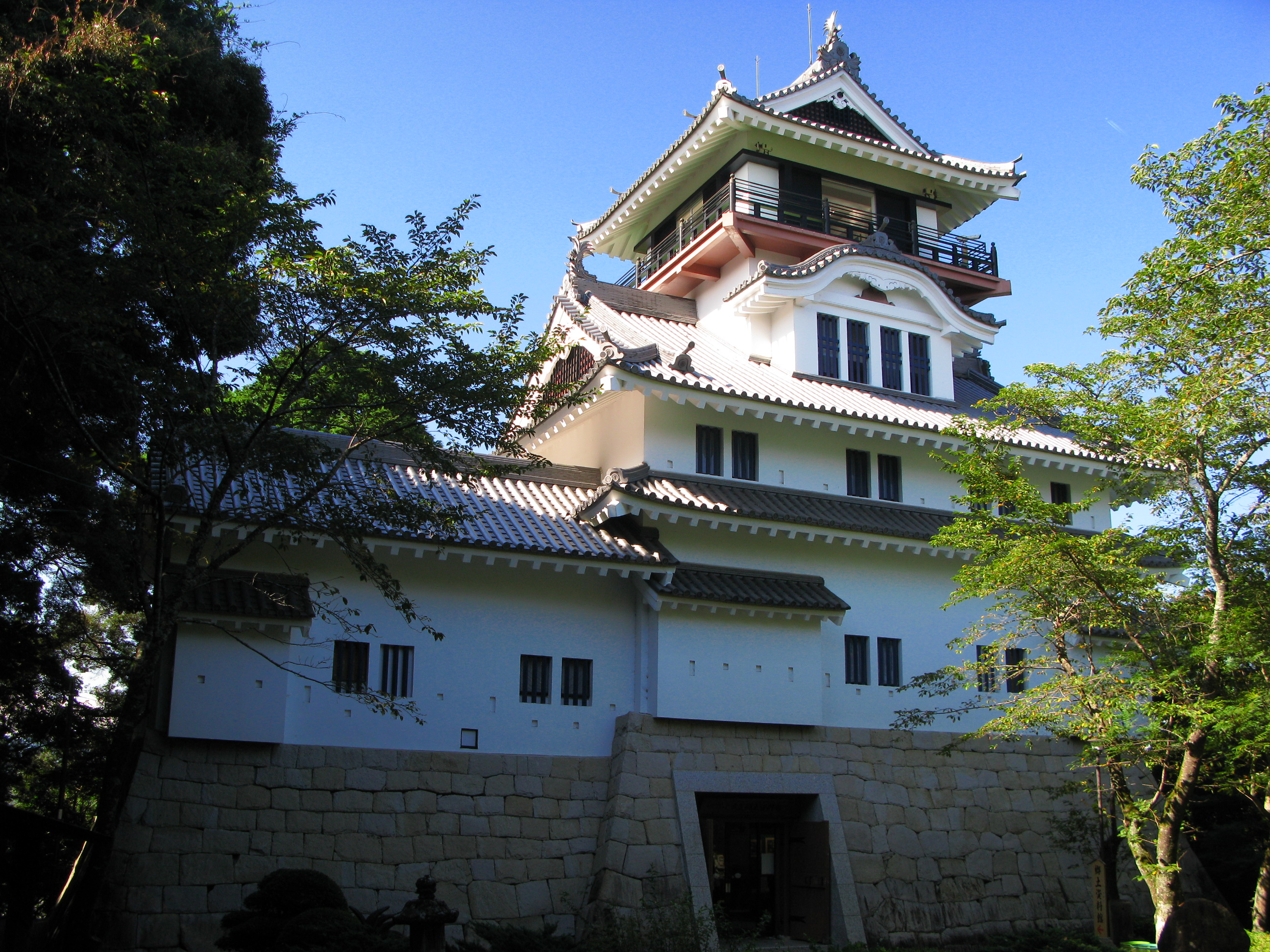
土佐中村城（高知県四万十市）
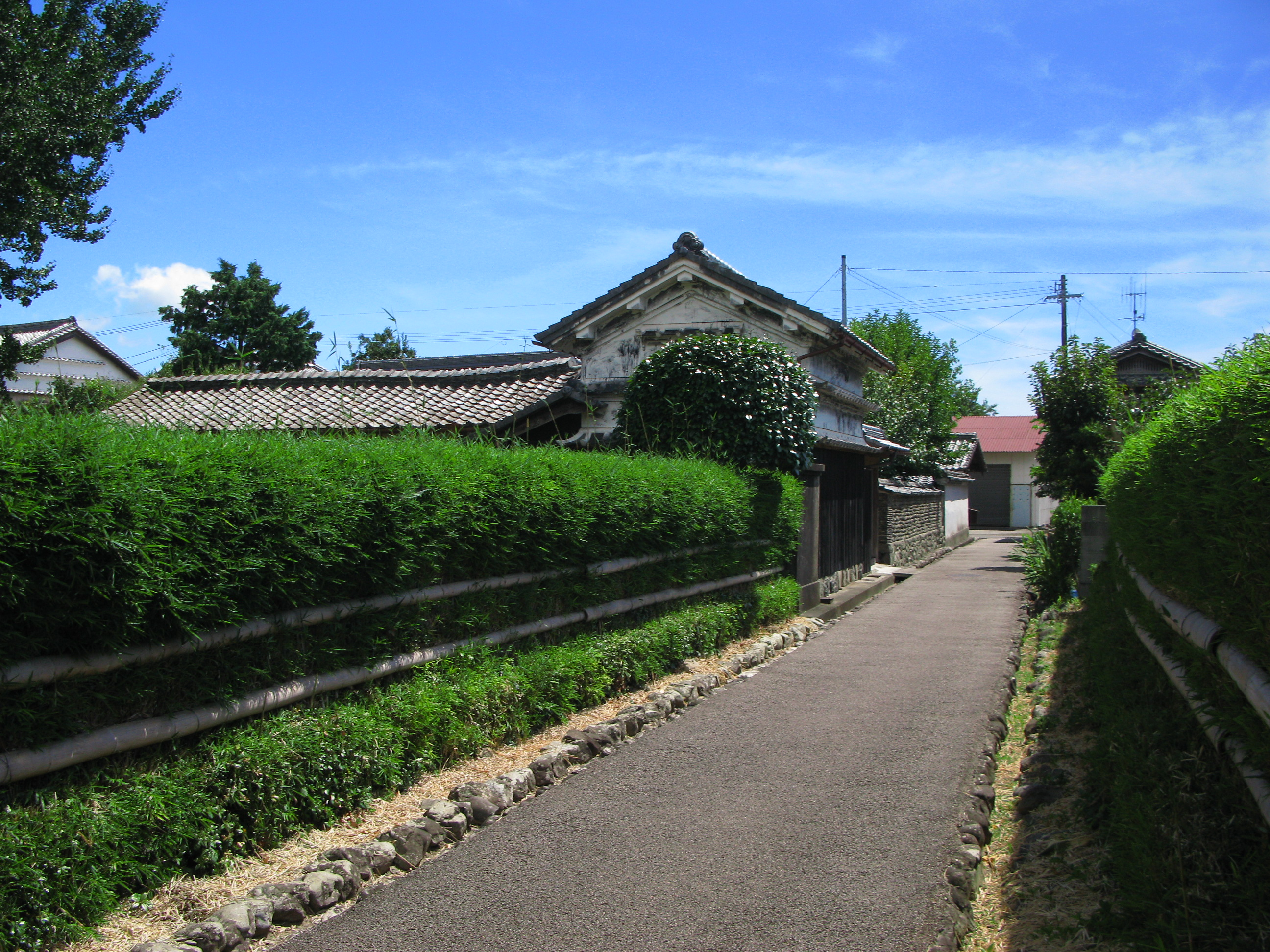
土居廓中の武家屋敷（高知県安芸市）

#### 九州地方
福岡県
- 甘木市（現・朝倉市秋月地区） - 「筑前の小京都」と称される。

佐賀県
- 小城市 - 「肥前の小京都」と称される。

熊本県
- 山鹿市 - 「肥後の小京都」と称される。
- 人吉市 - 「熊本の小京都」と称される。

大分県
- 日田市 - 「豊後の小京都」と称される。
- 杵築市

宮崎県
- 飫肥（日南市飫肥地区） - 「日向の小京都」「九州の小京都」と称される。

鹿児島県
- 知覧町（現・南九州市知覧地区） - 「薩摩の小京都」と称される。

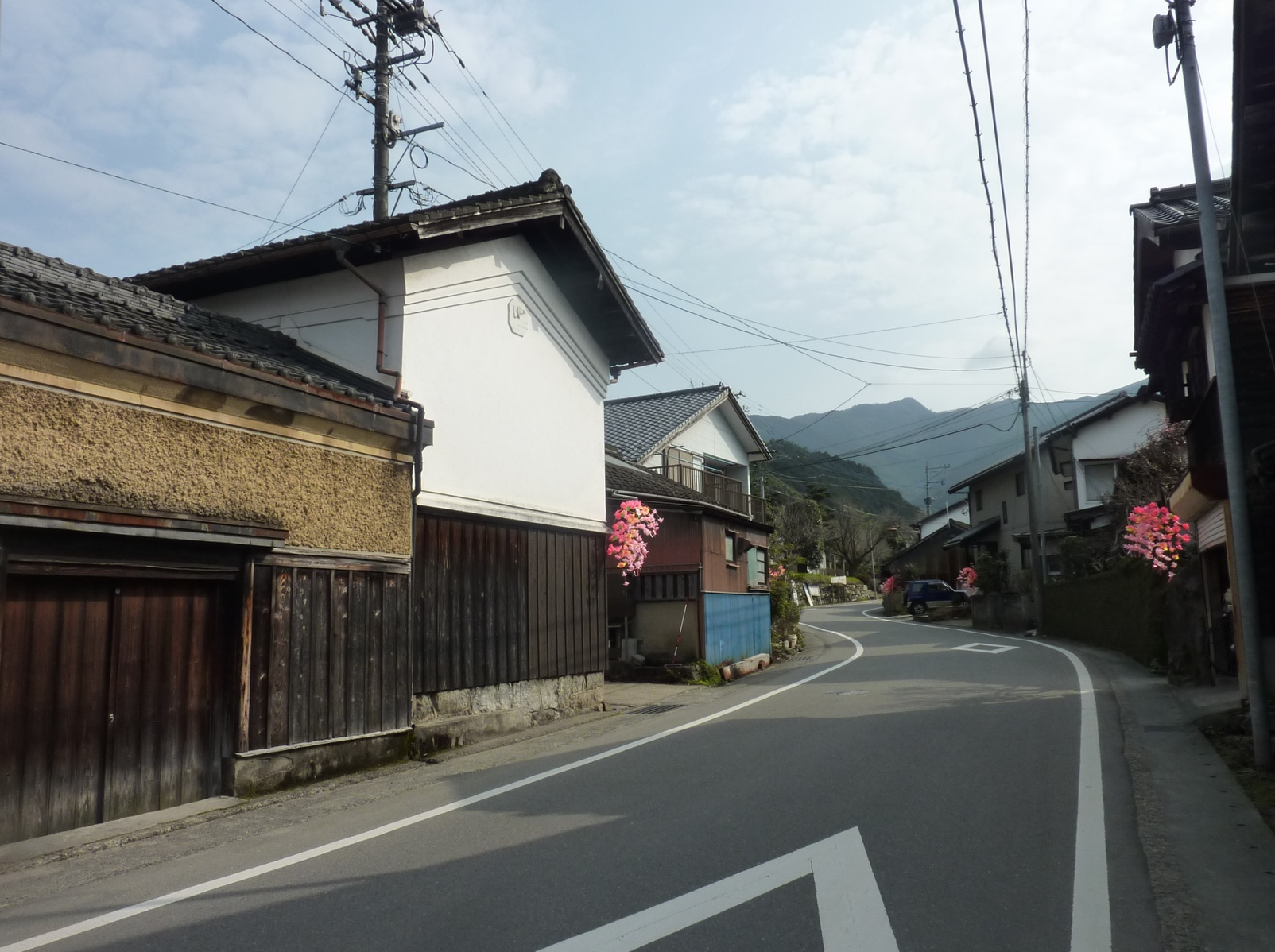
秋月の街並み（福岡県朝倉市）
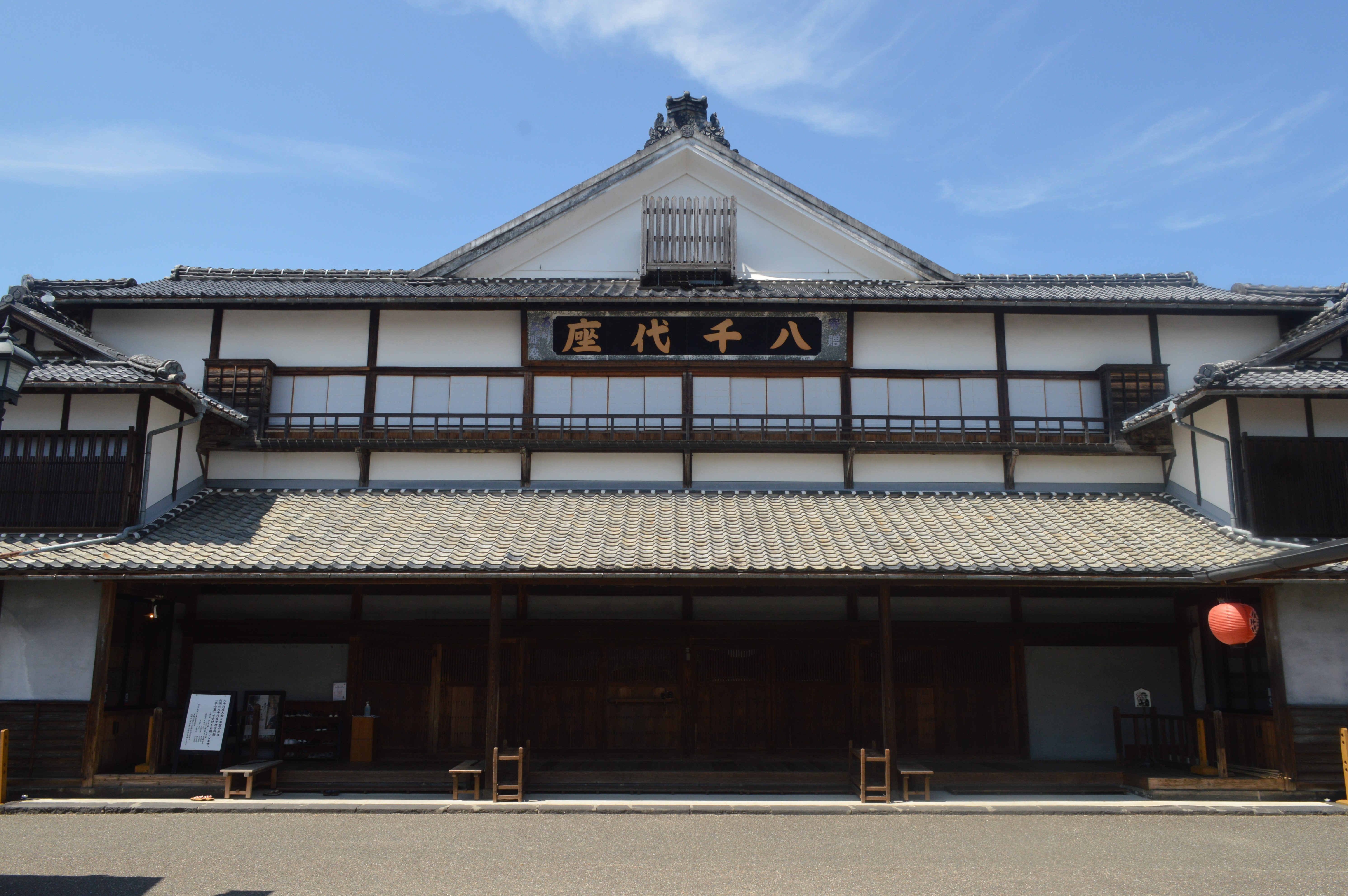
八千代座（熊本県山鹿市）
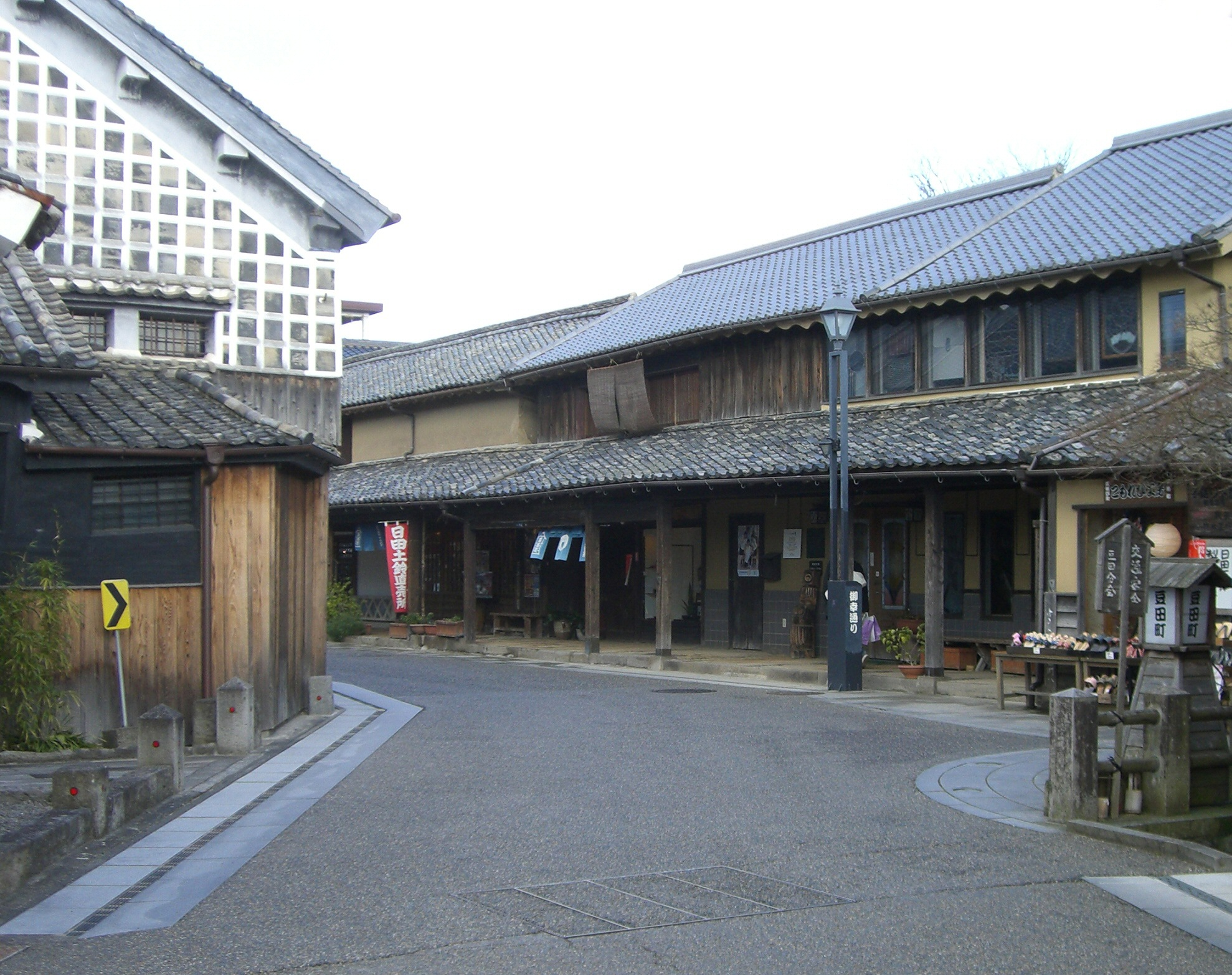
豆田町の街並み（大分県日田市）
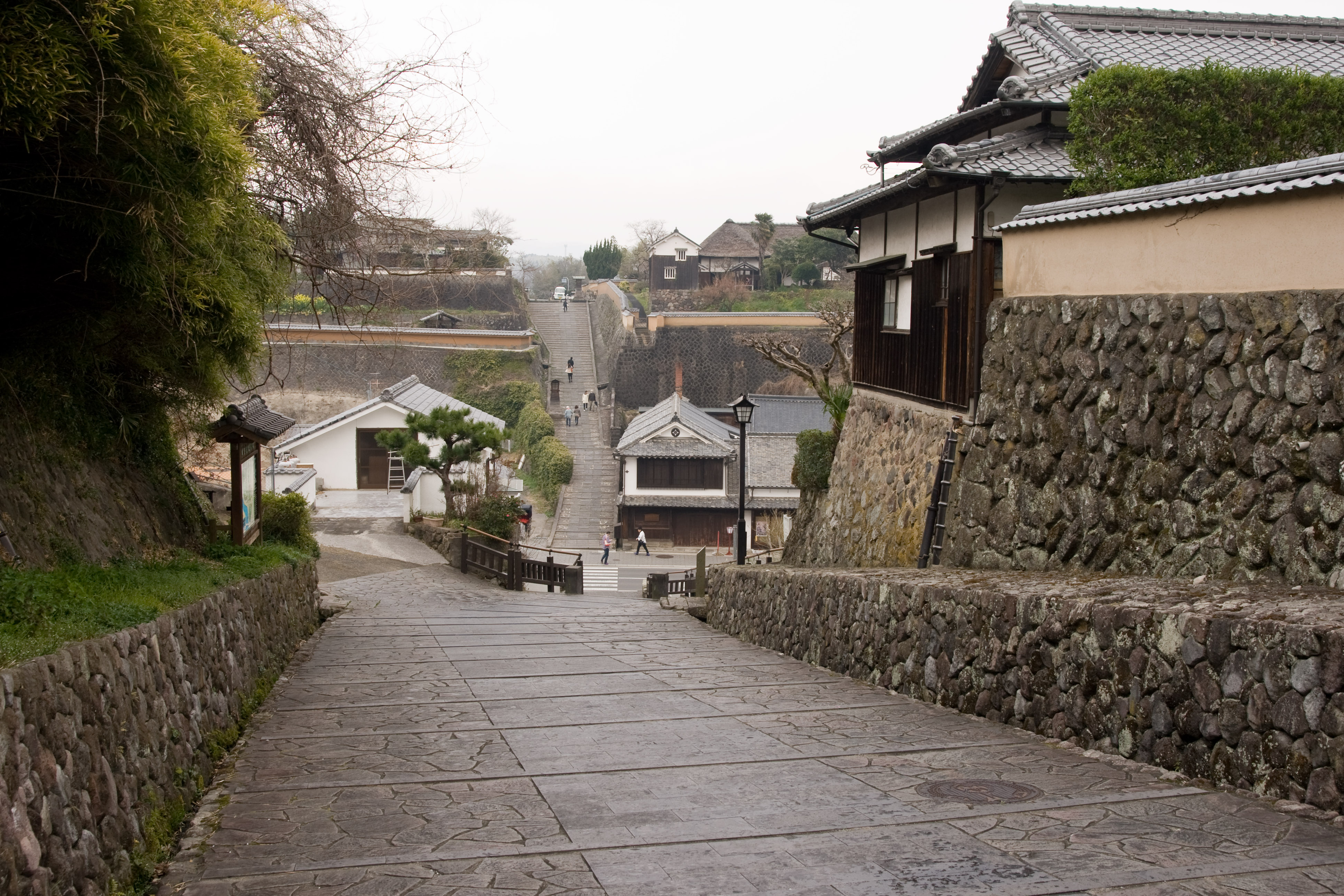
北台・南台の街並み（大分県杵築市）
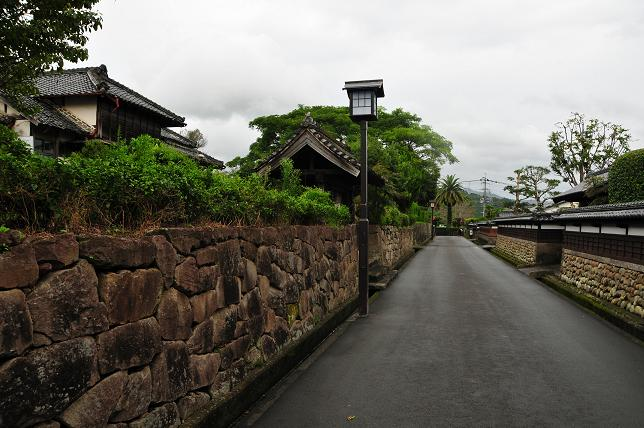
飫肥城の城下町（宮崎県日南市）
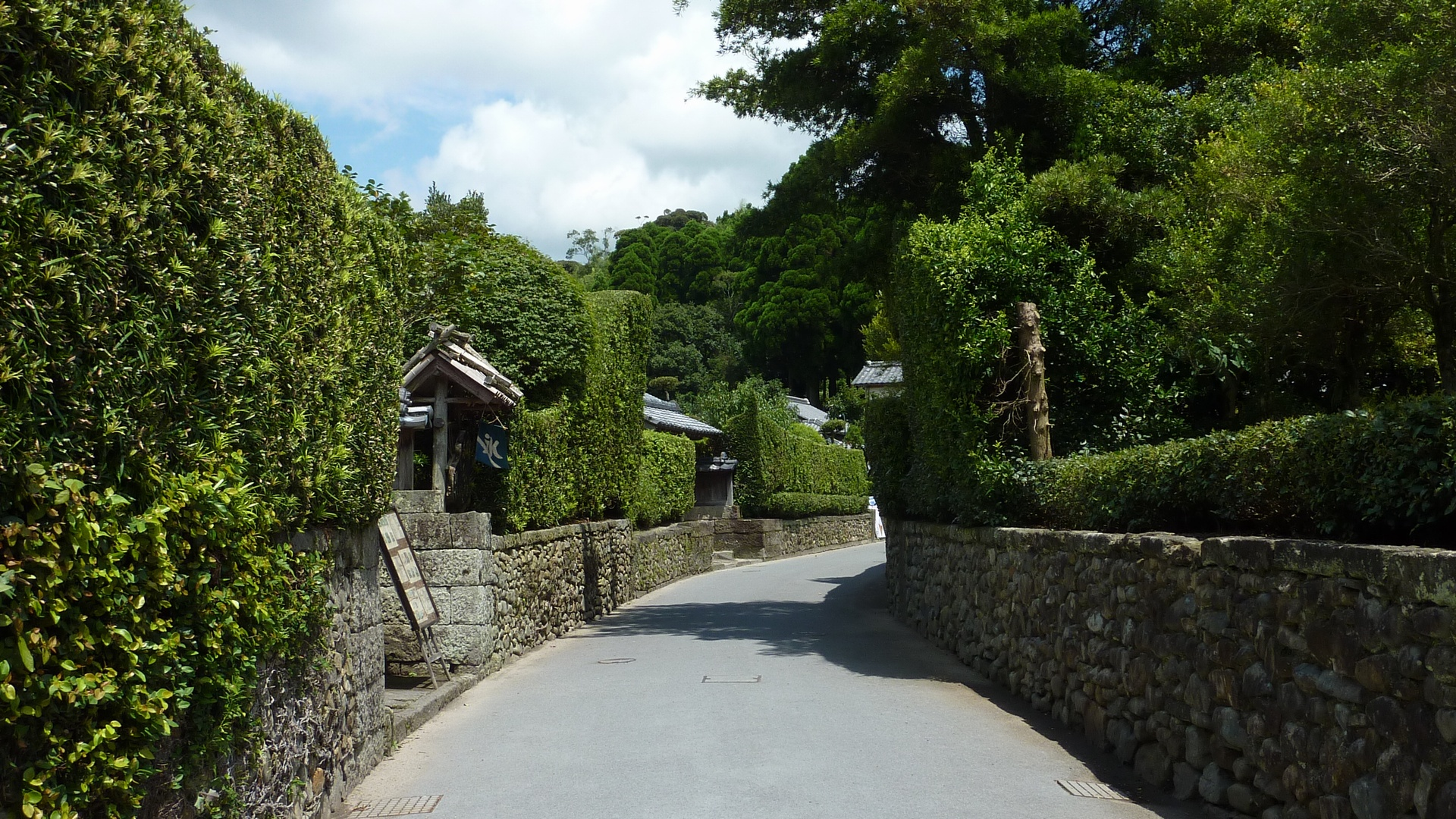
知覧の街並み（鹿児島県南九州市）

### 過去に全国京都会議に加盟していた自治体
北海道
- 松前郡：松前町 - 「北の小京都」「渡島の小京都」と称される。

青森県
- 弘前市 - 「津軽の小京都」と称される。

岩手県
- 盛岡市 - 「みちのくの小京都」と称される。
- 遠野市 - 「陸中の小京都」と称される。
- 水沢市（現・奥州市） - 「奥州の小京都」と称される。

山形県
- 山形市 - 「出羽の小京都」と称される。
- 酒田市 - 「羽前の小京都」と称される。

神奈川県
- 足柄下郡：湯河原町 - 「相模の小京都」と称される。2011年（平成23年）4月よりキャッチフレーズに「小京都」を使わない方針

長野県
- 松本市 - 「信州の小京都」と称される。
- 飯田市 - 「南信の小京都」と称される。
- 飯山市 - 「北信の小京都」「雪国の小京都」と称される。

富山県
- 高岡市 - 「北陸の小京都」「富山の小京都」と称される。

石川県
- 金沢市 - 「加賀の小京都」と称される。

福井県
- 小浜市 - 「若狭の小京都」と称される。
- 大野市 - 「越前の小京都」と称される。

岐阜県
- 高山市 - 「飛騨の小京都」と称される。

愛知県
- 犬山市 - 「尾張の小京都」と称される。

滋賀県
- 大津市 - 京都市に隣接。

京都府
- 亀岡市 - 京都市に隣接。

広島県
- 三次市 - 「備後の小京都」と称される。
- 竹原市 - 「安芸の小京都」「西の小京都」と称される。
- 尾道市 - 「西の小京都」「瀬戸内の小京都」と称される。

愛媛県
- 大洲市 - 「伊予の小京都」と称される。

徳島県
- 那賀川町（現・阿南市） - 「阿波の小京都」と称される。

佐賀県
- 伊万里市

熊本県

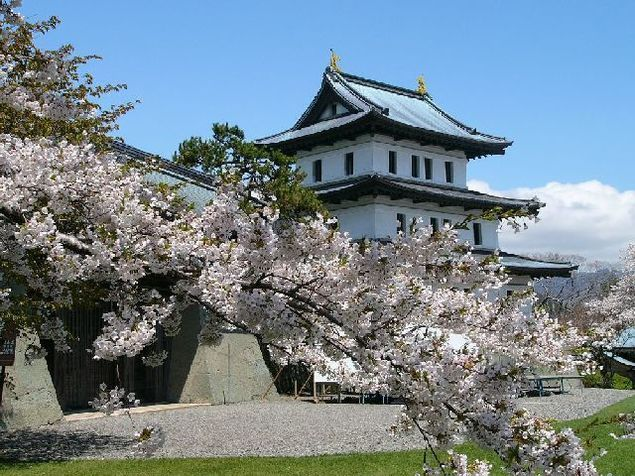
松前城（北海道松前郡松前町）
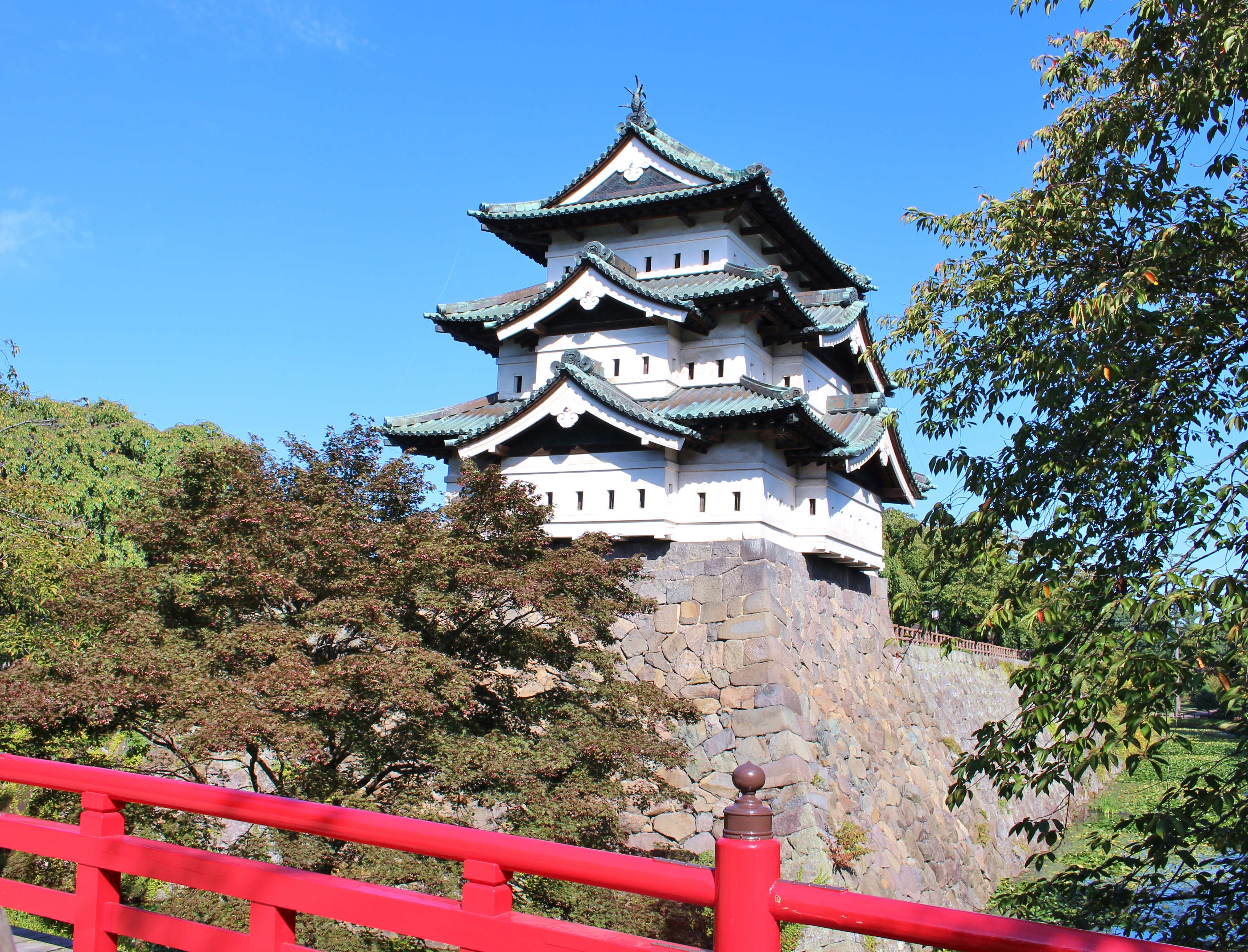
弘前城（青森県弘前市）
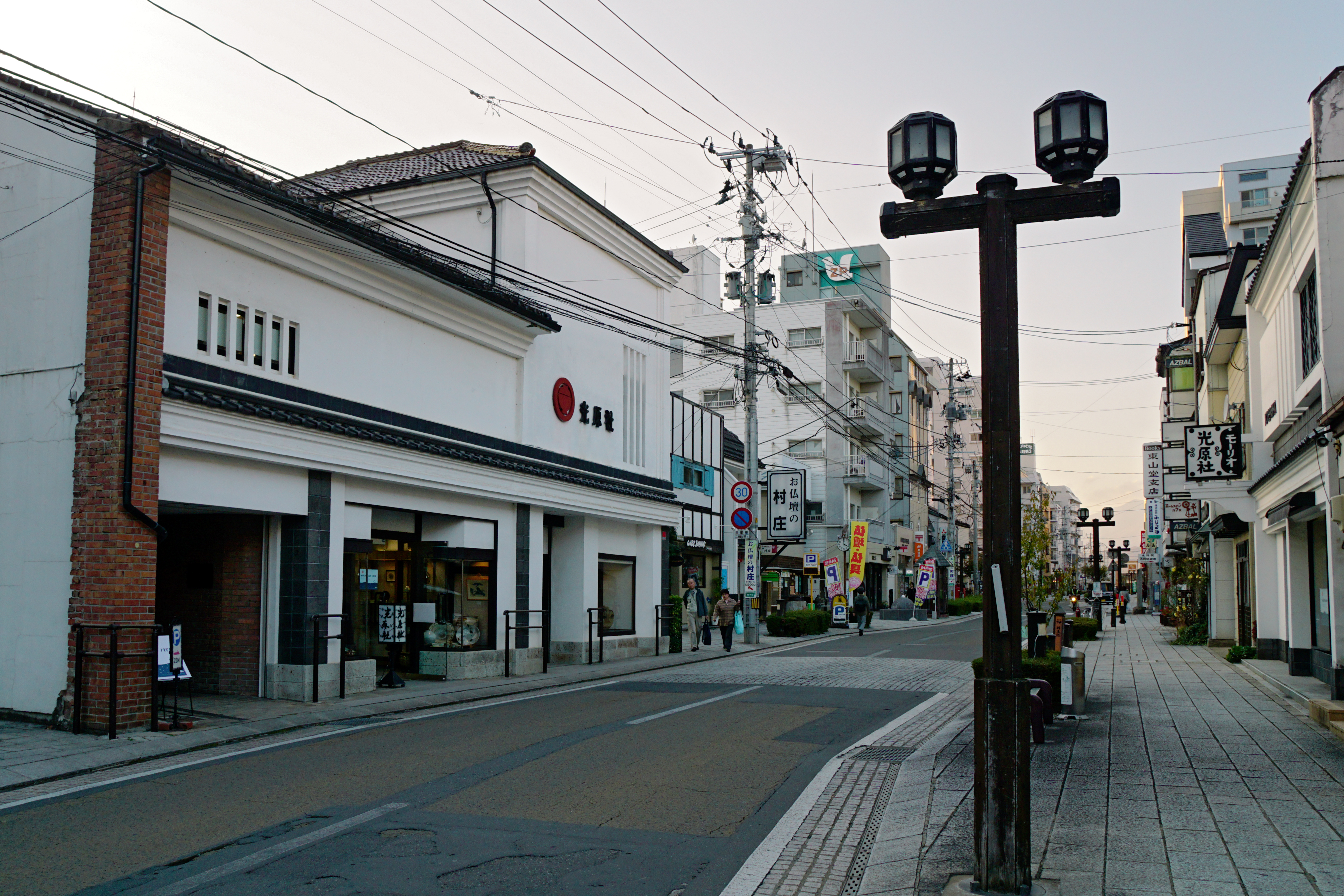
奥州街道盛岡宿（岩手県盛岡市）
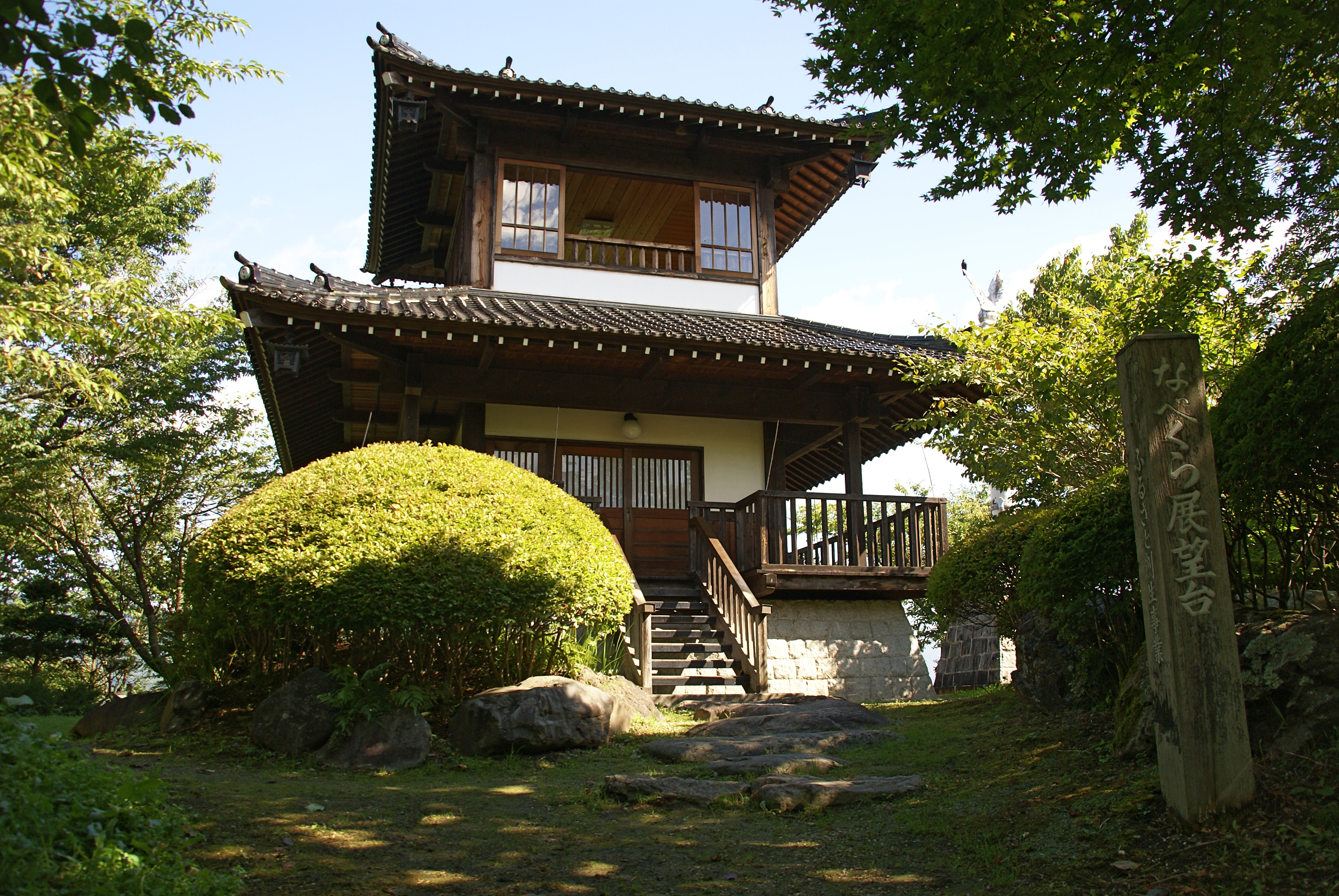
鍋倉公園（岩手県遠野市）
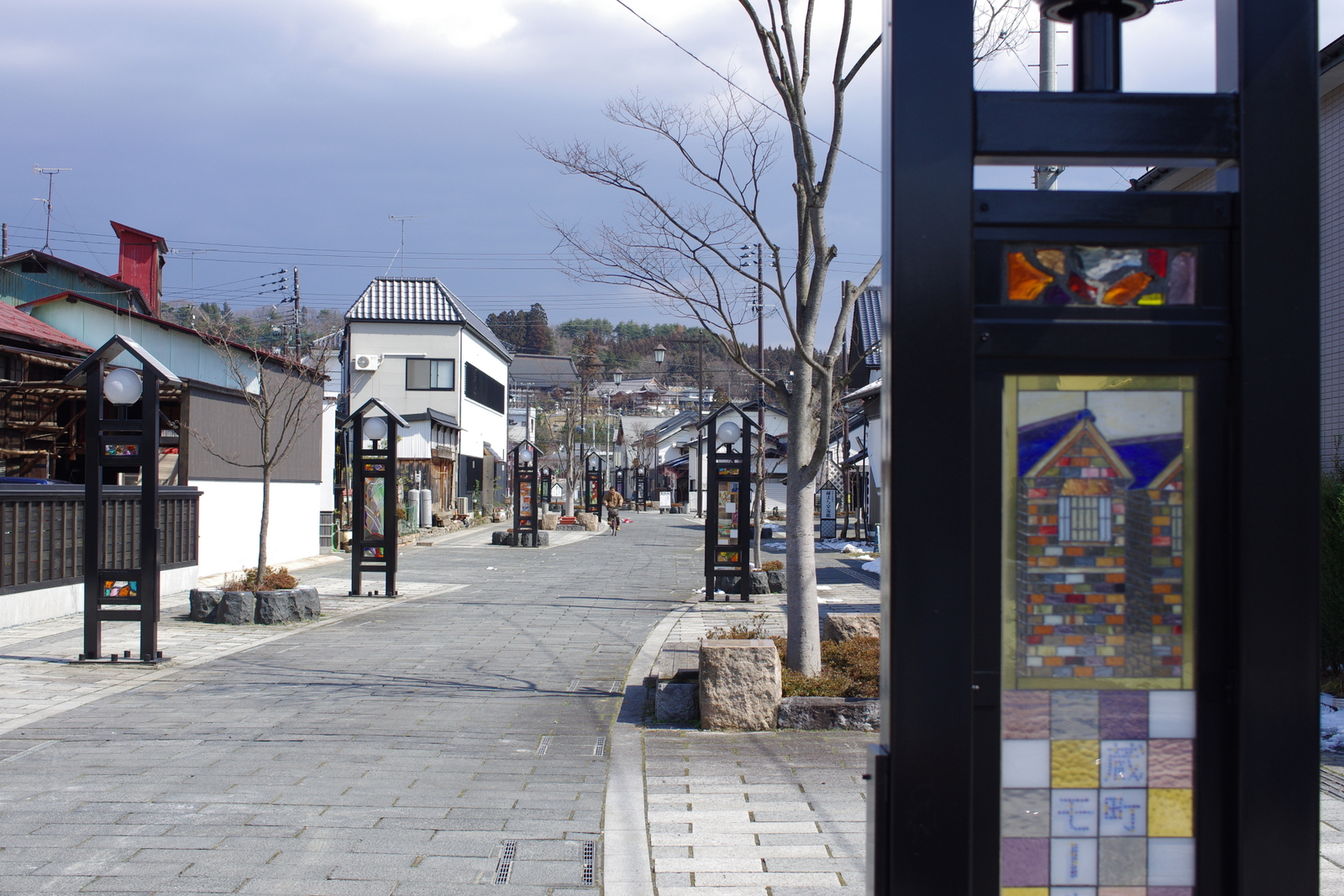
水沢侍町（岩手県奥州市）
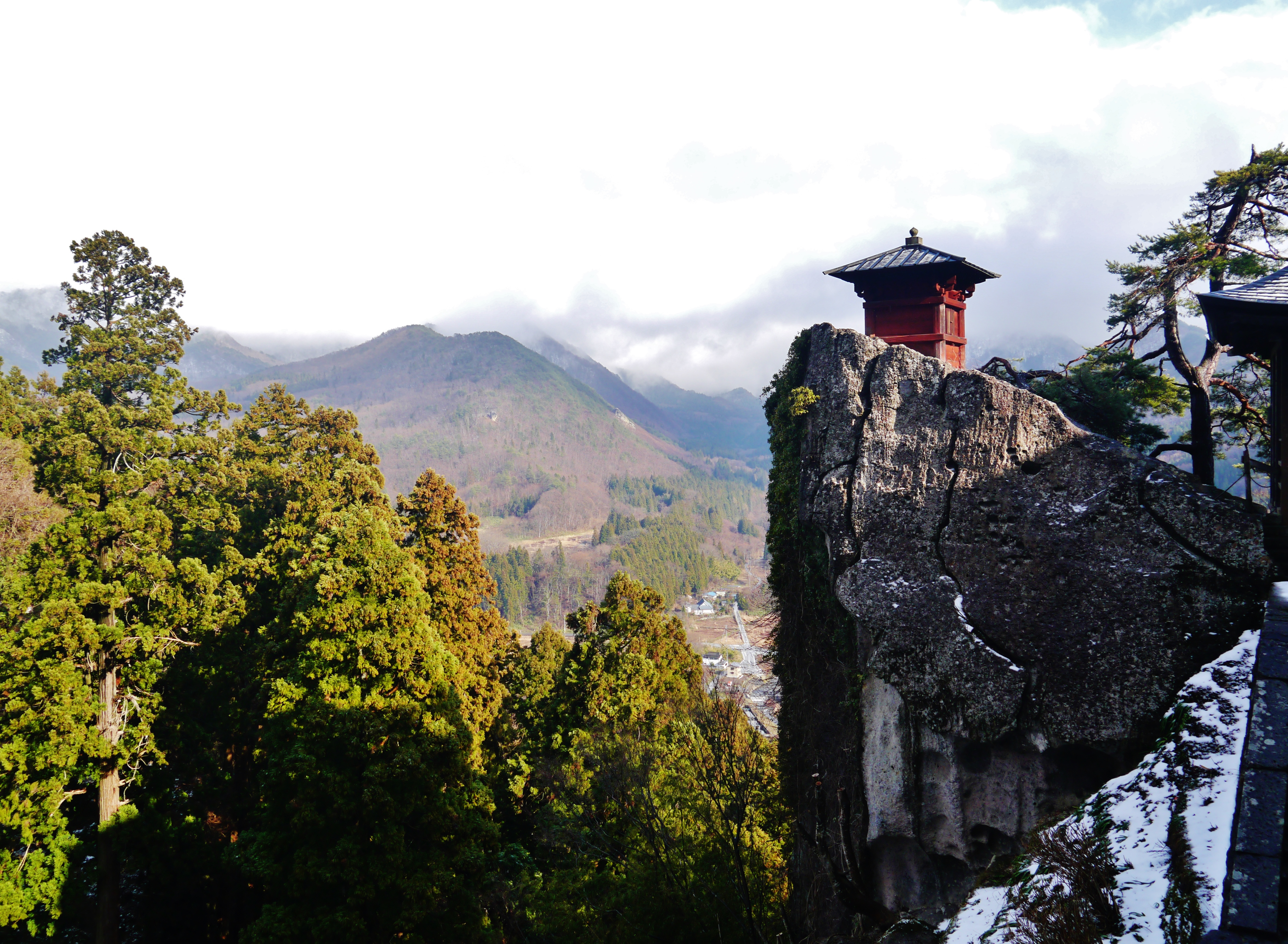
山寺立石寺（山形県山形市）
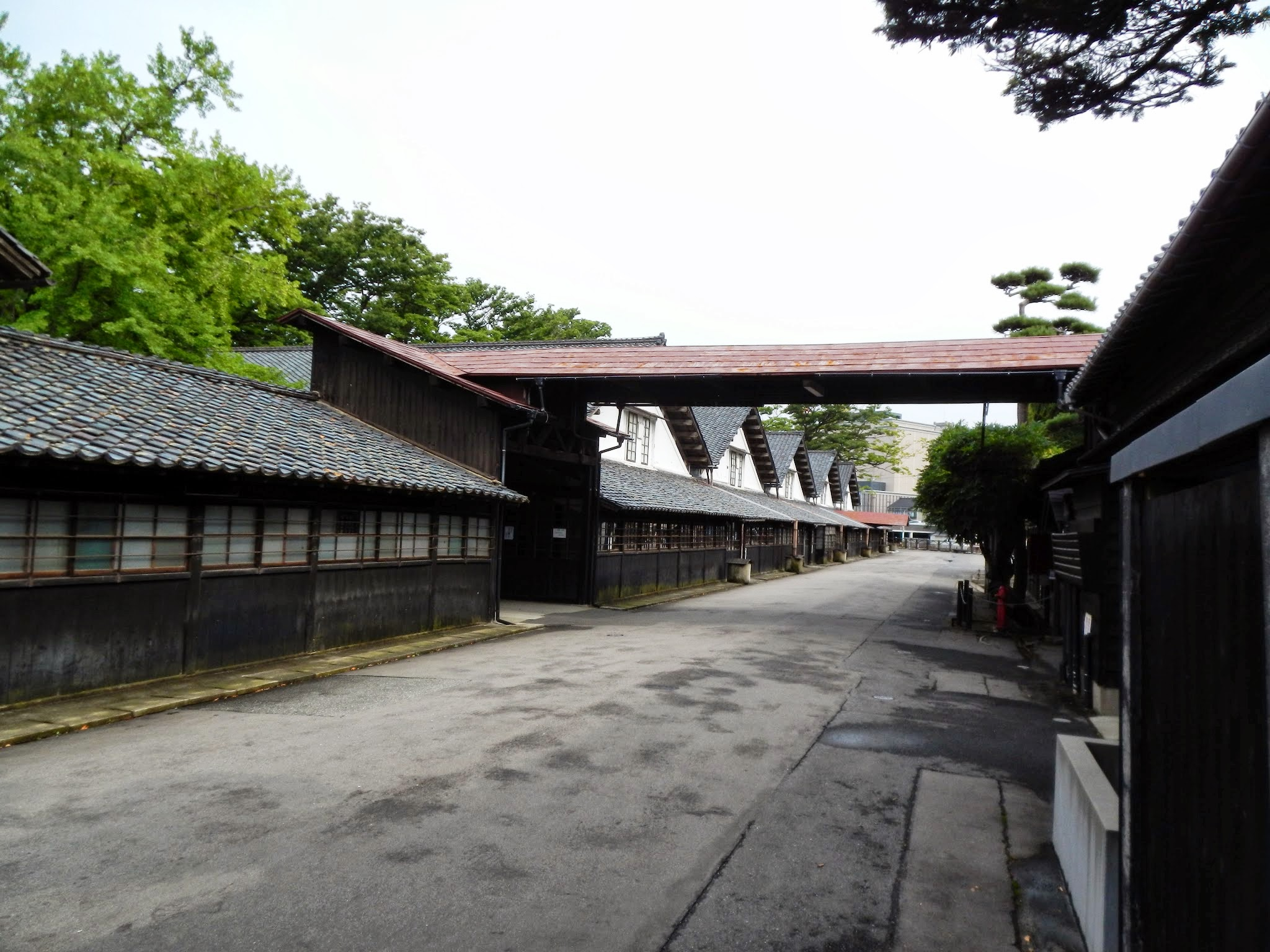
山居倉庫（山形県酒田市）
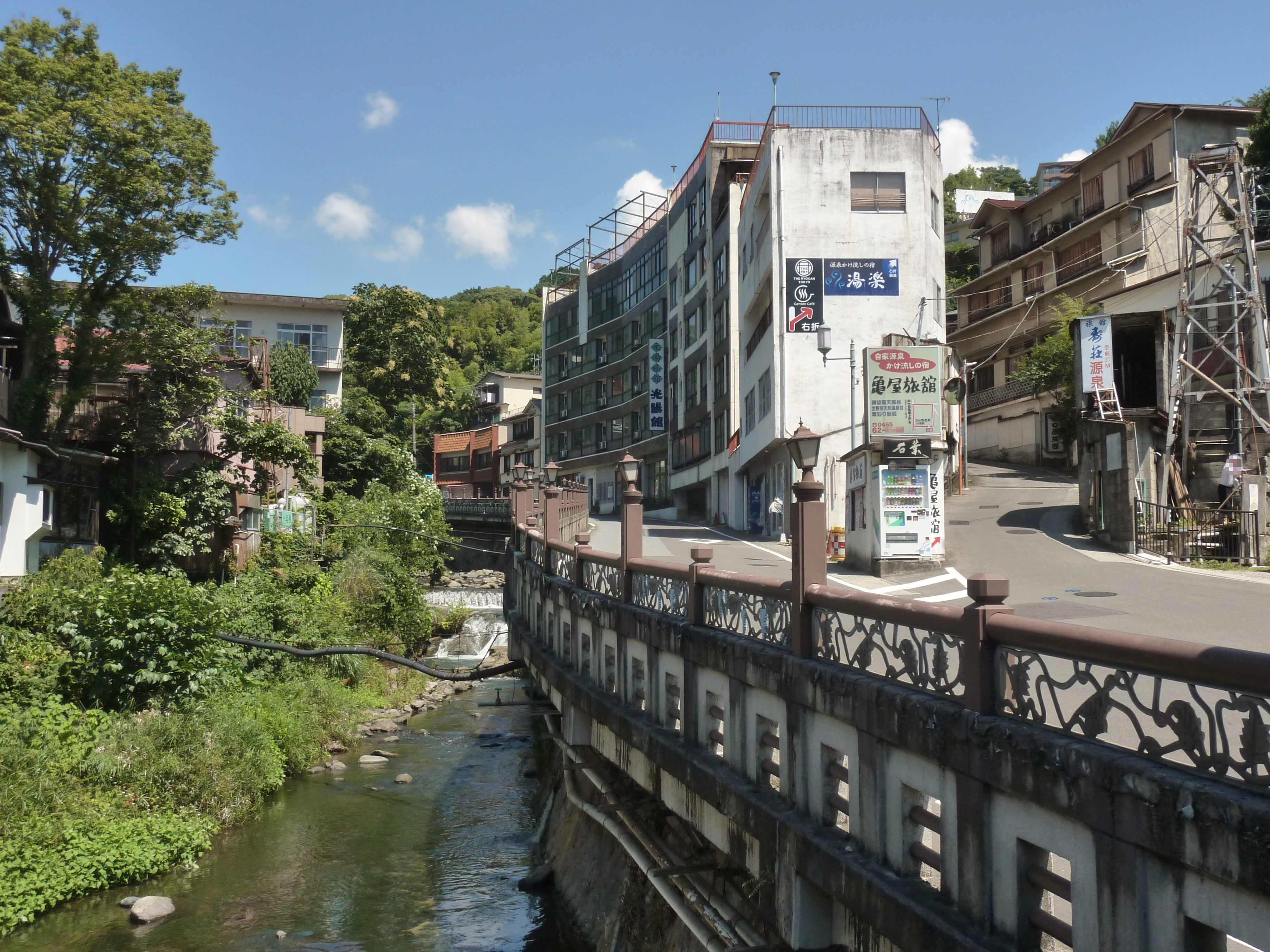
湯河原温泉（神奈川県足柄下郡湯河原町）
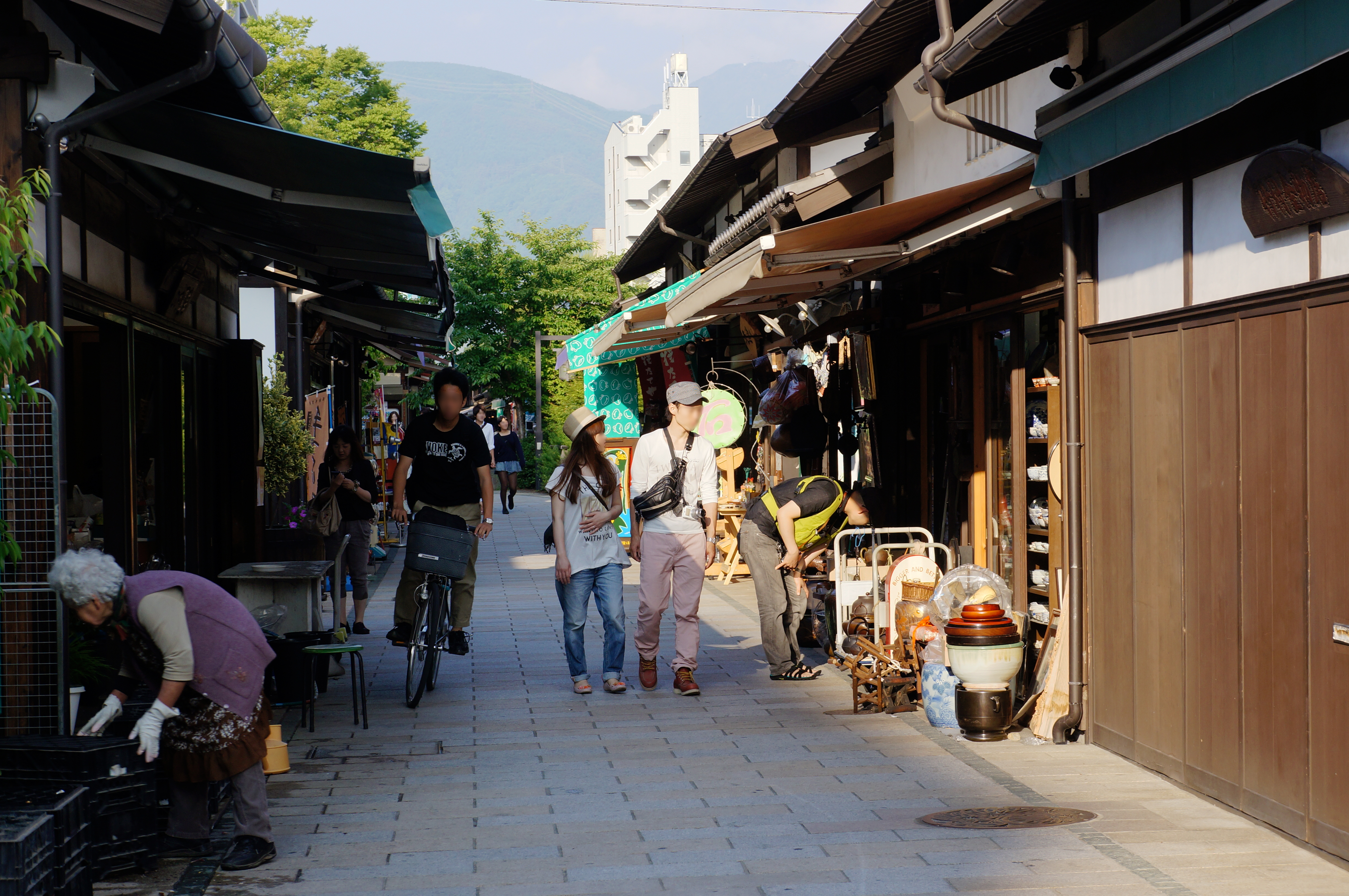
縄手通り（長野県松本市）
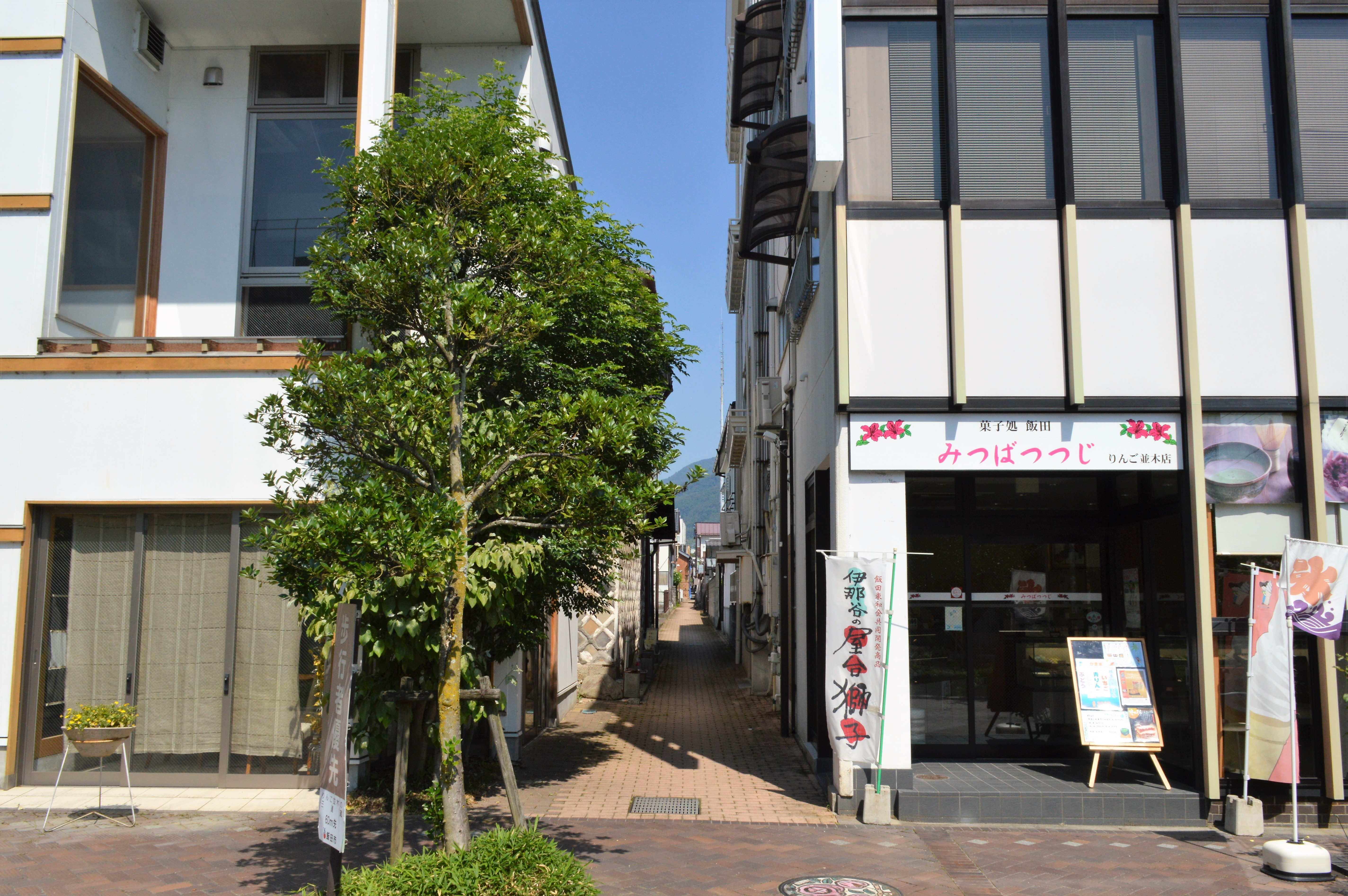
裏界線（長野県飯田市）
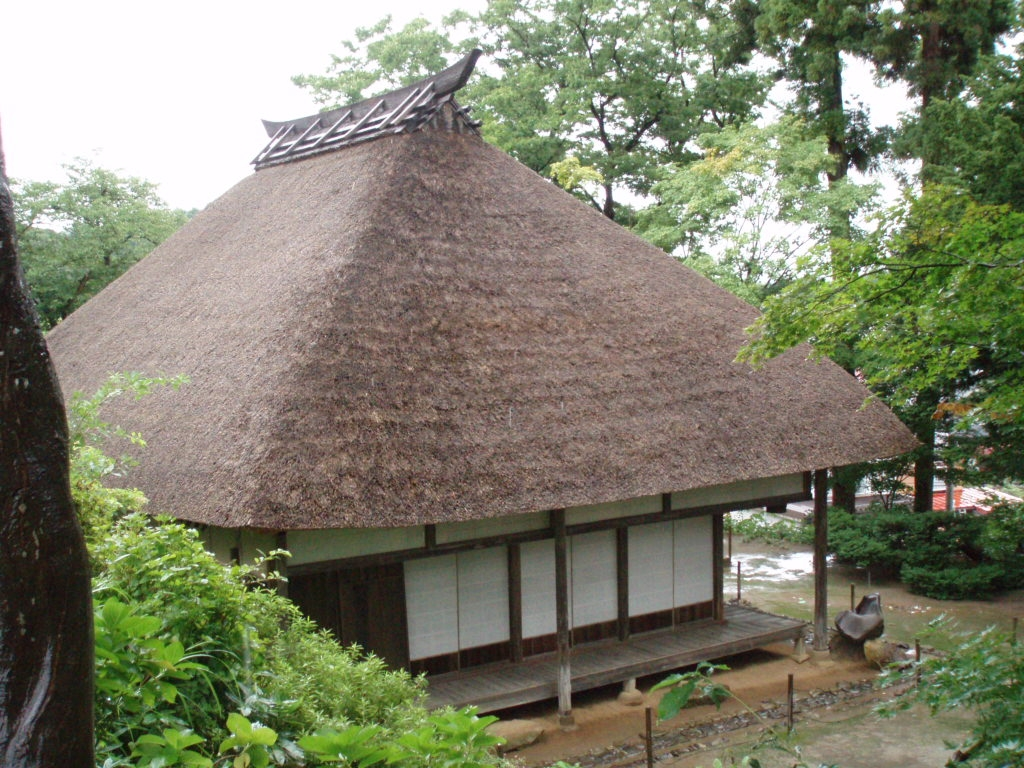
正受庵（長野県飯山市）
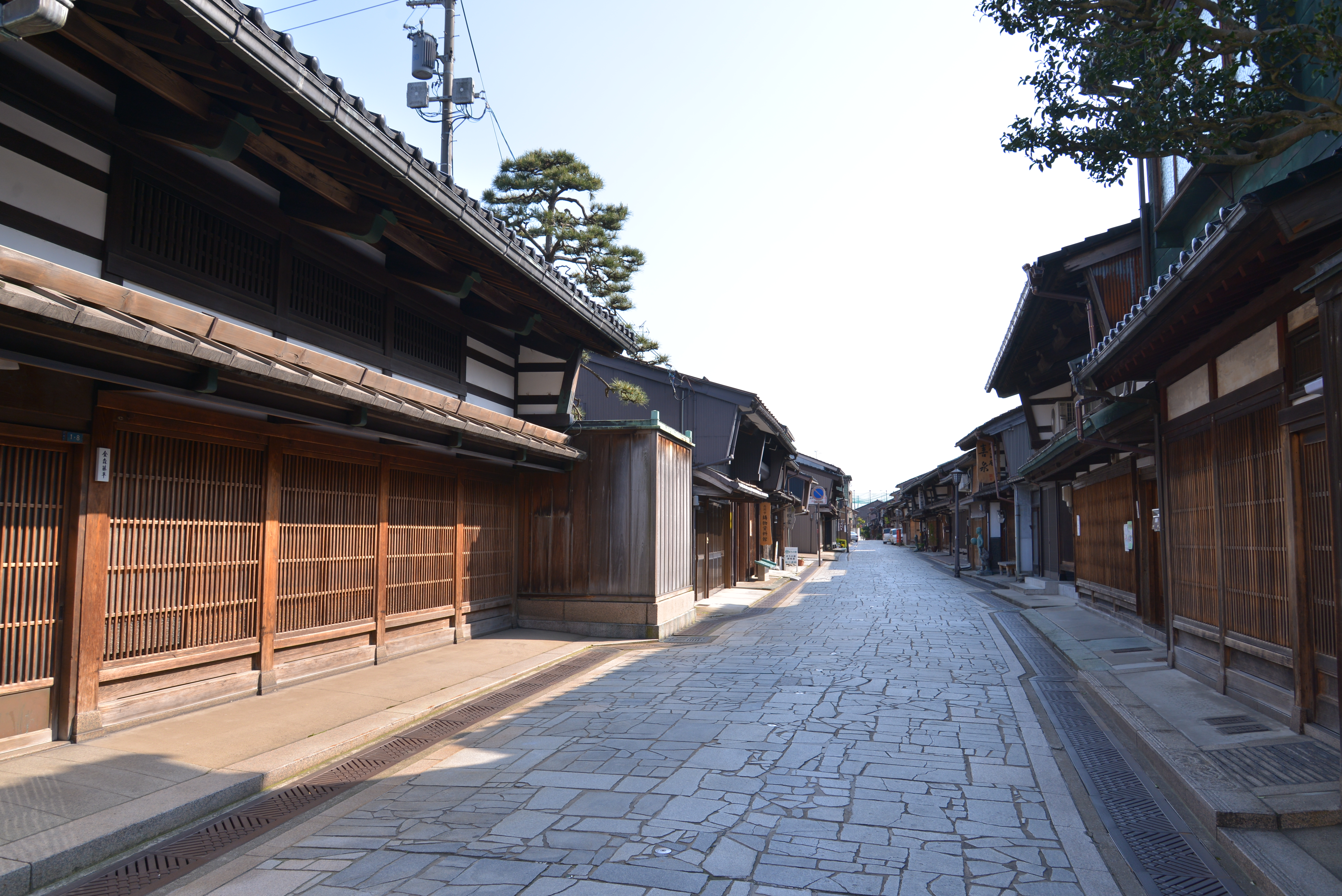
金屋町の街並み（富山県高岡市）
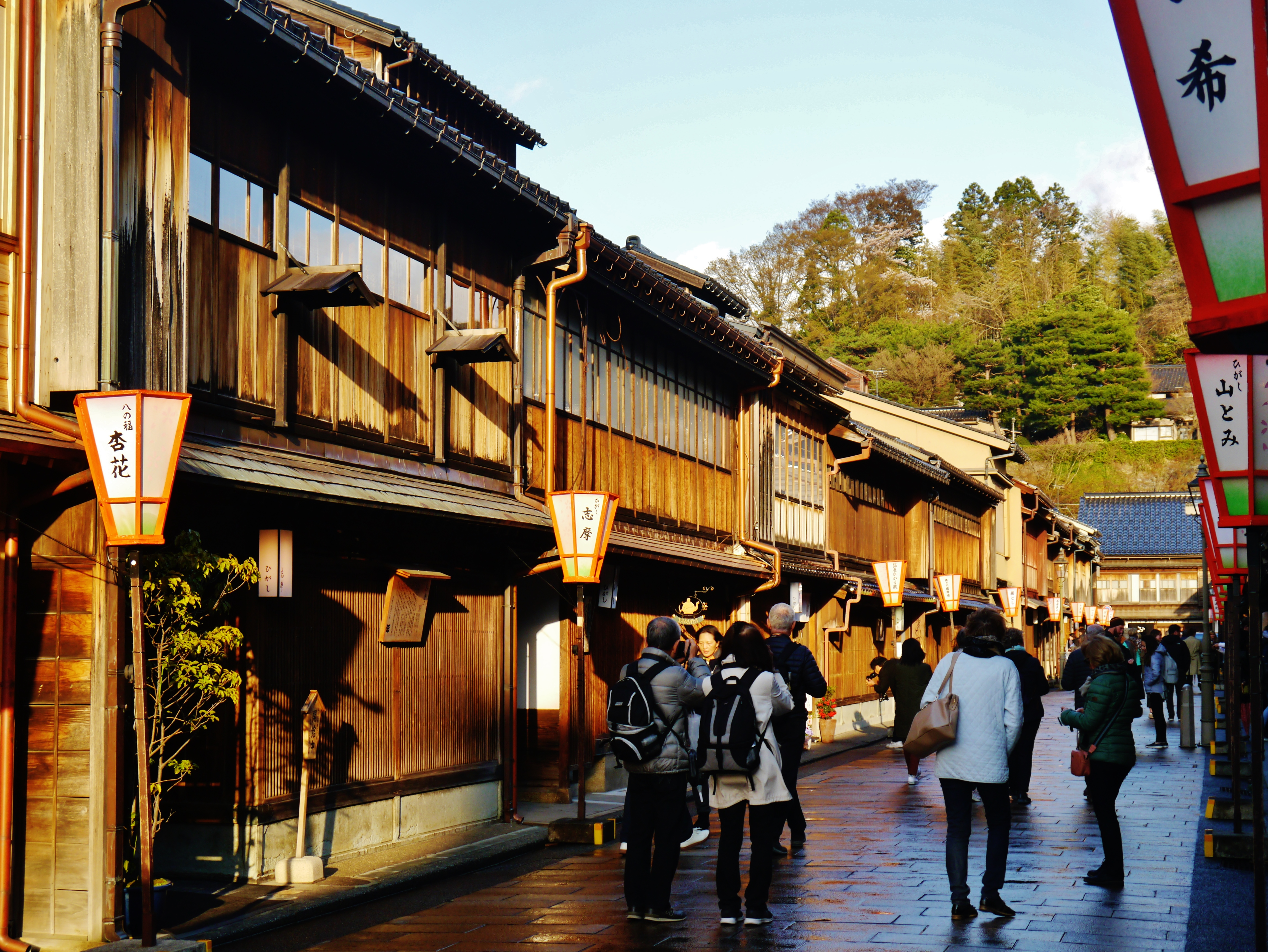
ひがし茶屋街（石川県金沢市）
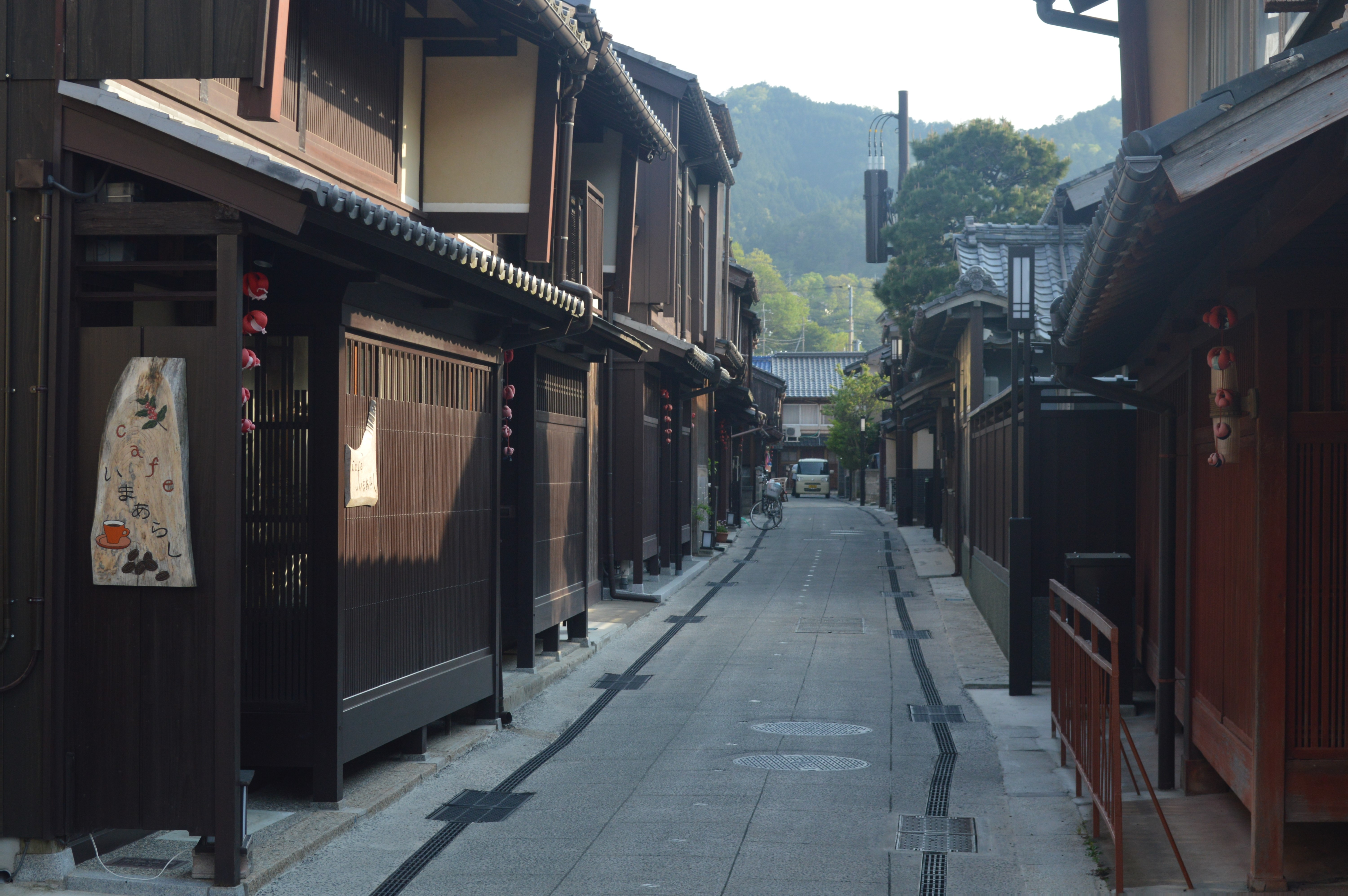
小浜西組の街並み（福井県小浜市）
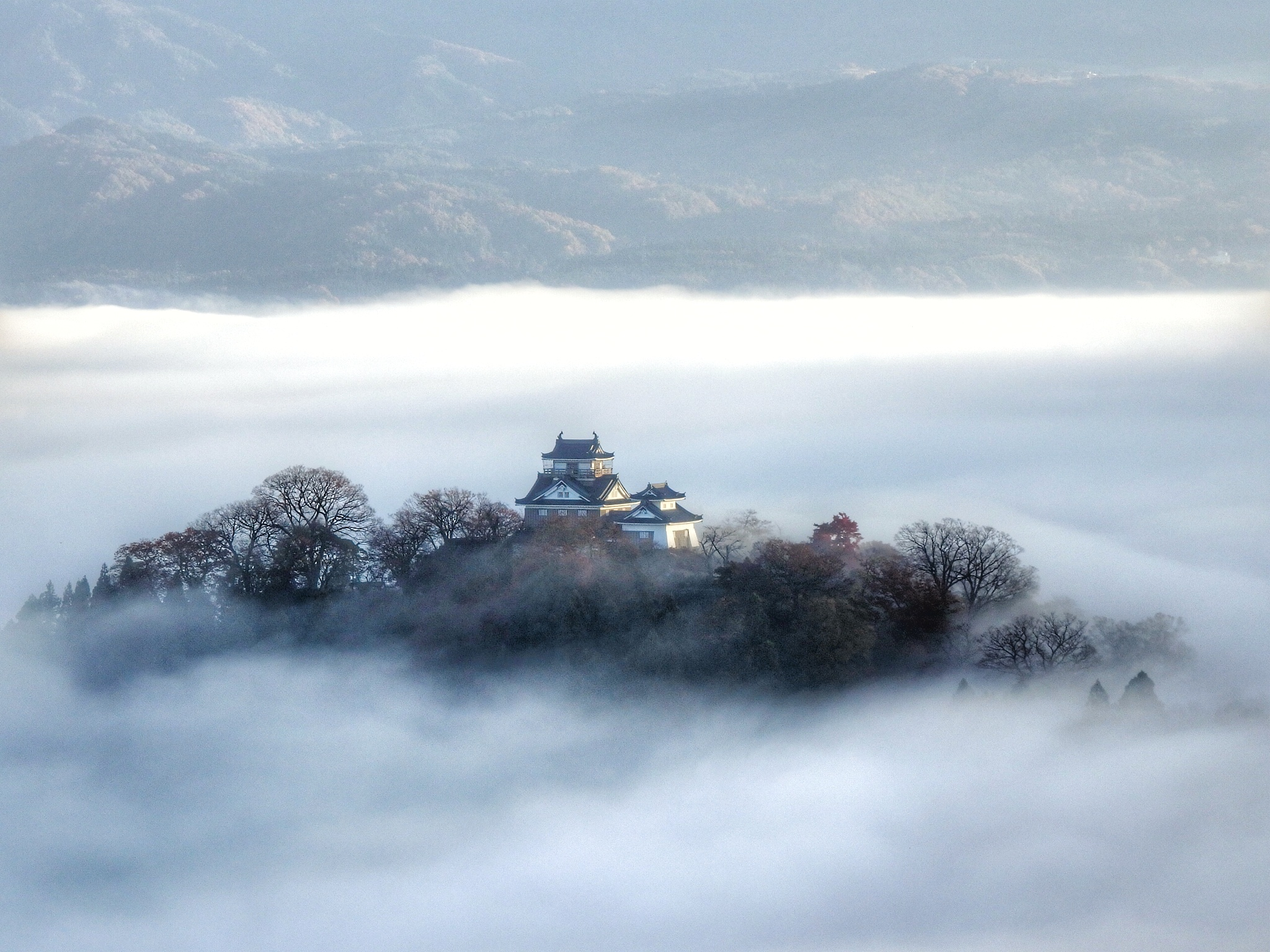
天空の城｢越前大野城｣（福井県大野市）
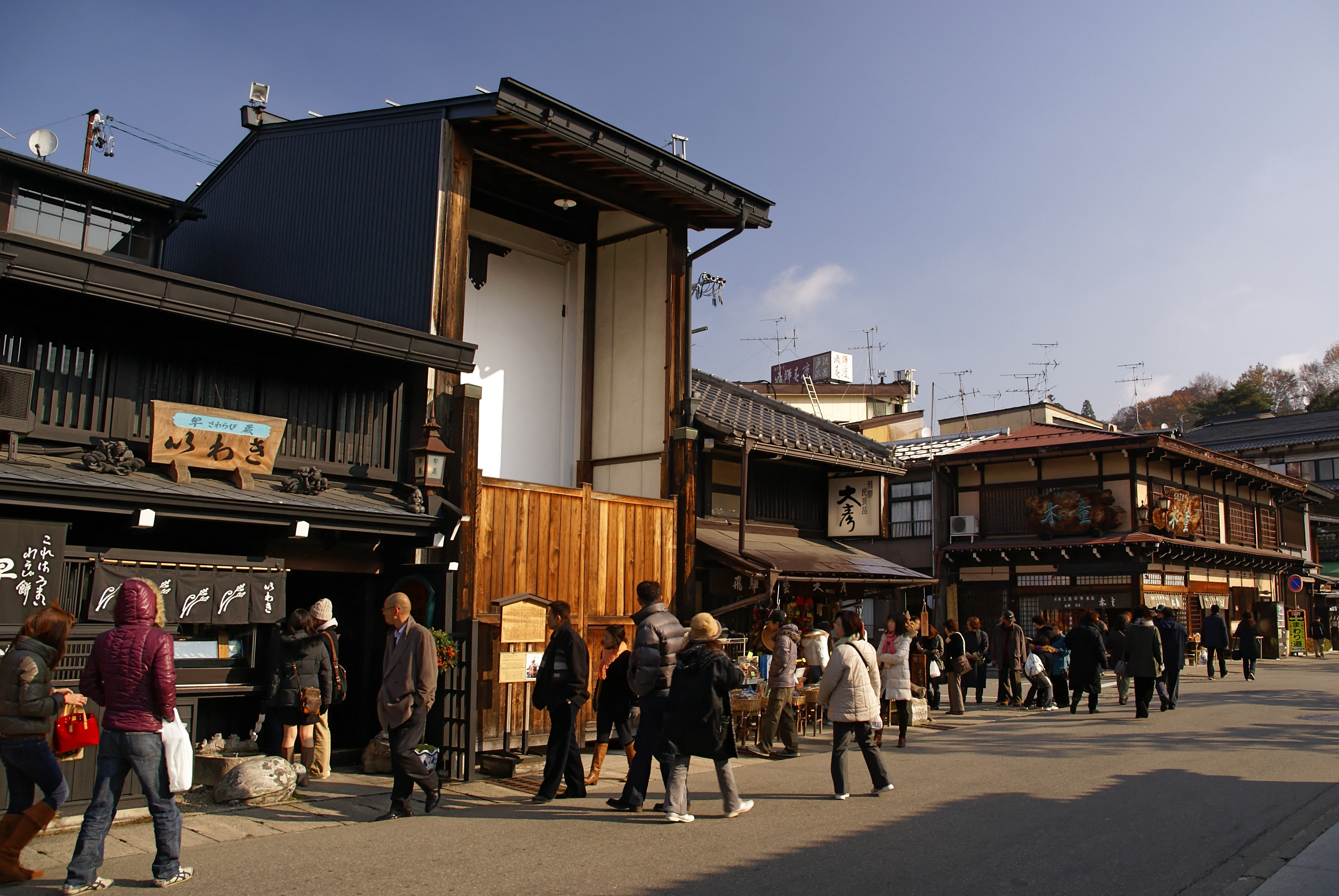
屋台蔵の並ぶ三町の街並み（岐阜県高山市）
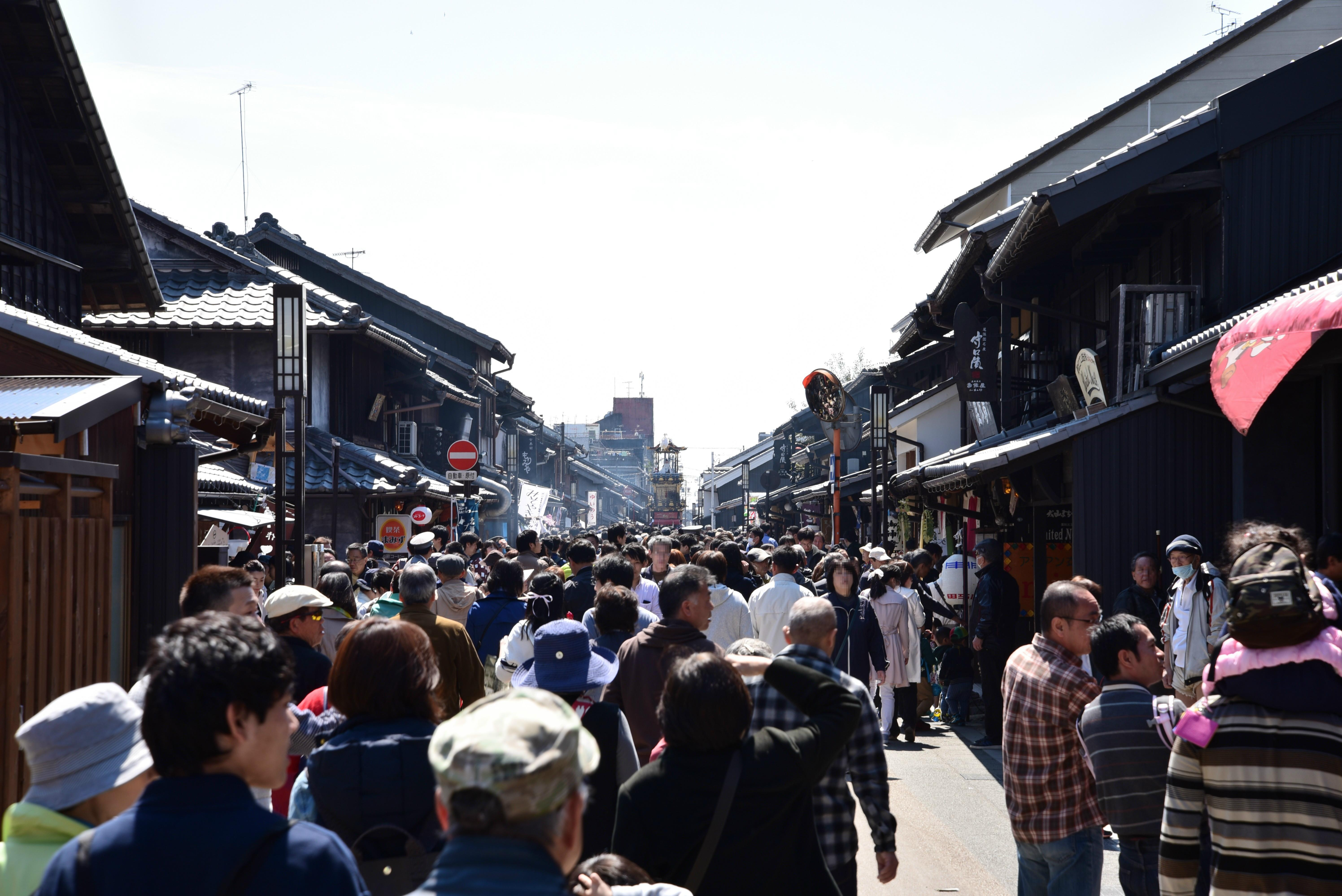
犬山城の城下町（愛知県犬山市）
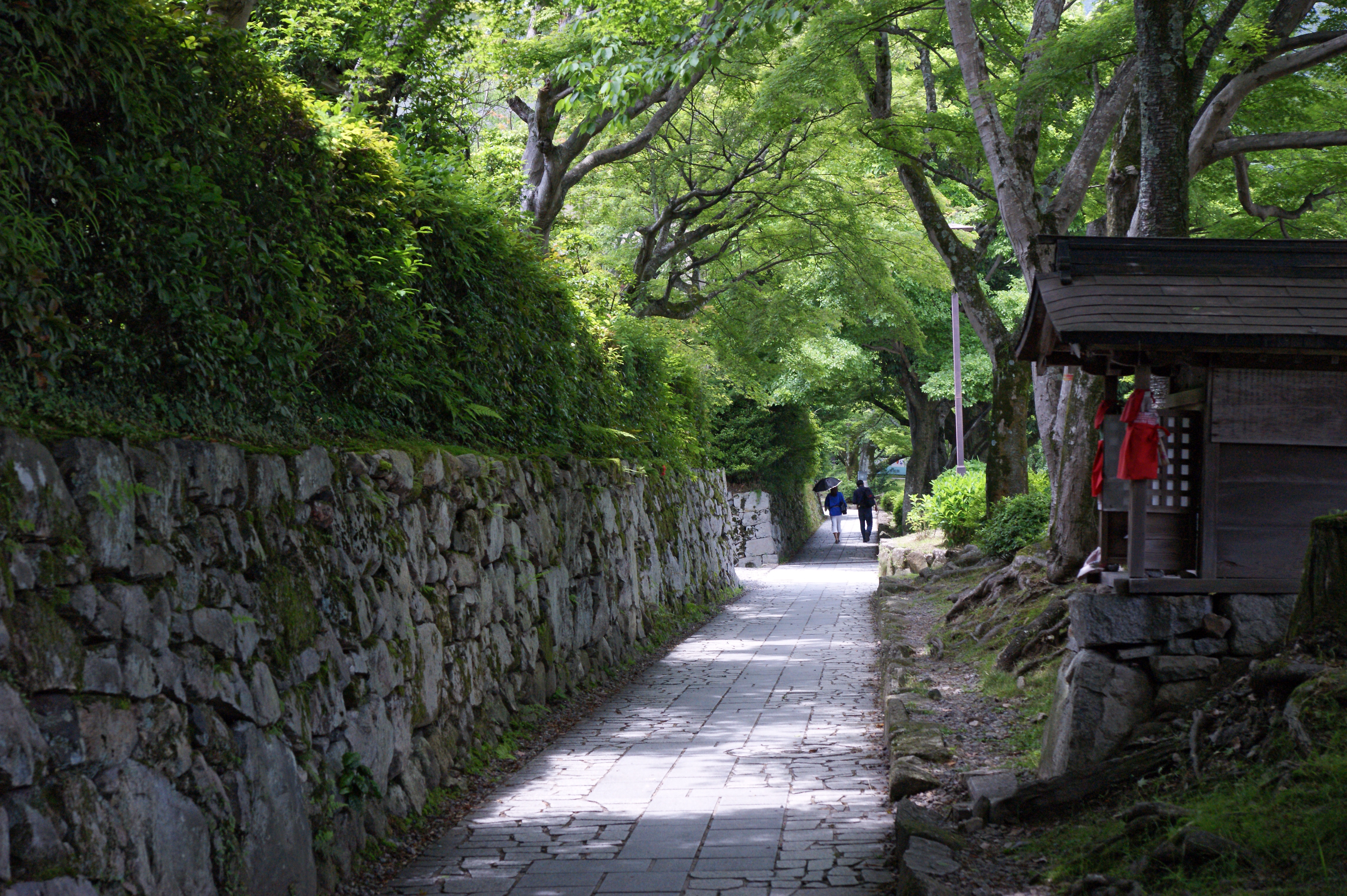
門前町坂本の街並み（滋賀県大津市）
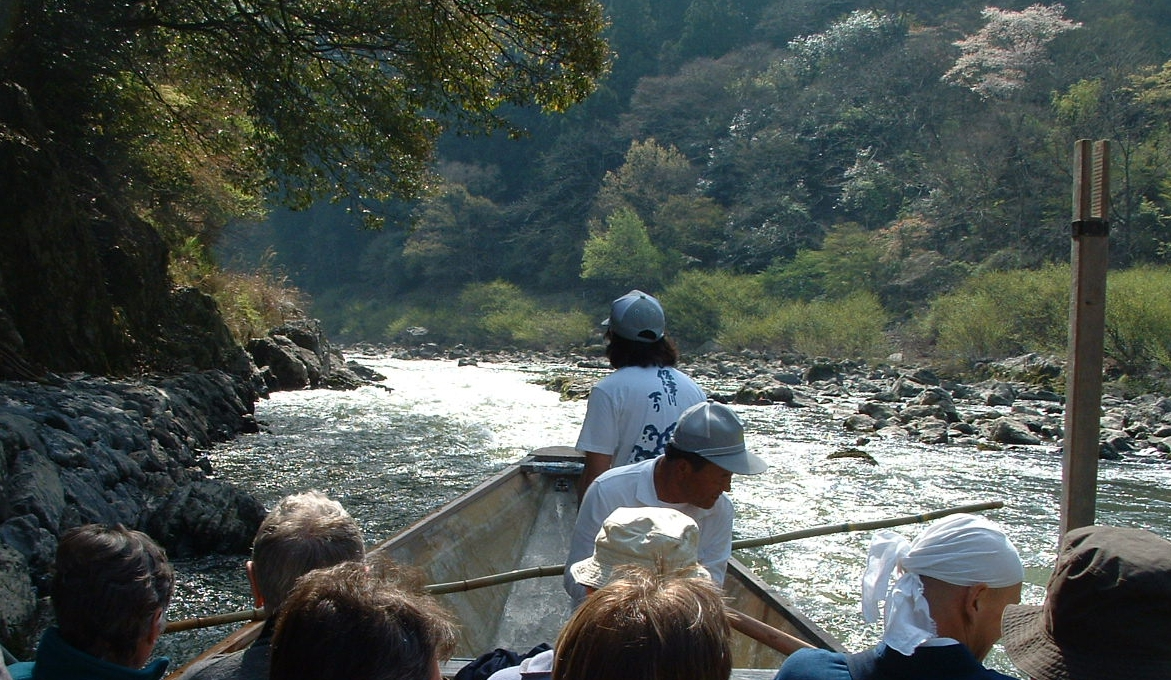
保津峡の川下り（京都府亀岡市）
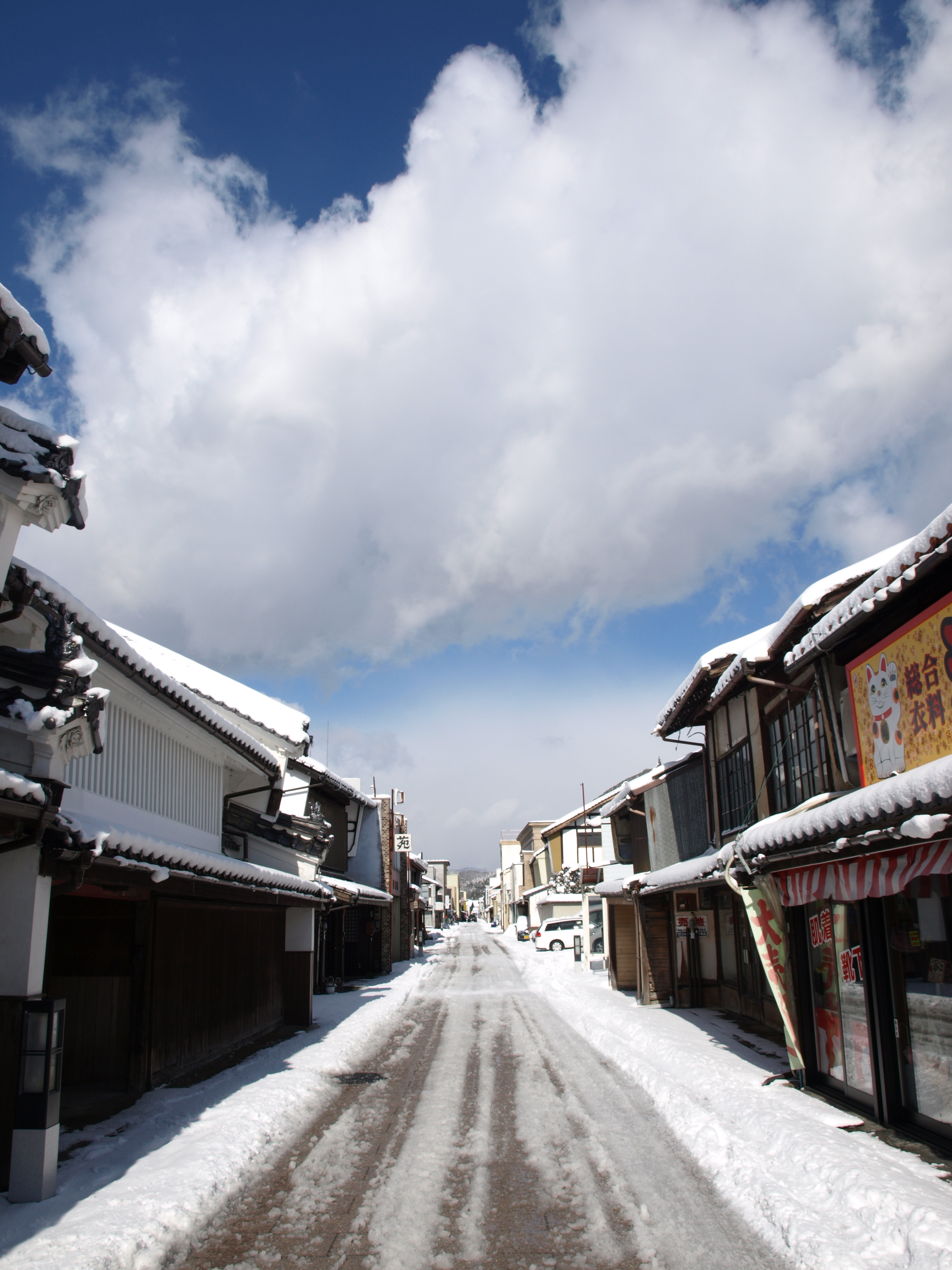
卯建の上がる街並み（広島県三次市）
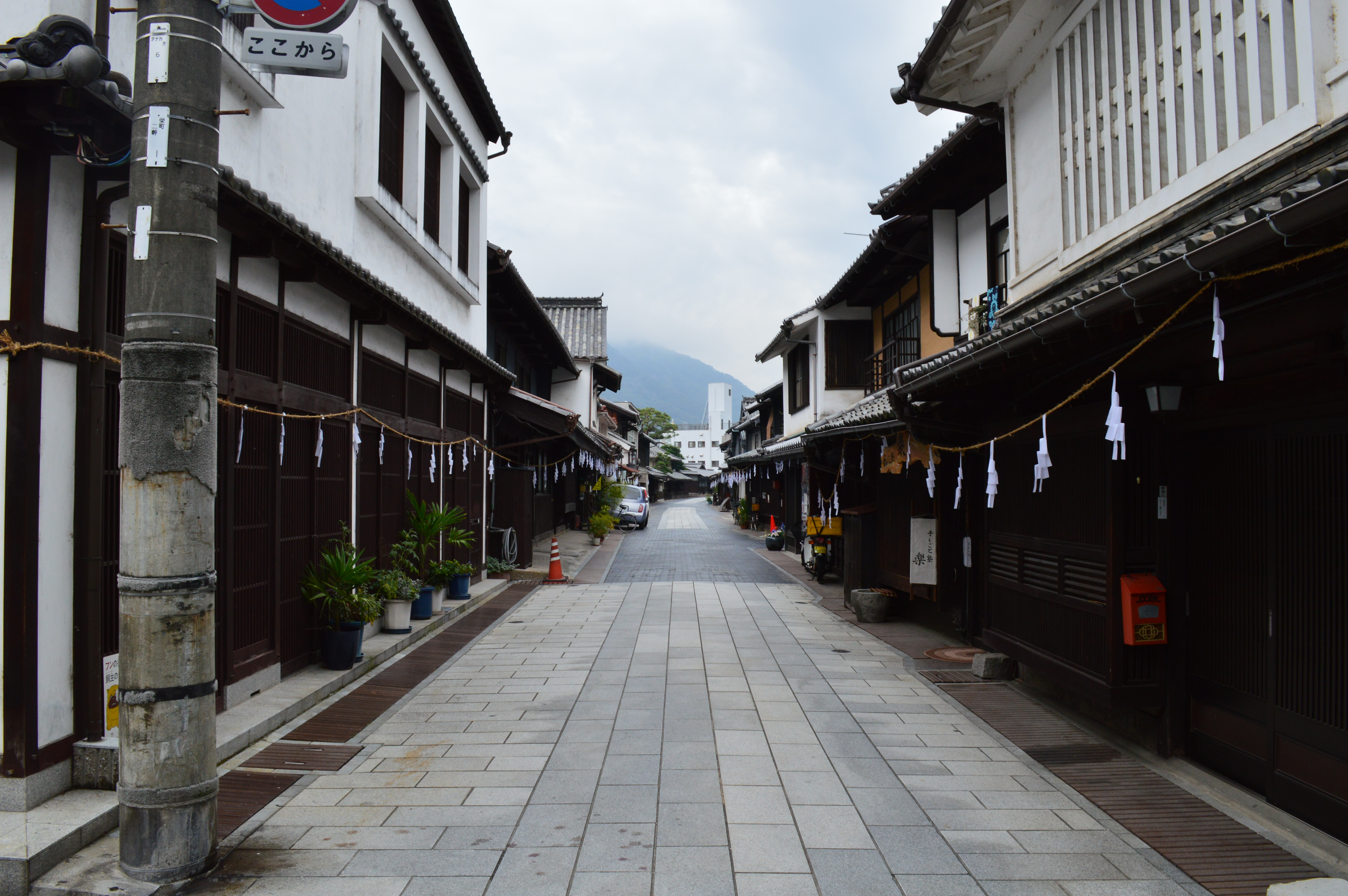
安芸の小京都竹原の街並み（広島県竹原市）
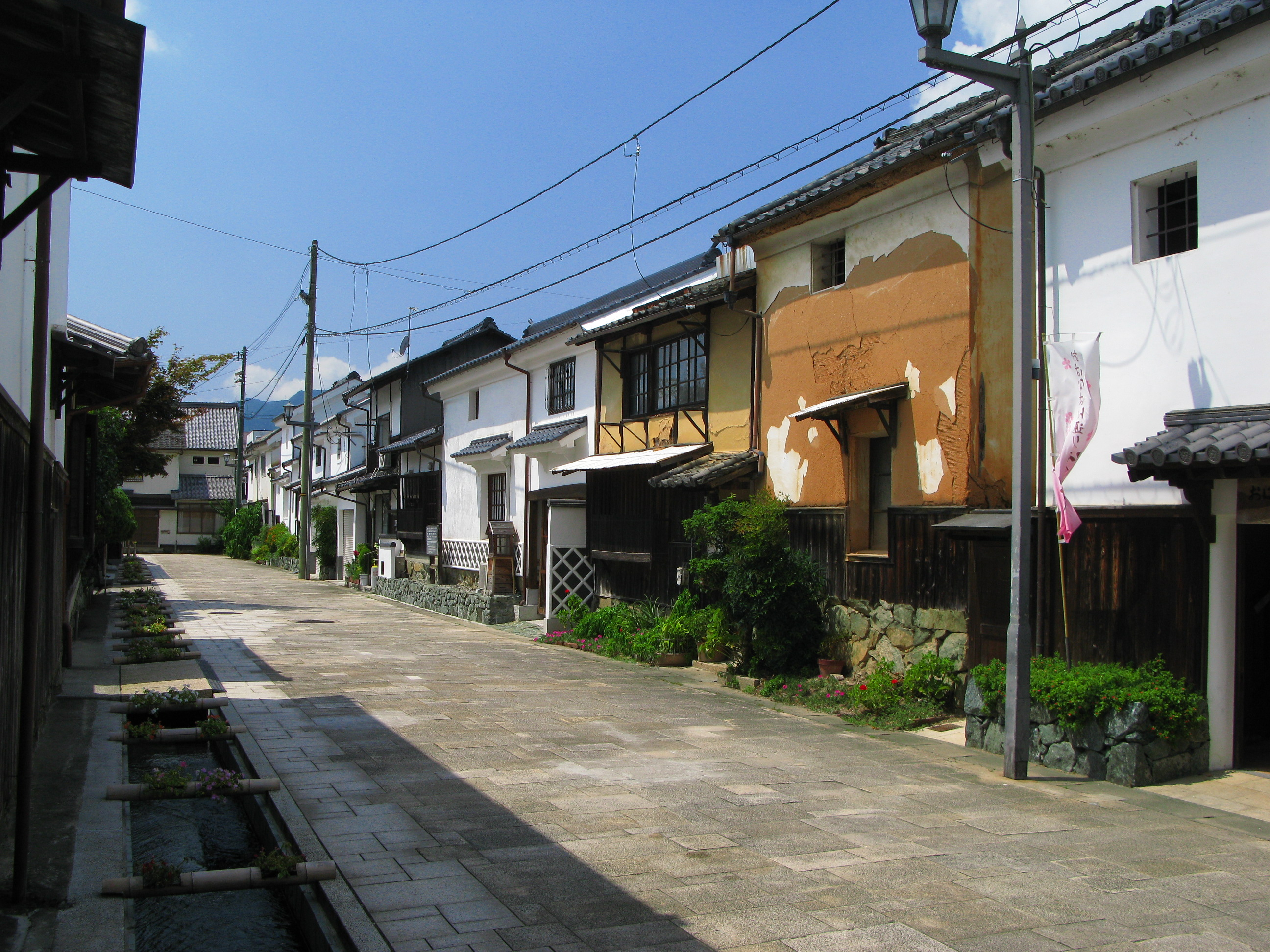
大洲城下おはなはん通り（愛媛県大洲市）
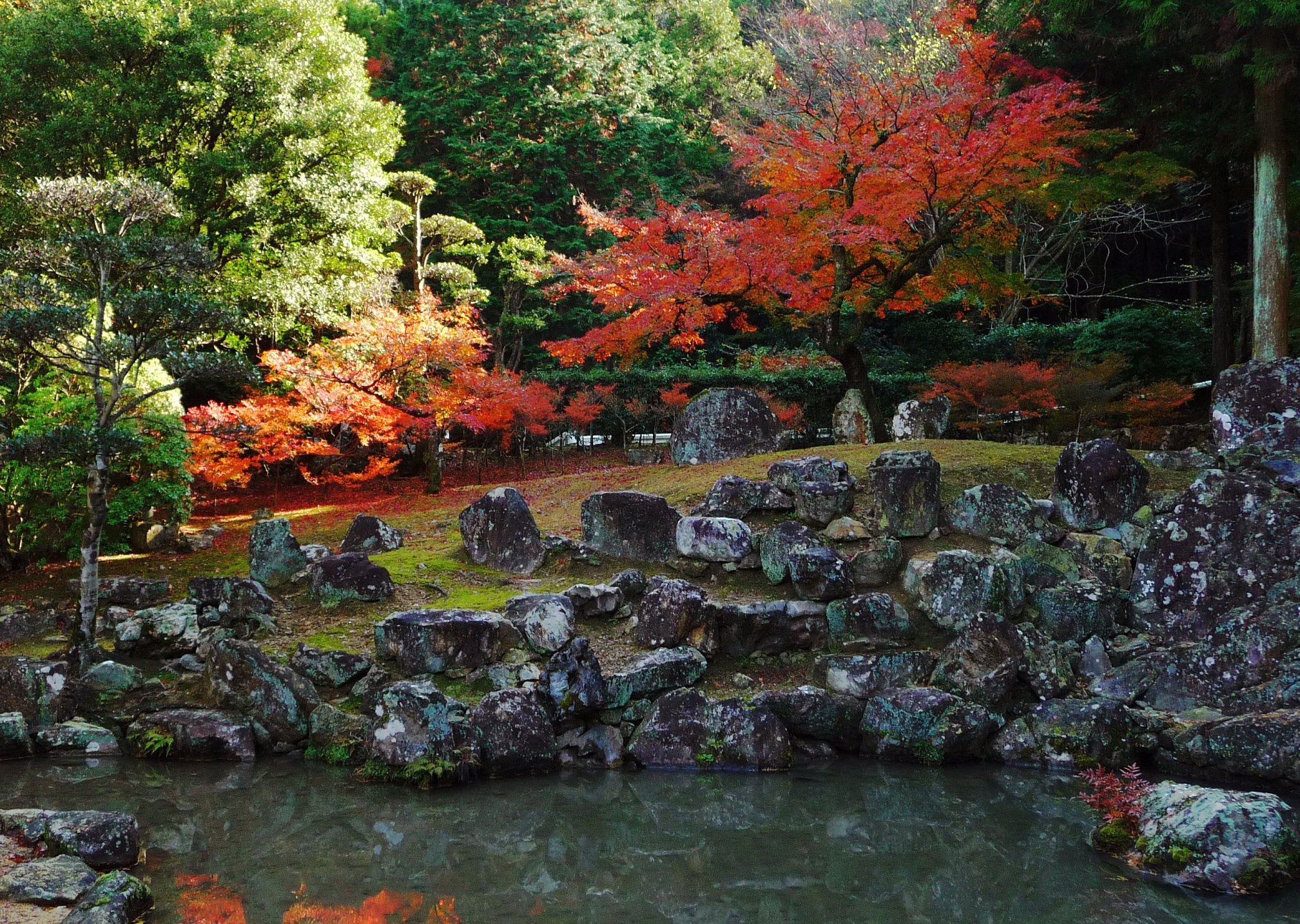
桂国寺庭園の紅葉（徳島県阿南市）
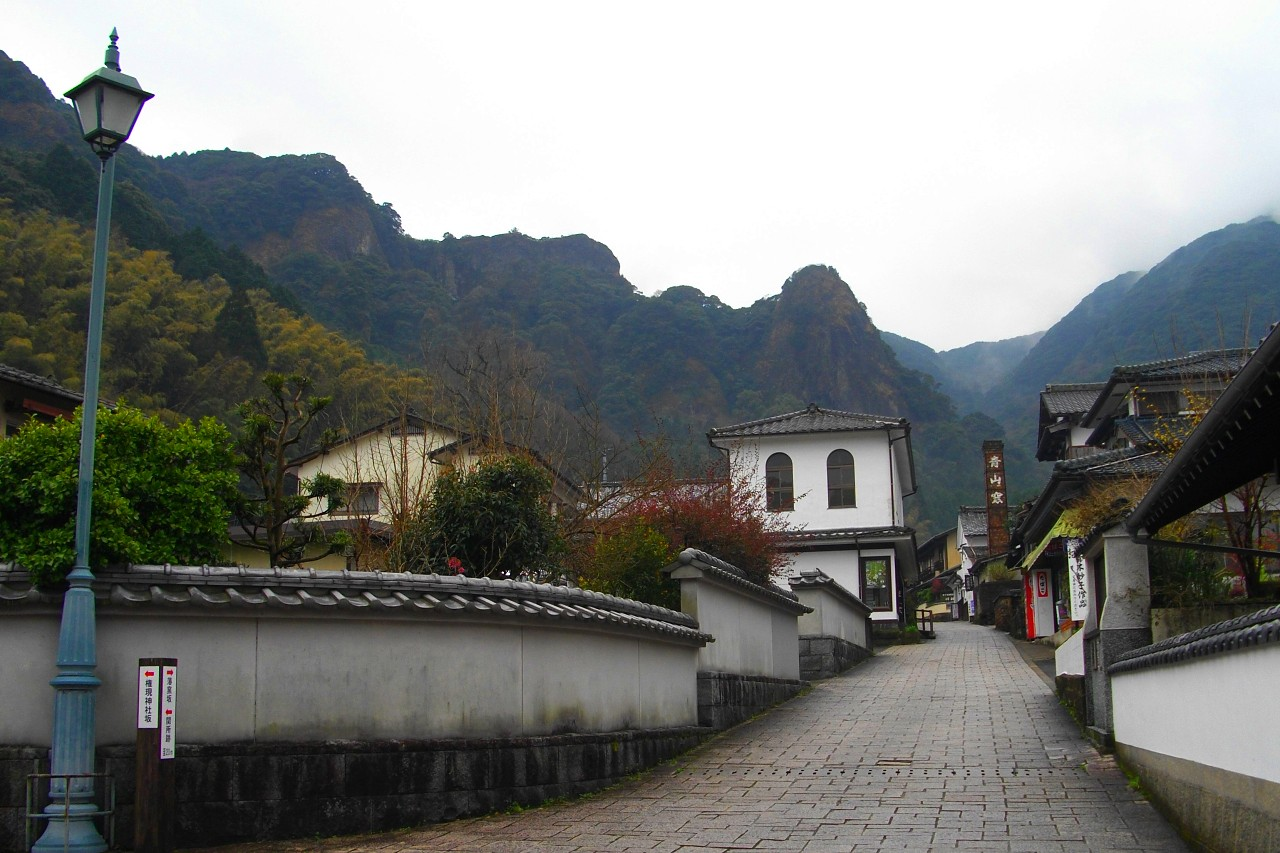
大川内山の街並み（佐賀県伊万里市）
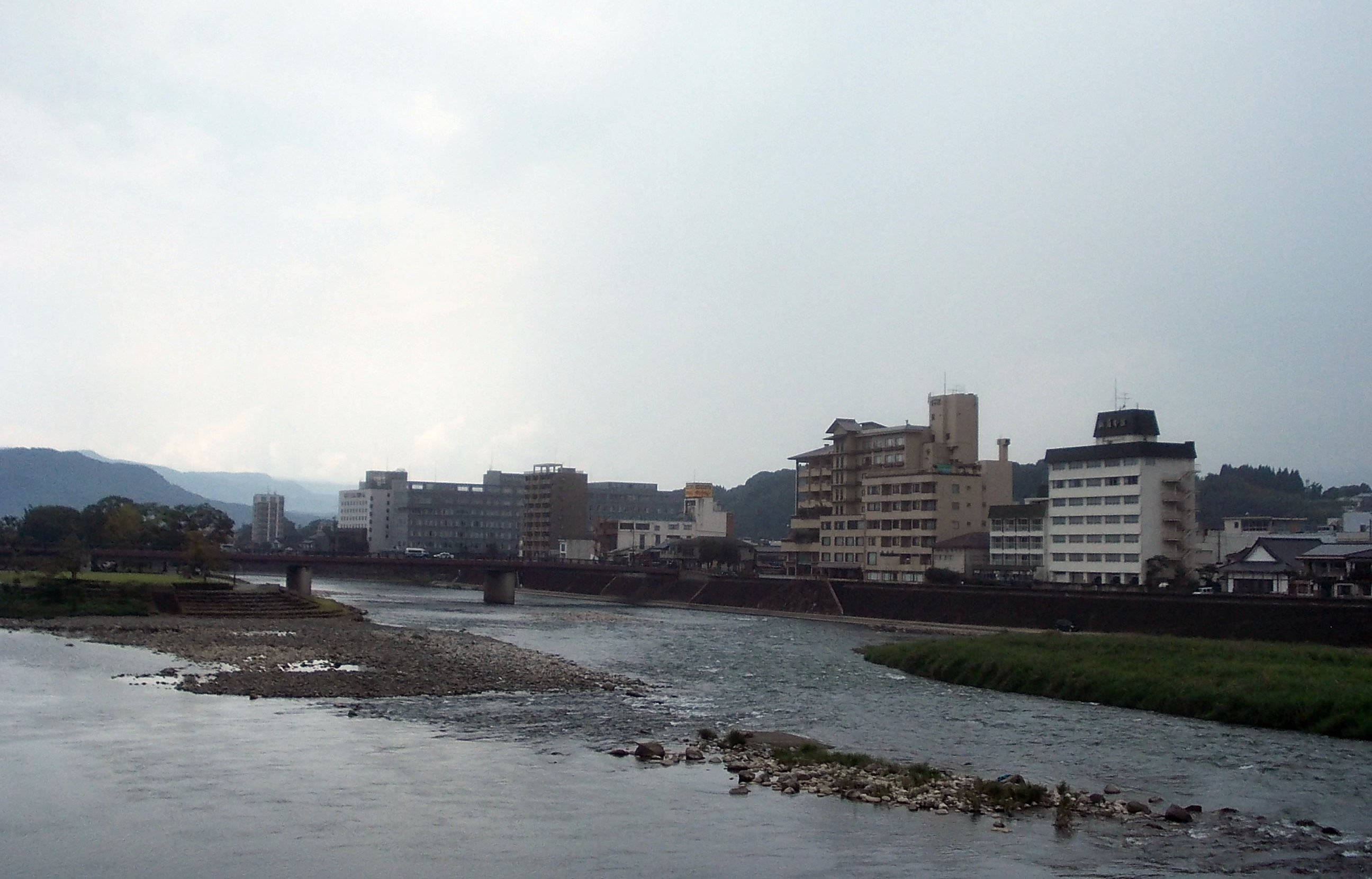
球磨川と人吉市街の街並み（熊本県人吉市）